# Crímenes de guerra en la guerra Israel-Gaza (2023-presente)
Desde el inicio de la guerra de Gaza, el Consejo de Derechos Humanos de la ONU identificó «pruebas claras» de crímenes de guerra tanto por parte de Hamás como de las Fuerzas de Defensa de Israel. Una Comisión de la ONU para el conflicto entre Israel y Palestina declaró que hay «evidencias claras de que se pueden haber cometido crímenes de guerra en la última explosión de violencia en Israel y Gaza, y todos aquellos que han violado el derecho internacional y atacado a civiles deben rendir cuentas». El 27 de octubre, un portavoz de la ACNUDH pidió que un tribunal independiente revisara los posibles crímenes de guerra cometidos por ambos bandos.
En respuesta a los ataques de Hamás que cobraron la vida de cerca de 1139 israelíes,  desde el 7 de octubre de 2023 las Fuerzas de Defensa de Israel han realizado miles de bombardeos aéreos en la Franja de Gaza, así como incursiones militares, incluyendo asesinatos con el uso de equipos de francotiradores que hasta la fecha han acabado con la vida de 61 258 personas, entre las cuales hay más de 18 430 niños y más de 10 000 mujeres y han dejado más de 152 045 heridos. A esto tenemos que añadir las 14 400 personas desaparecidas, más de 360 000 unidades habitacionales destruidas, 368 instalaciones de educación, 370 centros médicos, 203 lugares de culto, así como el corte de suministros de agua y electricidad. Además de las muertes en la Franja Gaza, otros 973 palestinos, entre ellos más de 200 niños perdieron la vida en Cisjordania en ataque de colonos radicales y de las fuerzas israelíes.
El día 29 de diciembre el gobierno de Sudáfrica demandó a Israel por genocidio ante el máximo tribunal de Naciones Unidas. Según dicho comunicado «actos y omisiones de Israel... son de carácter genocida, ya que se cometen con la intención específica requerida... de destruir a los palestinos de Gaza como parte de un grupo nacional, racial y étnico más amplio».
El 26 de marzo la relatora de la ONU para los Territorios Palestinos, Francesca Albanese, presentó un informe de veinticinco páginas ante el Consejo de Derechos Humanos de la ONU, donde expone que existen «motivos razonables» para concluir que Israel comete de forma intencionada al menos tres «actos genocidas» definidos como tales por la Convención para la Prevención y la Sanción del Delito de Genocidio de 1948. El portavoz de la Oficina de Naciones Unidas para la Coordinación de Asuntos Humanitarios denunció que Israel «no puede afirmar que cumple» el derecho internacional mientras bloquea el flujo de ayuda humanitaria de UNRWA al norte de la Franja.
El viernes 5 de abril, el Consejo de Derechos Humanos de las Naciones Unidas adoptó una resolución en la que pedía que Israel rinda cuentas por posibles crímenes de guerra y crímenes contra la humanidad cometidos durante la invasión de Gaza.
El 20 de mayo de 2024 el fiscal de la Corte Penal Internacional, Karim Khan, solicitó al tribunal la emisión de órdenes de detención contra el primer ministro de Israel, Benjamín Netanyahu y su ministro de Defensa Yoav Galant, además de otras contra tres líderes de Hamás, entre ellos Yahya Sinwar, acusados de crímenes de guerra y crímenes contra la humanidad por los atentados del 7 de octubre contra Israel y la posterior guerra en Gaza. En concreto, Karim Khan solicitó una orden de detención contra Netanyahu y Galant por los crímenes de exterminio, uso del hambre como arma de guerra, denegación de ayuda humanitaria y ataques deliberados a civiles.  El 21 de noviembre de 2024, la Corte Penal Internacional emitió órdenes de arresto internacional contra el primer ministro de Israel, Benjamín Netanyahu, el exministro de Defensa del país, Yoav Galant, y el líder del brazo armado de Hamás, Mohamed Deif, por presuntos crímenes de guerra y contra la humanidad relacionados con la guerra de Gaza.

## Por Israel
Se han presentado numerosos cargos de crímenes de guerra contra Israel por sus acciones contra civiles. Estas acusaciones provienen de Human Rights Watch, Amnistía Internacional, B'Tselem y grupos y expertos de derechos humanos, incluidos relatores de la ONU. Los críticos argumentan que la administración Biden ha dado una aprobación tácita a los crímenes de guerra israelíes. Antony Blinken indicó que la administración Biden tiene una «alta tolerancia» hacia cualquier cosa que suceda en Gaza. El 27 de octubre, la Casa Blanca declaró que no tenía líneas rojas para las acciones israelíes.

### Ataques indiscriminados

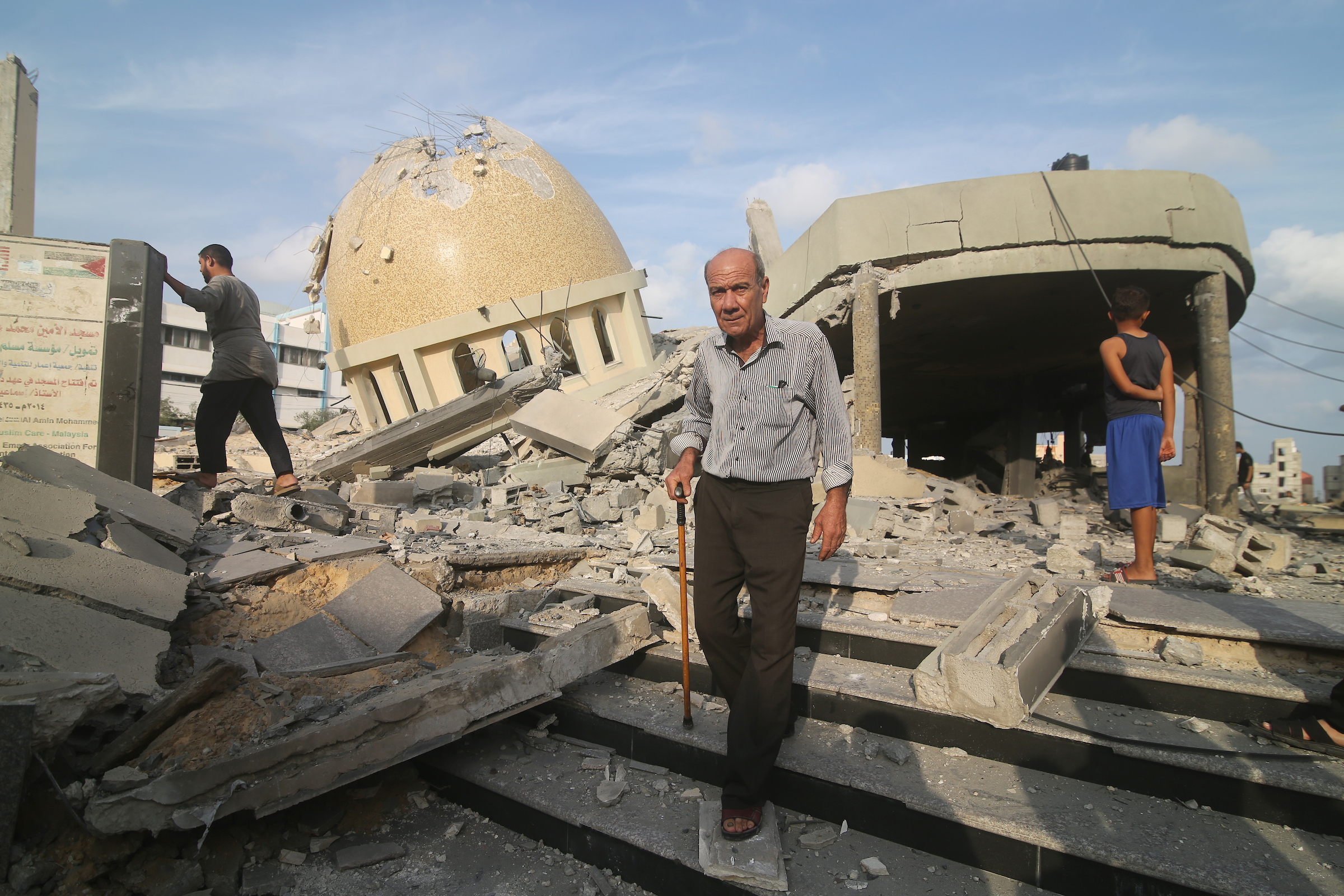
Una mezquita destruida por un ataque aéreo israelí, Jan Yunis, 8 de octubre

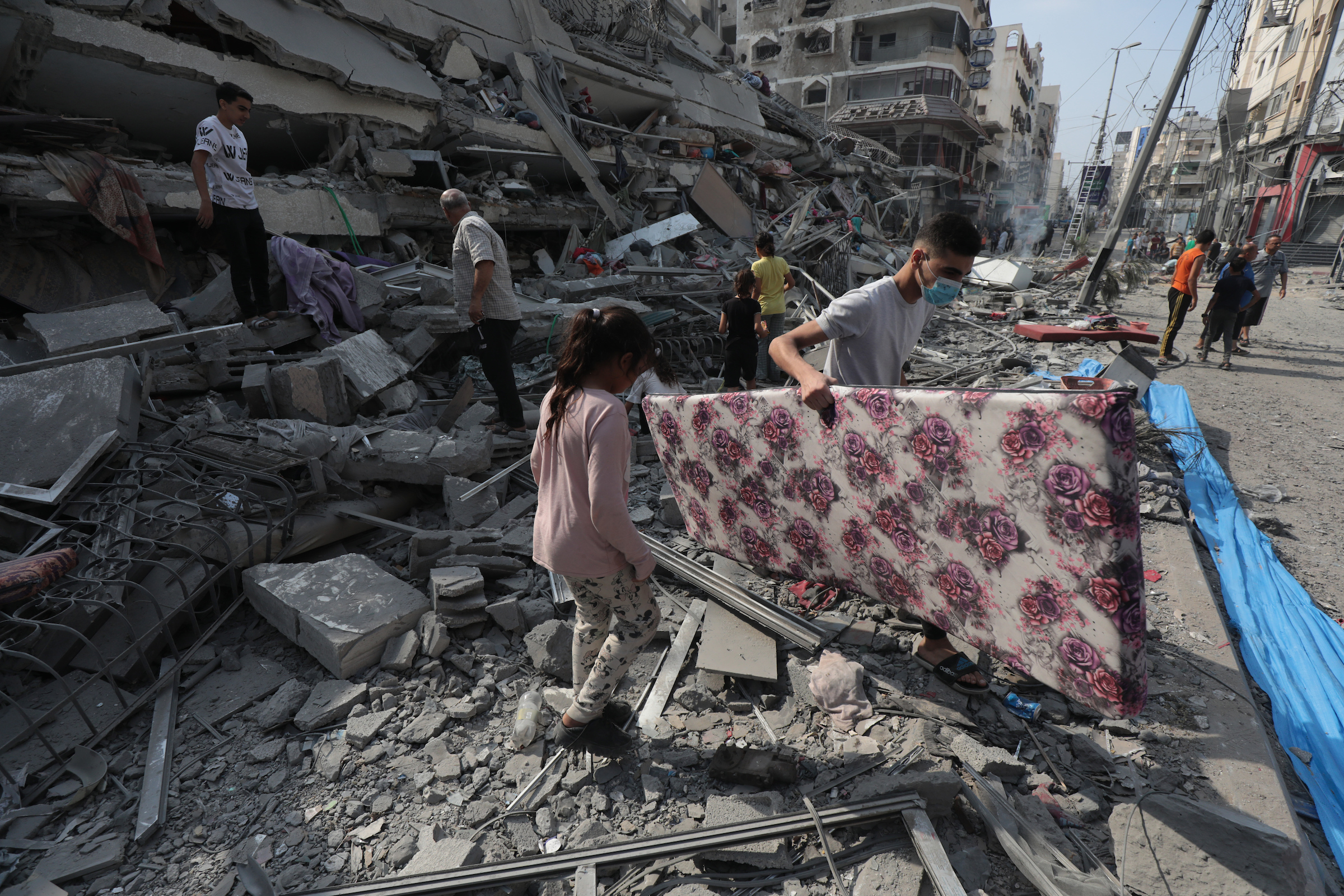
Residentes inspeccionan las ruinas de un apartamento destruido por los ataques aéreos israelíes

En la primera semana de la guerra, las FDI llevaron a cabo 6000 ataques aéreos en toda Gaza, matando a más de 3300 civiles e hiriendo a más de 12 000. Los ataques alcanzaron lugares específicamente protegidos, incluidos hospitales, mercados, campos de refugiados, mezquitas, instalaciones educativas y barrios enteros. Un grupo de relatores especiales de la ONU afirmó que los ataques aéreos indiscriminados de Israel están «absolutamente prohibidos según el derecho internacional y equivalen a un crimen de guerra». El portavoz del ejército israelí, Daniel Hagari, dijo que «el énfasis está en el daño y no en la precisión». Una investigación de la revista +972 encontró que las FDI ampliaron la autorización para bombardear objetivos no militares.
El 9 de octubre, las FDI llevaron a cabo un ataque aéreo que causó un gran número de víctimas en el mercado del campo de refugiados de Jabalia. El ataque provocó la muerte de más de sesenta civiles y grandes daños al mercado. Como resultado de los ataques aéreos israelíes en otras zonas, las personas desplazadas buscaron refugio en el campamento, lo que provocó que el mercado estuviera densamente poblado en el momento del ataque.
El mismo día, las FDI llevaron a cabo un ataque aéreo contra el densamente poblado campo de refugiados de Al-Shati. Los medios palestinos informaron que este ataque provocó numerosas víctimas civiles y la destrucción de cuatro mezquitas, incluidas la mezquita al-Gharbi, la mezquita Yassin y la mezquita al-Sousi, todas las cuales fueron destruidas mediante imágenes satelitales. Según el Estatuto de Roma, es un crimen de guerra atacar intencionalmente lugares de culto en un conflicto no internacional, siempre que no sean «utilizados por una parte en conflicto para actos perjudiciales para el enemigo». Los ataques aéreos en el campo de refugiados de Al-Shati fueron descritos como una «masacre contra todo un barrio» por el Ministerio de Salud palestino. Durante dos ataques aéreos el 10 y el 22 de octubre, las FDI utilizaron municiones de ataque directo conjunto en ataques descritos por Amnistía Internacional como «ataques directos contra civiles» o «ataques indiscriminados».
El 17 de octubre, las FDI llevaron a cabo un ataque aéreo contra una escuela de la UNRWA que albergaba a 4000 refugiados en el campo de refugiados de Al-Maghazi, matando a seis e hiriendo a decenas. Philippe Lazzarini, comisionado general de la UNRWA, calificó el ataque de «escandaloso» y muestra «un flagrante desprecio por las vidas de los civiles». El 19 de octubre, la Fuerza Aérea Israelí bombardeó la Iglesia de San Porfirio, donde se refugiaban cientos de cristianos y musulmanes, matando a 16 personas.La iglesia ortodoxa de Jerusalén lo condenó como «un crimen de guerra que no puede ser ignorado». Tras una investigación, Amnistía Internacional declaró que el ataque a la iglesia fue indiscriminado y debería ser investigado como un crimen de guerra. El 24 de octubre, el secretario general de la ONU, Antonio Guterres, pidió un alto el fuego inmediato, tras afirmar que Israel había cometido «claras violaciones» del derecho internacional humanitario.

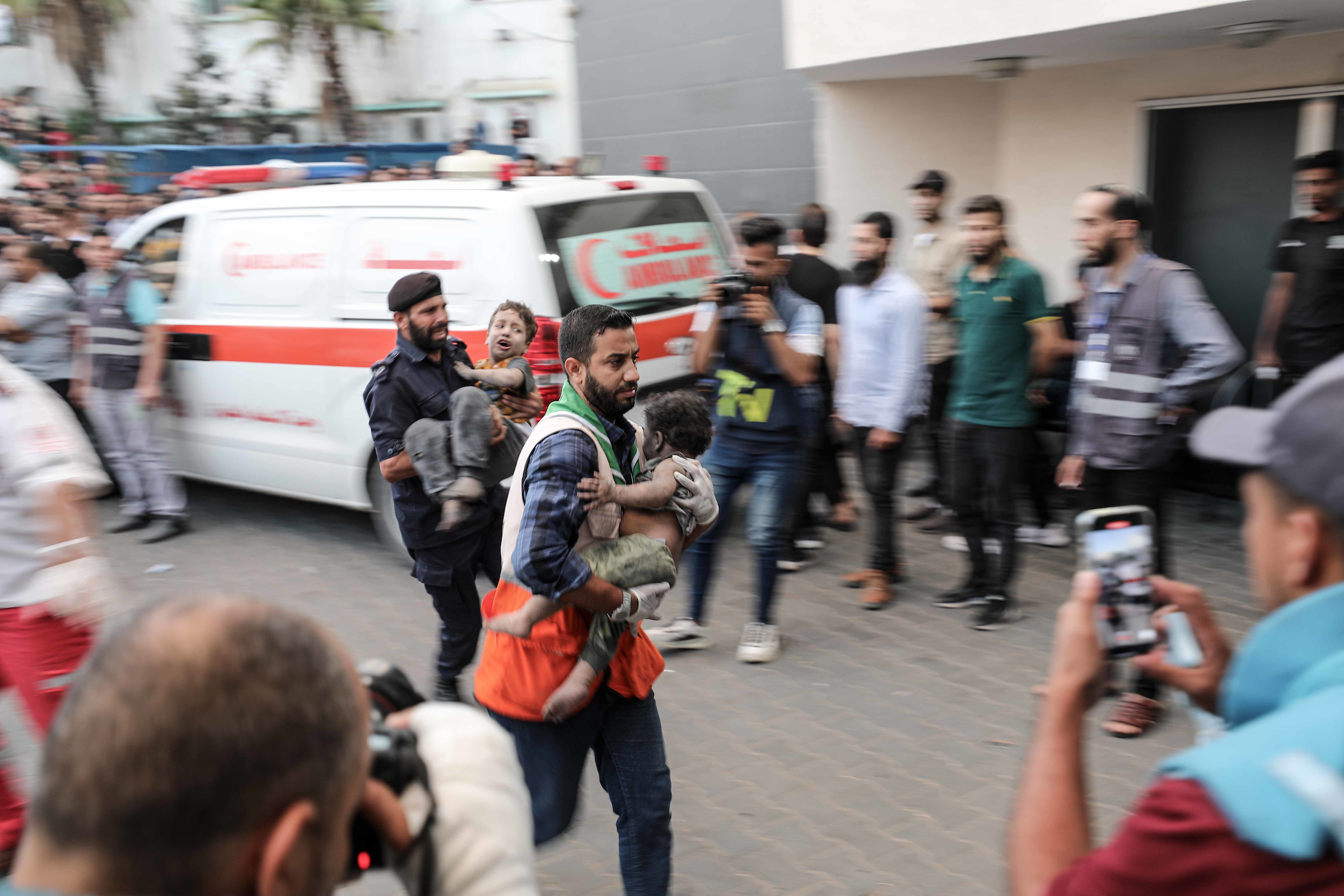
Médicos transportan a niños palestinos heridos al hospital Al-Shifa después de un ataque aéreo israelí el 11 de octubre de 2023.

El 31 de octubre de 2023, las Fuerzas de Defensa de Israel (FDI) atacaron un edificio residencial de seis plantas ubicado cerca del campamento de Nuseirat en el centro de la Franja de Gaza. La destrucción del edificio, que albergaba a cientos de residentes y desplazados, provocó la muerte de 106 civiles, entre ellos 54 niños. Human Rights Watch (HRW) informó que durante su investigación no encontró ninguna evidencia que indicara la presencia de un objetivo militar en las cercanías del edificio en el momento del ataque, lo que convierte el ataque en un crimen de guerra.
El 1 de noviembre, tras dos ataques aéreos contra el campo de refugiados de Jabalia, la Oficina de Derechos Humanos de las Naciones Unidas declaró: «Tenemos serias preocupaciones de que se trate de ataques desproporcionados que podrían constituir crímenes de guerra». El 3 de noviembre, Israel bombardeó un convoy médico afuera del Hospital Al-Shifa, alegando que tenía como objetivo a Hamás. En respuesta, Yanis Varoufakis señaló: «Incluso si la ambulancia llevaba a un jefe supremo de Hamás, bombardearla viola la Convención de Ginebra». El jefe de la ONU, Antonio Guterres, declaró que estaba «horrorizado» por el ataque. El 5 de noviembre, un ataque aéreo israelí alcanzó un automóvil cerca de Ainata, Líbano, matando a tres niños y a su abuela, e hiriendo a su madre. El ejército israelí admitió haber atacado el vehículo. Human Rights Watch afirmó que sus asesinatos deberían investigarse como un aparente crimen de guerra. Najib Mikati, primer ministro interino del Líbano, calificó el ataque de «crimen atroz» y dijo que el Líbano presentaría una queja ante el Consejo de Seguridad de la ONU. El 13 de noviembre, Israel bombardeó el Comité de Reconstrucción de Gaza, lo que llevó a tres estados árabes a condenar el ataque, y Jordania lo calificó como «un crimen de guerra atroz que se sumaría al historial criminal de Israel».
En un vídeo fechado el 8 de diciembre de 2023, se ve al ejército israelí matando a dos palestinos del campo de refugiados de Far'a en Cisjordania, en lo que B'Tselem describió como «ejecuciones ilegales». Un hombre que sostenía un bote recibió un disparo y luego fue abatido a tiros mientras yacía sangrando en el suelo. Un segundo hombre, que estaba completamente desarmado y escondido debajo de un automóvil, fue asesinado a tiros en el instante. El ejército israelí dijo más tarde que investigarían los ataques.
El 13 de diciembre de 2023, se descubrieron los cuerpos de quince palestinos en la escuela Shadia Abu Ghazala, incluidos mujeres, niños y bebés, baleados a quemarropa, la escuela está situada al oeste del campo de refugiados de Jabalia en Al-Faluja, Franja de Gaza. La instalación educativa había sido utilizada como refugio por los palestinos que se habían visto obligados a abandonar sus casas por los intensos bombardeos israelíes y había estado rodeada por las Fuerzas de Defensa de Israel (FDI) durante varios días. Imágenes y vídeos publicados varios días después mostraban importantes daños en el interior de la escuela, así como cadáveres amontonados en las aulas, algunos en avanzado estado de descomposición. Según los testigos presenciales las víctimas habían sido asesinadas a tiros a quemarropa por soldados israelíes.
A principios de enero, apareció un vídeo fechado el 12 de noviembre que mostraba a palestinos desplazados evacuando la ciudad de Gaza, entre ellos una mujer y su hijo. A pesar de que el grupo claramente llevaba banderas blancas, la mujer fue asesinada a tiros por un francotirador israelí.
Según Reuters, Israel sitió Gaza, hogar de 2,3 millones de personas, y lanzó la campaña de bombardeos más poderosa en los 75 años de historia del conflicto palestino-israelí, destruyendo barrios enteros. Luego, las fuerzas terrestres israelíes irrumpieron en Gaza con el objetivo declarado de aniquilar a Hamás, que dirige el enclave.

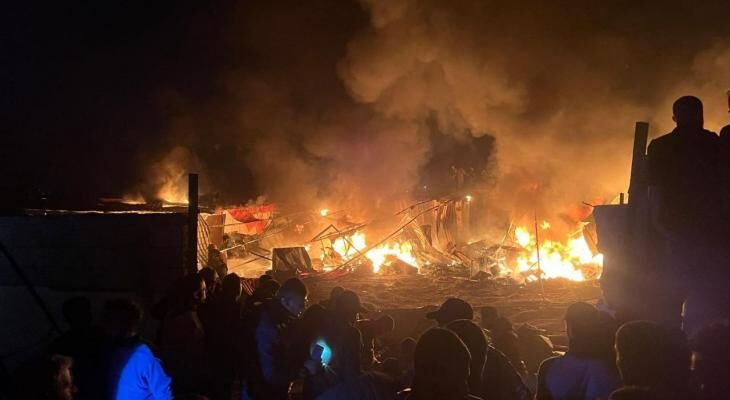
Incendio causado por el ataque israelí contra la «zona humanitaria» de Al-Mawasi el 4 de diciembre de 2024, que mató al menos a 20 civiles y dejó «decenas» de heridos

El 22 de marzo, Al Jazeera publicó un vídeo recuperado de un dron israelí que mostraba a cuatro palestinos desarmados en Jan Yunis que murieron en un ataque aéreo israelí con drones. Dos murieron instantáneamente y los otros murieron mientras intentaban alejarse arrastrándose. Según informó la cadena catarí «de las fotografías se desprende claramente que estos palestinos estaban desarmados y no representaban ninguna amenaza para nada ni para nadie». Al Jazeera también afirmó en el informe que «aterrorizar es una de las estrategias de las fuerzas de ocupación en la guerra en Gaza». La relatora especial de las Naciones Unidas para los Territorios Palestinos ocupados, Francesca Albanese, describió este metraje como parte de la «colosal cantidad de pruebas» de los crímenes de guerra cometidos en Gaza por Israel.
En junio de 2024, una comisión de la ONU que investiga los crímenes que se están produciendo en la guerra Israel-Gaza, concluyó que las autoridades de Israel son responsables de crímenes de guerra y de lesa humanidad al implicar «ataques sistemáticos contra la población civil», según un informe publicado por dicha comisión que analizó seis ataques israelíes contra edificios residenciales, campos de refugiados, una escuela y un mercado. Los ataque causaron un elevado número de víctimas civiles y una enorme destrucción de objetos no militares, «planteando serias dudas sobre la aplicación de las leyes de la guerra en cuanto a respeto de los principios de distinción, proporcionalidad y precaución». El reputado jurista Chris Sidoti, que integra dicha comisión, dijo que el Ejército de Israel «es uno de los más criminales del mundo». Sidoti hizo estas declaraciones en relación a una declaración de Benjamín Netanyahu, primer ministro de Israel, donde afirmaba que el Ejército de Israel es el «moral del mundo».
En octubre de 2024, el New York Times publicó una investigación en la que se afirmaba que la cúpula militar de Israel había emitido una orden que permitía a los oficiales arriesgarse a provocar hasta veinte muertes de civiles por objetivo. Algunos ataques superaron ese umbral, con más de 100 muertes de civiles para matar a un objetivo. La investigación también acusa a Israel de lanzar bombas excesivamente grandes e imprecisas sobre objetivos en los que se habrían podido utilizar bombas más pequeñas y precisas.
De acuerdo con un informe publicado por la ONU, entre el 18 de marzo y el 9 de abril de 2025, Israel atacó 224 edificios residenciales y tiendas de campaña para desplazados internos. En 36 de estos ataques, «las víctimas mortales identificadas hasta el momento solo eran mujeres y niños». Además estos ataques «suscitan serias dudas sobre sobre el cumplimiento del derecho Internacional humanitario por parte de las fuerzas israelíes, en particular los principios de distinción, proporcionalidad y precaución en los ataques».

#### Ataques contra niños

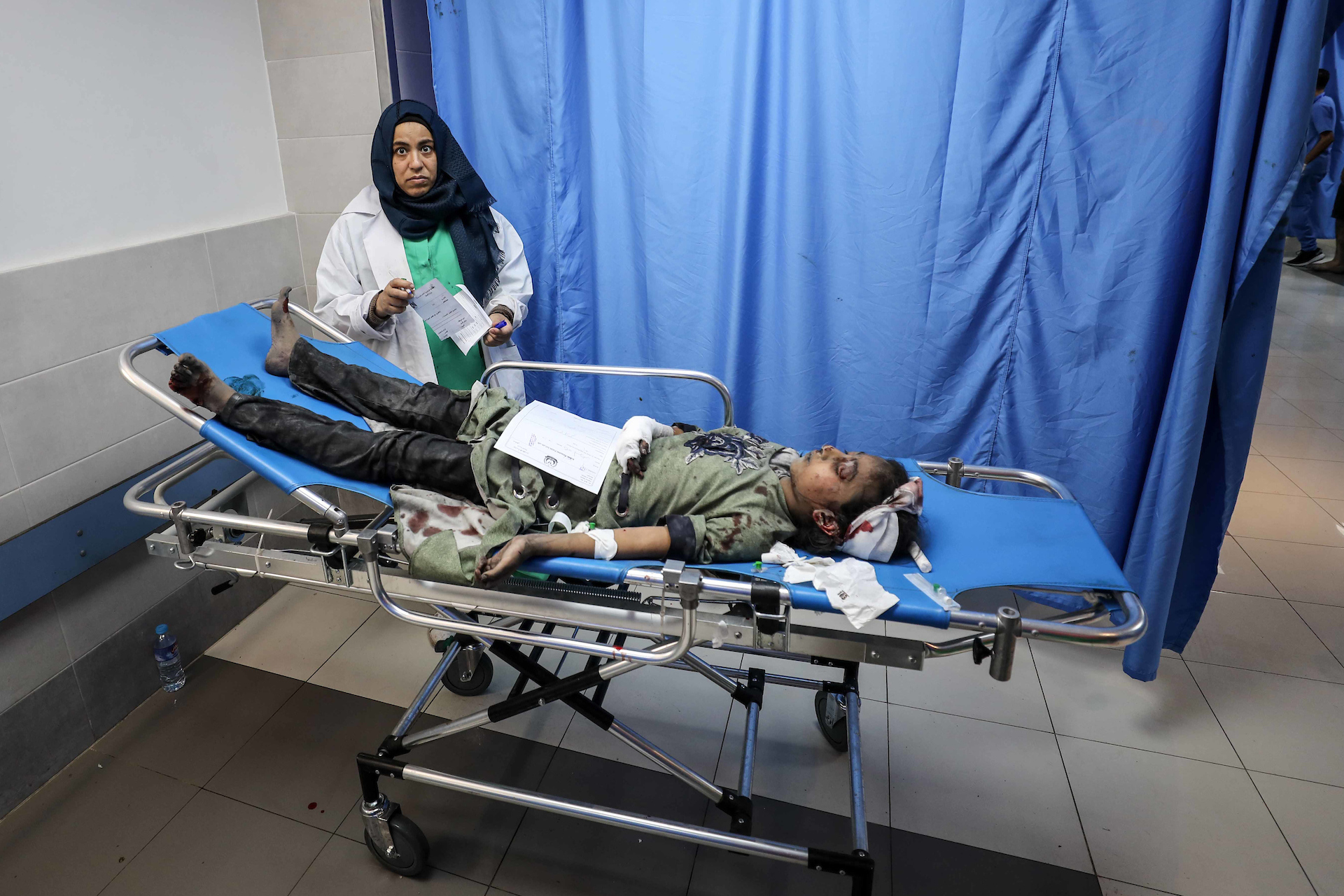
Un niño palestino espera tratamiento en la abarrotada sala de emergencias del hospital Al-Shifa después de ser herido en un ataque aéreo israelí el 11 de octubre de 2023

A finales de enero de 2024, la BBC informó que, basándose en un informe reciente del Euro-Mediterranean Human Rights Monitor Más de 24 000 niños han perdido a uno o ambos padres debido a la guerra. La agencia de las Naciones Unidas, Unicef, ha estimado que hay alrededor de 19 000 niños huérfanos o no acompañados en Gaza, algunos de los cuales han sido excavados entre los escombros o encontrados por toda la franja.
En febrero de 2024, Euro-Mediterranean Human Rights Monitor acusó a las Fuerzas de Defensa de Israel de asesinar premeditadamente a Hind Rajab, una niña de 6 años, a sus familiares (incluidos su prima de 15 años) y a dos paramédicos, a plena luz del día. Según los testimonios recogidos por el equipo Euro-Med Monitor el coche en el que viajaban fue atacado tras encontrarse con tanques y vehículos militares israelíes. Después de que el ejército israelí se retirara de la zona, se encontró el coche con abundantes pruebas que demostraban que numerosas balas habían sido disparadas directamente contra él. Al examinar los cuerpos de las víctimas, se descubrió que habían sido sometidos a un intenso fuego de armas automáticas y disparos de artillería. Además se encontró en su interior restos de munición de tanque fabricada por Estados Unidos.
El 12 de febrero de 2024, las Fuerzas de Defensa de Israel lanzaron un masivo ataque aéreo contra Rafah, una ciudad en el sur de la Franja de Gaza, donde se estima que más de un millón de palestinos, entre los que se encontraban Sidra Hassouna (una niña de siete años) y su familia, habían buscado refugio de los bombardeos y ataques israelíes. Hassouna, junto con su hermana gemela, su hermano de 15 meses, sus padres, sus abuelos y su tío, que habían sido desplazados por la fuerza del norte de Gaza, murieron durante los ataques aéreos israelíes cuando el edificio en el que se habían refugiado fue bombardeado.
El 12 de marzo de 2024, el comisionado general de la Agencia de la ONU para los Refugiados Palestinos en Oriente Próximo (UNRWA), Philippe Lazzarini, aseguró que la cifra de niños muertos en la Franja de Gaza como consecuencia de los ataques israelíes es superior al número de menores fallecidos en todas las guerras de los últimos cuatro años. Además afirmó que la ofensiva israelí es una guerra «contra los niños», «contra su infancia» y «contra su futuro» y ha pedido un alto el fuego inmediato.
El sábado 6 de abril, la directora ejecutiva del Fondo de Naciones Unidas para la Infancia (UNICEF), Catherine Russell, denunció que desde que comenzó la guerra el 7 de octubre «la guerra en Gaza ha matado a más de 13 000 niños y ha herido a muchos más».

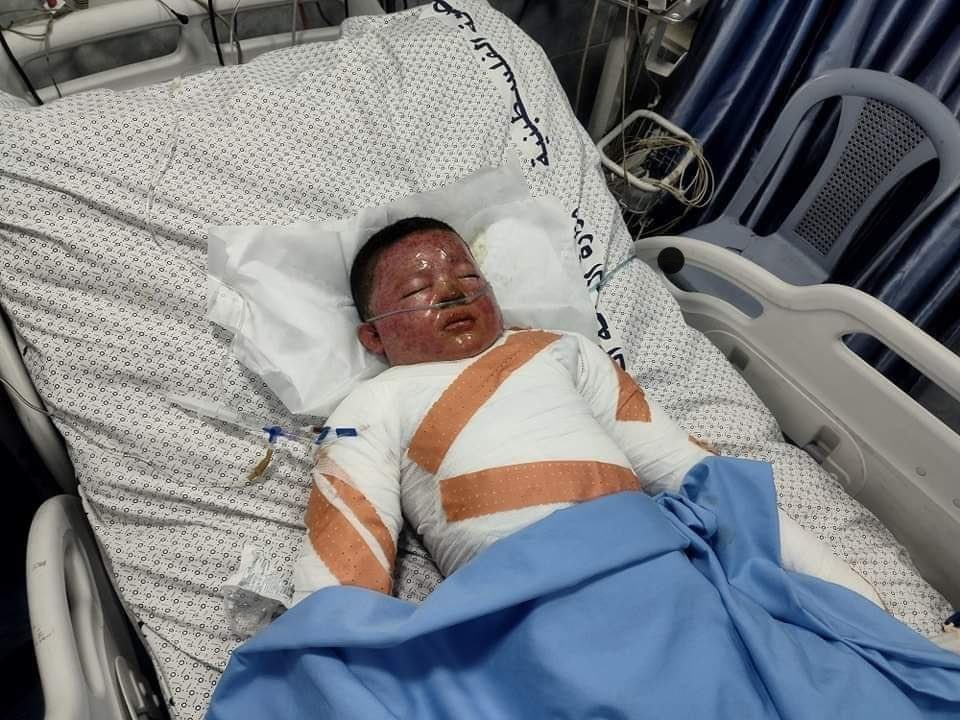
Omar Al-Jaabari, un niño de 13 años, que murió por las quemaduras que sufrió en la masacre de la escuela Al-Tabién

El 5 de junio, la ONU notificó a Israel su inclusión en la lista negra de países que violan los derechos de los niños en conflictos armados. En concreto, Israel fue incluido en la lista por los ataques que realizó contra escuelas y hospitales y que ocasionaron la muerte de niños. Esta lista, en la que se enumeran las partes en conflictos armados que han cometido violaciones graves contra los niños, se adjunta al informe anual que elabora el representante especial del secretario general, António Guterres, sobre Niños y Conflicto Armado, que versa sobre la situación de los niños en contextos bélicos y debe presentarse al Consejo de Seguridad el próximo 14 de junio. Hamás y la Yihad Islámica palestina también fueron incluidos en esta lista por matar, herir y secuestrar niños. En total, la ONU verificó más de 8000 violaciones graves de los derechos de los niños contra 4360 de ellos, incluidos más de 4000 palestinos y más de 100 israelíes.
El 24 de junio la ONG Save the Children afirmó que al menos 21 000 niños estarían desaparecidos en la Franja de Gaza, incluidos menores perdidos o separados de sus familias, detenidos, atrapados entre los escombros de los edificios bombardeados por Israel o enterrados en fosas comunes no identificadas. Además la organización recalcó que es «casi imposible recopilar y verificar la información» debido a la situación bélica en la que se encuentra Gaza. El director de Save the Children para Oriente Próximo, Jeremy Stoner, manifestó que «debe haber una investigación independiente y los responsables deben rendir cuentas. Necesitamos desesperadamente un alto el fuego para encontrar y apoyar a los niños desaparecidos que han sobrevivido, y para evitar que más familias sean destruidas».
El 23 de enero de 2025, el Ministerio de Educación de Gaza denunció que más de 15.000 niños en edad escolar murieron o desaparecieron después de más de quince meses de continuos bombardeos israelíes, también indicó que 800 trabajadores del sector murieron y que «Esta enorme cantidad de muertos equivale al genocidio de todos los elementos humanos (estudiantes y trabajadores) en más de treinta escuelas, reflejando la extensión de los crímenes cometidos». Además más de 50.000 estudiantes resultaron heridos, algunos de ellos varias veces, por lo que «muchos de ellos sufren discapacidades permanentes». En cuanto a la educación superior, más de 1200 estudiantes y 150 académicos y trabajadores murieron y «cientos» resultaron heridos.

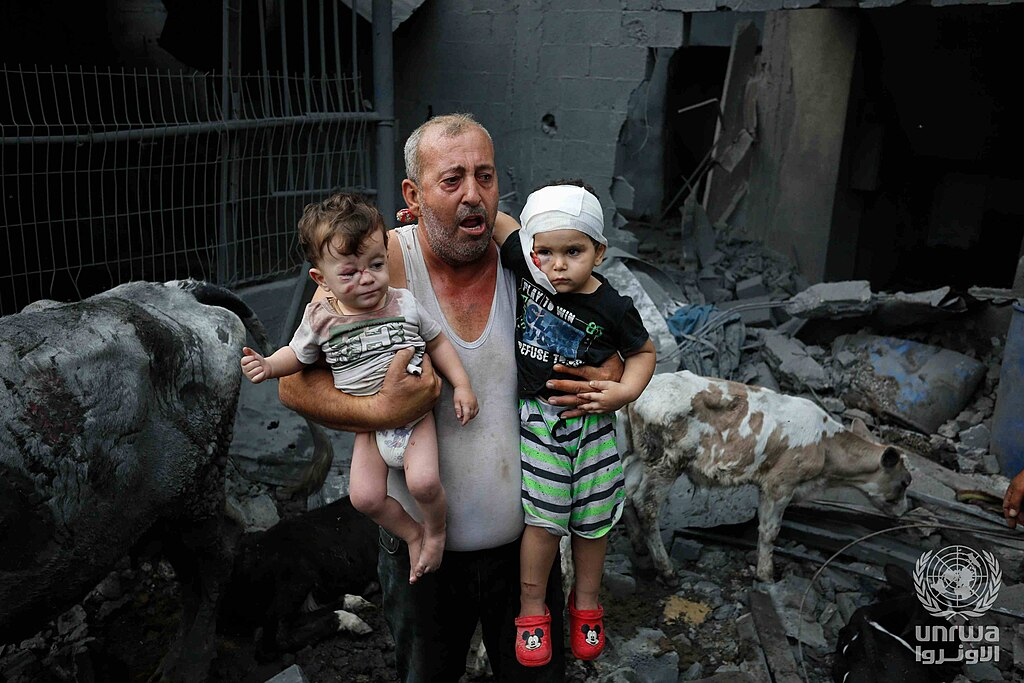
Un refugiado palestino lleva a sus nietos heridos tras el bombardeo israelí del campamento de Nuseirat, en la Franja de Gaza.

UNICEF denunció que solo en los dos primeros meses de 2025, habían muerto más de trece niños palestinos por disparos de las tropas israelíes en Cisjordania. Desde que comenzó la guerra, el 7 de octubre de 2023, 195 niños palestinos y tres israelíes murieron en Cisjordania y Jerusalén Este. En los últimos 16 meses, el número de niños palestinos muertos por estas causas en este territorio ha aumentado un 200 % en comparación con los 16 meses anteriores. En febrero de 2025, UNICEF denunció que la salud mental de los niños y niñas de Líbano se ha visto «deteriorada» por la «devastadora guerra», que ha obligado a un gran número de menores a huir de sus hogares y ha provocado graves daños en instalaciones que proporcionaban servicios esenciales. Además advirtió que hay claros indicios que apuntan a una «alarmante» situación de desnutrición infantil en zonas altamente pobladas de las gobernaciones de Baalbeck-Hermel y del  valle de la Becá, que fueron un blanco de un gran número de ataques aéreos israelíes.
El 19 de marzo de 2025, UNICEF denunció que se había registrado el mayor número de muertes infantiles en un solo día en el último año en la Franja de Gaza, debido a la oleada de bombardeos del Ejército de Israel contra el enclave palestino. Según los informes, cientos de personas murieron, entre ellas más de 130 niños y niñas en la oleada de ataques israelíes. Además criticó que «algunos de los ataques alcanzaron refugios provisionales en los que dormían niños, niñas y familias».

#### Masacre de la familia Al-Najjar
El 23 de mayo de 2025, las Fuerzas de Defensa de Israel (FDI) bombardearon una casa en la ciudad gazatí de Jan Yunis, perteneciente a una pareja de médicos empleados en el Hospital Nasser. La masacre causó la muerte de nueve de los diez hijos de la pareja. El padre de familia, el Dr. Hamdi al-Najjar, se encontraba en estado crítico y falleció a causa de sus heridas varios días después. Sólo uno de sus hijos, Adam, de 11 años, sobrevivió al ataque y tuvo que someterse a múltiples cirugías. La madre, la pediatra Alaa al Najjar, que acababa de empezar su turno en el hospital en el momento del ataque, resultó ilesa. Los niños tenían entre 7 meses y 12 años de edad. Dos semanas después, el doctor Hamdi Yahya Najjar, esposo de Alaa al-Najjar, falleció tras haber resultado gravemente herido por el bombardeo.

#### Masacre de la harina
El 29 de febrero, más de 112 civiles palestinos murieron y al menos 760 resultaron heridos cuando el Ejército de Israel disparó contra una multitud de cíviles palestinos cuando intentaban conseguir alimentos de un convoy que trasportaba ayuda humanitaria en la calle Al-Rashid en la rotonda de Al-Nabulsi, al oeste de la ciudad de Gaza. La vice primera ministra belga, Petra De Sutter, afirmó que se trataba de una «violación flagrante del derecho internacional humanitario». Josep Borrell afirmó que se trataba de una grave violación del derecho internacional humanitario. El Ministerio de Asuntos Exteriores turco calificó el ataque de crimen contra la humanidad. El Ministerio de Asuntos Exteriores de Omán afirmó que el ataque era una clara violación del derecho internacional. Amnistía Internacional anunció que iba a iniciar una investigación sobre el ataque. La Oficina de Derechos Humanos de las Naciones Unidas también pidió una investigación, afirmando que había «registrado al menos catorce incidentes que involucraron disparos y bombardeos contra personas reunidas para recibir suministros que se necesitaban desesperadamente».

#### Bombardeo al convoy de World Central Kitchen
El 1 de abril de 2024, un dron israelí disparó tres misiles consecutivos contra tres coches pertenecientes a la ONG World Central Kitchen (WCK), matando a siete trabajadores humanitarios que habían estado distribuyendo alimentos en el norte de la Franja de Gaza. Según el secretario general de la ONU, António Guterres, los ataques elevaron a 196 el número total de trabajadores humanitarios fallecidos desde el 7 de octubre. El presidente de Refugees International calificó los asesinatos como «parte de un patrón claro» y un crimen de guerra. Médicos Sin Fronteras afirmó que el ataque eran un ejemplo de cómo «no se respeta el derecho internacional humanitario».
El Ministerio polaco de Asuntos Exteriores declaró: «Polonia se opone al incumplimiento del derecho internacional humanitario». El Ministerio de Asuntos Exteriores de Chipre declaró: «Los principios [del derecho internacional humanitario] son absolutos: los trabajadores de ayuda humanitaria siempre deben ser respetados y protegidos». Ben Saul, relator especial de la ONU, afirmó: «Bien podría tratarse de una violación del derecho internacional humanitario». José Andrés, fundador de World Central Kitchen, afirmó que Israel necesitaba «detener esta matanza indiscriminada».
Las FDI identificaron a dos de los soldados que, según dijeron, eran responsables del ataque. El de mayor rango de los dos es el coronel Nochi Mandel, jefe de Estado Mayor de la Brigada Nahal, Mandel es un colono de Cisjordania y «nacionalista religioso». En enero de 2024, Mandel, junto con otros 130 oficiales de reserva de las FDI, firmó una carta abierta implorando que Gaza fuera privada de ayuda humanitaria y que no se permitieran «los suministros humanitarios y el funcionamiento de hospitales dentro de la ciudad de Gaza». El destacado abogado británico Michael Mansfield consideró que la carta «es claramente relevante para un estado de ánimo particular» de quienes están detrás de los ataques, indicando que «el objetivo del ejército israelí [no] es principalmente Hamás sino Gaza en su conjunto al convertir la ayuda en armas bajo condiciones de asedio».
El 30 de noviembre de 2024, Israel llevó a cabo un nuevo un ataque aéreo contra un vehículo de World Central Kitchen en Jan Yunis que mató a cinco personas, incluidos tres trabajadores humanitarios.
Una de las víctimas del ataque aéreo israelí fue Mahmoud Almadhoun, que dirigía el Comedor de beneficencia de Gaza con su familia y cuyo hermano murió en un ataque aéreo israelí en noviembre de 2023. La organización volvió a detener sus operaciones en Gaza tras el ataque aéreo.

#### Bombardeo del campo de desplazados de Rafah
El 26 de mayo, por la noche, unas cincuenta personas murieron y más de doscientas resultaron heridas en un bombardeo israelí contra un campamento de refugiados en el noroeste de Rafah. Al menos 23 de las víctimas eran mujeres y niños. Según la Agencia WAFA, Israel lanzó alrededor de ocho cohetes contra un gran número de tiendas de campaña de un campamento recién establecido en el noroeste de Rafah y lleno de miles de desplazados que se encontraba cerca de los almacenes de la UNRWA. La mayoría de las víctimas murieron carbonizadas en un incendio provocado por el ataque israelí.
A pesar de la indignación mundial y los llamados de funcionarios gubernamentales de todo el mundo para detener su ofensiva en Rafah, menos de 48 horas después, Israel bombardeó el campo de refugiados de Al-Mawasi en una zona designada como «segura», matando al menos a 21 personas, más de la mitad de ellas mujeres y niños.

#### Masacre de Al-Mawasi
El 13 de julio de 2024 las Fuerzas de Defensa de Israel (FDI) llevaron a cabo un ataque aéreo contra un campamento de refugiados en Al-Mawasi, en la Franja de Gaza (Palestina), un área designada por las propias autoridades israelíes como «segura» para la población. Según Israel el objetivo del ataque era asesinar al comandante militar de Hamás, Mohamed Deif, así como a Rafa Salama. Mientras que la organización palestina asegura que todas las víctimas son «civiles inocentes e indefensos». El Ministerio de Salud de Gaza informó que 90 palestinos murieron, mientras que otros 300 resultaron heridos. Según los servicios de emergencia gazatíes, el ejército israelí les atacó cuando se dirigían a atender a los heridos, mató a dos de sus miembros e hirió de gravedad a otros tres.

#### Masacre del hospital Al-Aqsa
El 14 de octubre de 2024 la Fuerza Aérea Israelí (FAI) llevó a cabo un ataque aéreo contra un grupo de tiendas de campaña que se encontraban en el recinto del Hospital de los Mártires de Al-Aqsa en Deir al-Balah en el centro de la Franja de Gaza. En el ataque y en el incendio que provocó, murieron al menos cinco personas y al menos otras sesenta y cinco resultaron heridas —la mayoría con graves quemaduras— después de que tras el ataque se desatara un gran incendio.

#### Masacres en la distribución de ayuda en Rafah
El 27 de mayo de 2025, la Fundación Humanitaria de Gaza (FGH), una organización con respaldo estadounidense e israelí, comenzó a distribuir ayuda en Tel al-Sultan, Rafah. Miles de palestinos se congregaron, lo que provocó un caos generalizado. Surgieron informes de que tanques israelíes abrieron fuego contra la multitud, lo que causó al menos tres muertos y 48 heridos. Las Fuerzas de Defensa de Israel (FDI) afirmaron haber realizado disparos de advertencia para controlar la situación, mientras que un portavoz de la ONU indicó que la mayoría de las lesiones se debieron a disparos de las FDI. Los días siguientes se produjo una escalada de violencia. El 31 de mayo, tres palestinos murieron al intentar llegar al centro de ayuda. Para el 1 de junio, se informó de 32 civiles muertos y más de 250 heridos en el lugar. La Media Luna Roja Palestina confirmó la recuperación de al menos 23 cadáveres y numerosos heridos en la zona. Hasta el 2 de junio, al menos 75 civiles murieron y más de 400 resultaron heridos por disparos de las fuerzas israelíes.

#### Fosas comunes

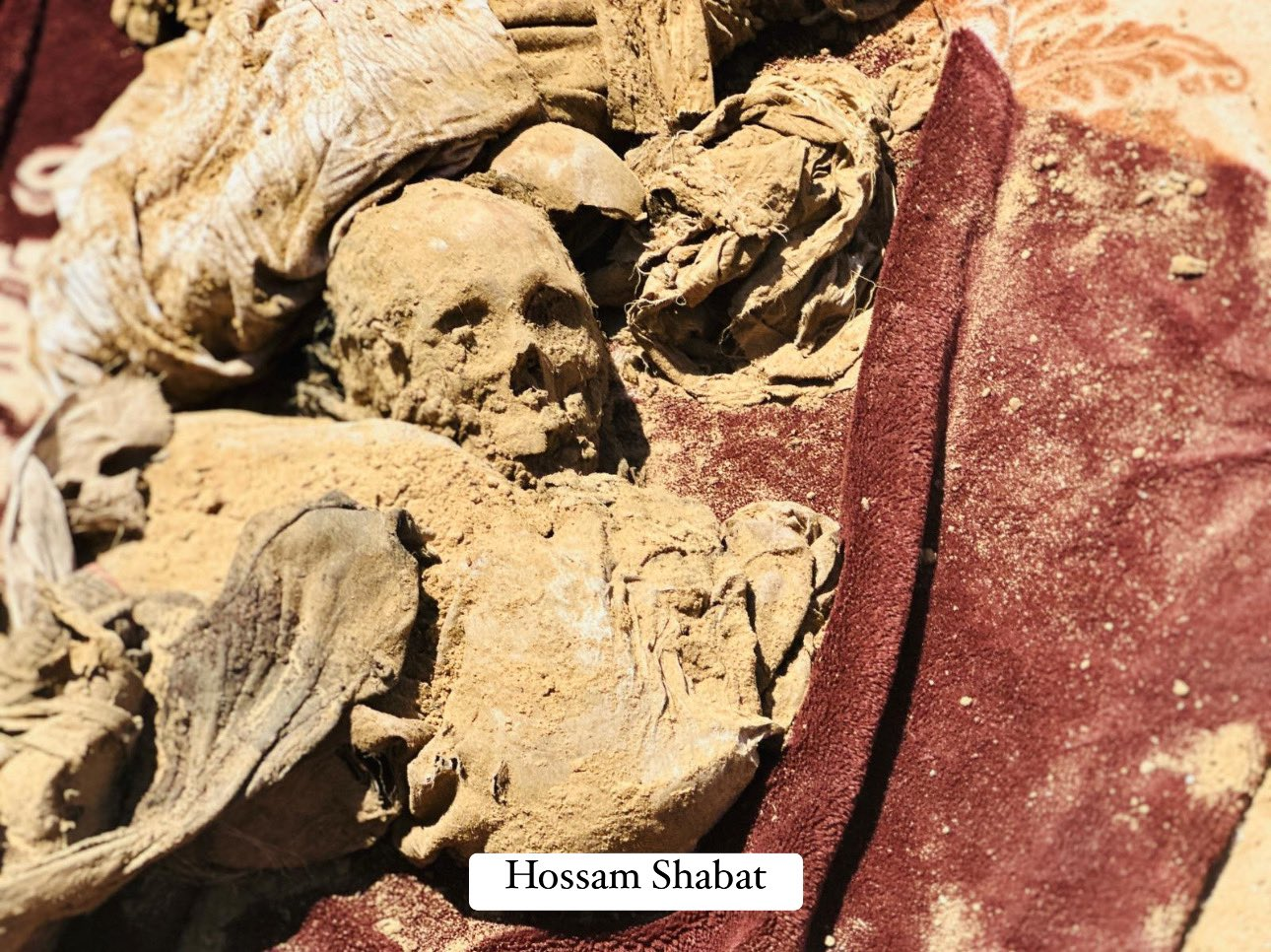
Una de las fosas comunes descubiertas en el campamento de Jabalia después de la retirada de las tropas israelíes

En abril de 2024 se descubrió una fosa común con 392 cadáveres, incluidos los de mujeres, niños y ancianos, en el complejo médico Nasser en la localidad de Jan Yunis al sur de Gaza. Treinta cadáveres fueron enterrados en dos tumbas en el patio del hospital Al-Shifa en la ciudad de Gaza.  Muchos de los cadáveres mostraban evidentes signos de tortura, con las manos atadas a la espalda y víctimas de ejecuciones sumarias. Tras el descubrimiento de las fosas comunes, el jefe de derechos humanos de la ONU, Volker Türk, pidió una investigación independiente sobre el asesinato intencional de civiles por parte de las FDI. Un portavoz del Alto Comisionado de las Naciones Unidas para los Derechos Humanos describió los descubrimientos diciendo: «Algunos de ellos tenían las manos atadas, lo que por supuesto indica graves violaciones del derecho internacional de los derechos humanos y del derecho internacional humanitario, y deben ser objeto de más investigaciones». William Schabas, un experto canadiense en derecho internacional de derechos humanos, afirmó que las fosas comunes «siempre han sido una indicación de que se han cometido crímenes de guerra».
Según afirmó Mohammed Mughier, miembro de la defensa civil. Diez de los cuerpos fueron encontrados con las manos atadas, mientras que otros todavía tenían tubos médicos conectados y que «Necesitamos un examen forense de aproximadamente 20 cadáveres de personas que creemos que fueron enterradas vivas». Yamen Abu Sulaiman, jefe del departamento de defensa civil de Jan Yunis, dijo que se encontraron tres fosas comunes separadas en las instalaciones del hospital: una detrás de la morgue, otra frente a la morgue y otra cerca del edificio de diálisis. Sólo 65 cuerpos han sido identificados por los familiares de 392 recuperados debido a descomposición, mutilación y tortura, u otras dificultades y que los cuerpos estaban «apilados» y mostraban indicios de que se habían llevado a cabo ejecuciones sumarias.

### Castigo colectivo
Varias acciones tomadas por el ejército israelí, incluido su bloqueo de la electricidad, los alimentos, el combustible y el agua, fueron caracterizadas como castigo colectivo, un crimen de guerra prohibido por tratados internacionales en conflictos armados tanto internacionales como no internacionales, más específicamente el artículo 3 de los convenios de Ginebra y el protocolo adicional II. El presidente de Israel, Isaac Herzog, acusó a los residentes de Gaza de responsabilidad colectiva por la guerra. El presidente internacional de Médicos Sin Fronteras, Christos Christou, dijo que millones de civiles en Gaza enfrentaban un «castigo colectivo» debido al bloqueo de Israel sobre combustible y medicinas. El profesor de derecho de la Universidad Tufts, Tom Dannenbaum, escribió que el asedio «lleva a hacer morir de hambre a los civiles como método de guerra, lo cual es una violación del derecho internacional humanitario y un crimen de guerra». El 25 de octubre, Oxfam declaró que el uso por parte de Israel del «hambre como método de guerra» era una violación del derecho internacional, y que Gaza estaba siendo «castigada colectivamente a la vista del mundo».
EuroMed Monitor describió la situación como una guerra de hambre contra los civiles en la Franja de Gaza. EuroMed señaló que las condiciones de vida habían alcanzado niveles catastróficos cuando Israel cortó todos los suministros de alimentos a la mitad norte y bombardeó y destruyó fábricas, panaderías, tiendas de alimentos, estaciones de agua y tanques en todo el enclave. EuroMed también señaló que Israel centró deliberadamente sus ataques en generadores eléctricos y unidades de energía solar, de los que dependen instalaciones comerciales y restaurantes, para mantener el nivel mínimo posible de su trabajo. Israel también atacó las zonas agrícolas al este de Gaza, los almacenes de harina y los barcos de pescadores, así como los centros de organizaciones de ayuda, incluidos los pertenecientes a la UNRWA. Como resultado, más del 90 % de los niños de Gaza padecían diversos problemas de salud, como desnutrición, anemia e inmunidad debilitada. Human Rights Watch afirmó que Israel estaba cometiendo un crimen de guerra al utilizar el hambre como método de guerra. Alex de Waal afirmó que se trataba de la peor hambruna provocada por el hombre en 75 años.
Como parte del bloqueo de Israel a Gaza, se cortó todo acceso al agua. El artículo 51 de las Reglas de Berlín sobre Recursos Hídricos prohíbe a los combatientes extraer agua o evitar el abastecimiento de agua potable para causar la muerte o forzar su movimiento. El jefe de la diplomacia de la Unión Europea, Josep Borrell, calificó el corte de agua, electricidad y alimentos por parte de Israel como «no conforme con el derecho internacional». El 14 de octubre, la UNRWA anunció que Gaza ya no tenía agua potable y que dos millones de personas corrían riesgo de morir por deshidratación. El 15 de octubre, Israel anunció que había reanudado el suministro de agua a un único lugar en el sur de Gaza para «fomentar» el movimiento. Los trabajadores humanitarios en Gaza negaron que hubiera agua disponible. El 16 de octubre, los civiles bebían agua de mar y agua contaminada con aguas residuales para sobrevivir.
En una entrevista con The New Yorker, la experta en derechos humanos Sari Bashi destacó la singularidad histórica de que los funcionarios israelíes admitan abiertamente que están participando en un castigo colectivo. El 18 de octubre, el Secretario General de la ONU, António Guterres, afirmó que los ataques de Hamás «no pueden justificar el castigo colectivo del pueblo palestino». El 24 de octubre, Human Rights Watch criticó la negativa de Israel a permitir la entrada de combustible o agua a Gaza, calificándolo de crimen de guerra. El 29 de octubre, Karim Ahmad Khan afirmó que impedir la ayuda de Israel a Gaza puede constituir un delito según la Corte Penal Internacional. El 7 de diciembre, Khan volvió a afirmar que «impedir intencionalmente los suministros de ayuda» puede constituir un crimen de guerra según el Estatuto de Roma. El 20 de enero de 2024, las FDI arrojaron folletos con imágenes de rehenes en Rafah, que decían: «¿Quieres regresar a casa? Por favor, haz la llamada si reconoces a uno de ellos».
El 25 de enero de 2024, el Ministerio de Salud de Gaza informó que las tropas israelíes habían disparado contra una multitud que hacía cola para recibir ayuda humanitaria en la ciudad de Gaza matado a veinte civiles. El 31 de enero de 2024, Haaretz informó que los comandantes del ejército israelí estaban ordenando a sus tropas quemar y destruir edificios desocupados en Gaza. Según Human Rights Watch: «La destrucción excesiva, ilegal y sin sentido de propiedad que no esté justificada militarmente, también es un crimen de guerra». El exministro de Defensa británico Ben Wallace calificó los ataques israelíes de «furia asesina» y los catalogó de «castigo colectivo», constitutivo de un crimen de guerra.

#### Acceso al agua

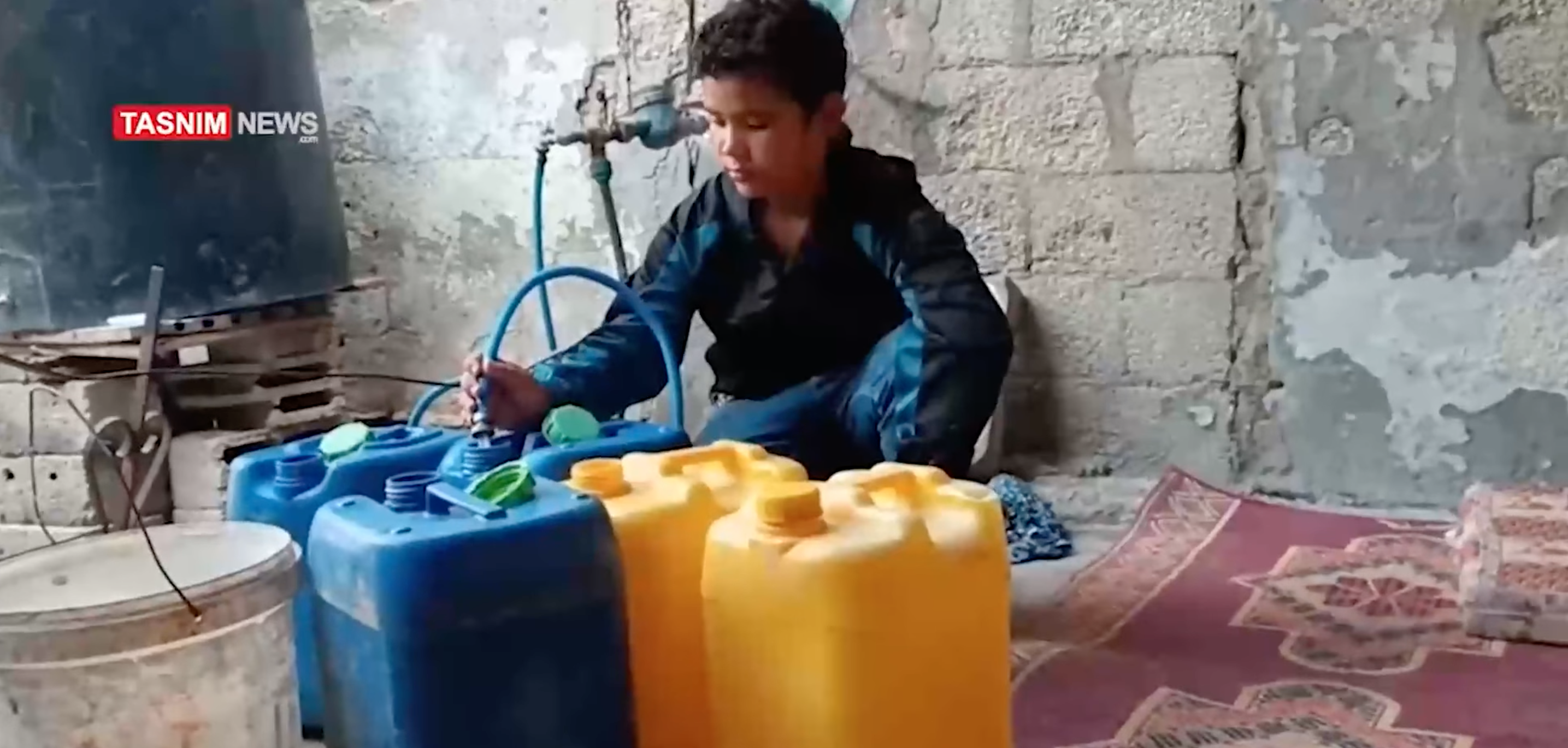
Niño llenando un recipiente de agua con una manguera de jardín a finales de octubre de 2023.

Como parte del bloqueo de Israel a Gaza, las tropas israelíes cortaron todo acceso al agua. El artículo 51 de las Reglas de Berlín sobre Recursos Hídricos prohíbe a los combatientes extraer agua o infraestructura hidráulica para causar la muerte o forzar su traslado. El jefe de la diplomacia de la Unión Europea, Josep Borrell, calificó el corte de agua, electricidad y alimentos por parte de Israel como «no conforme con el derecho internacional». El 14 de octubre, la UNRWA anunció que Gaza ya no tenía agua potable y que dos millones de personas corrían riesgo de morir por deshidratación. El 15 de octubre, Israel anunció que había reanudado el suministro de agua a un único lugar en el sur de Gaza para «fomentar» la evacuación del resto de la Franja. A pesar de las afirmaciones de Israel los trabajadores humanitarios en Gaza negaron que hubiera agua disponible. El 16 de octubre, los civiles se habían visto obligados a beber agua de mar y agua contaminada con aguas residuales para sobrevivir.

#### Uso del hambre como arma de guerra

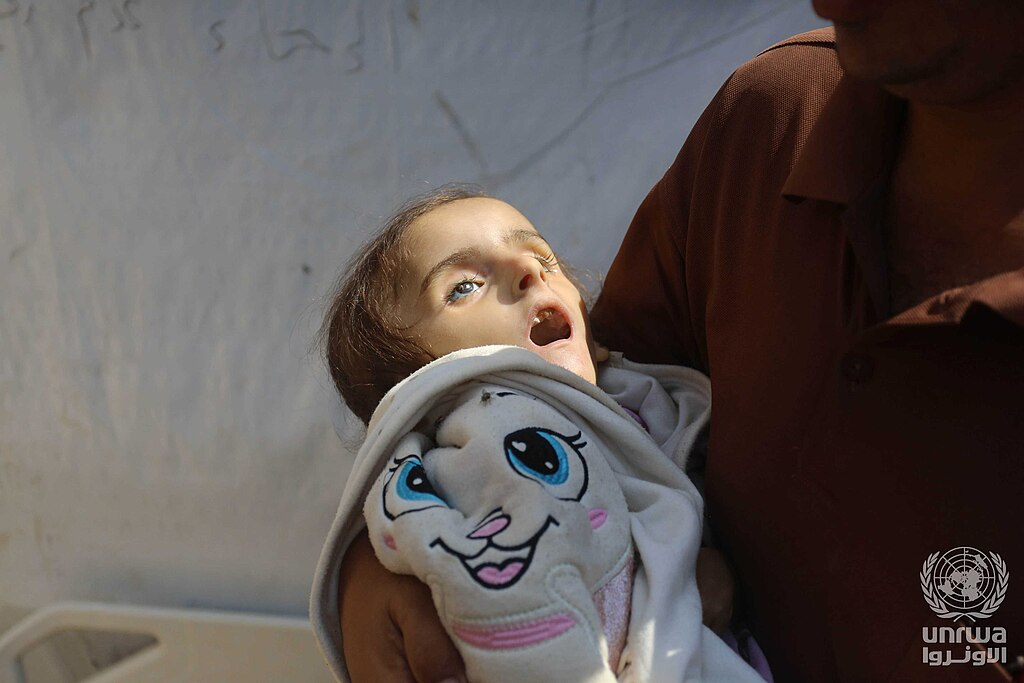
Una niña palestina de 4 años perdió la vida debido a la desnutrición y la falta de tratamiento debido a la guerra de Gaza.

El uso del hambre como arma de guerra está prohibido por las Naciones Unidas y se considera un crimen de guerra.
El profesor de derecho de la Universidad Tufts, Tom Dannenbaum, escribió que la orden de asedio inicial de Israel de octubre de 2023 «ordena matar de hambre a los civiles como método de guerra, lo cual es una violación del derecho internacional humanitario y un crimen de guerra». En particular, se refiere al anuncio del ministro de defensa, Yoav Galant: «He ordenado el asedio total de la Franja de Gaza. No habrá electricidad, ni alimentos, ni combustible, todo está cerrado», agregando que «estamos luchando contra animales humanos y actuamos en consecuencia». El 25 de octubre de 2023, Oxfam declaró que el uso por parte de Israel del «hambre como método de guerra» era una violación del derecho internacional y que Gaza estaba siendo «castigada colectivamente a la vista del mundo». En marzo de 2024, el máximo diplomático de la Unión Europea, Josep Borrell, afirmó que Israel estaba utilizando el hambre como arma de guerra. De manera similar, el Alto Comisionado de las Naciones Unidas para los Derechos Humanos, Volker Türk, declaró: «El alcance de las continuas restricciones de Israel a la entrada de ayuda a Gaza, junto con la manera en que continúa llevando a cabo las hostilidades, puede equivaler al uso del hambre como método método de guerra, que es un crimen de guerra».

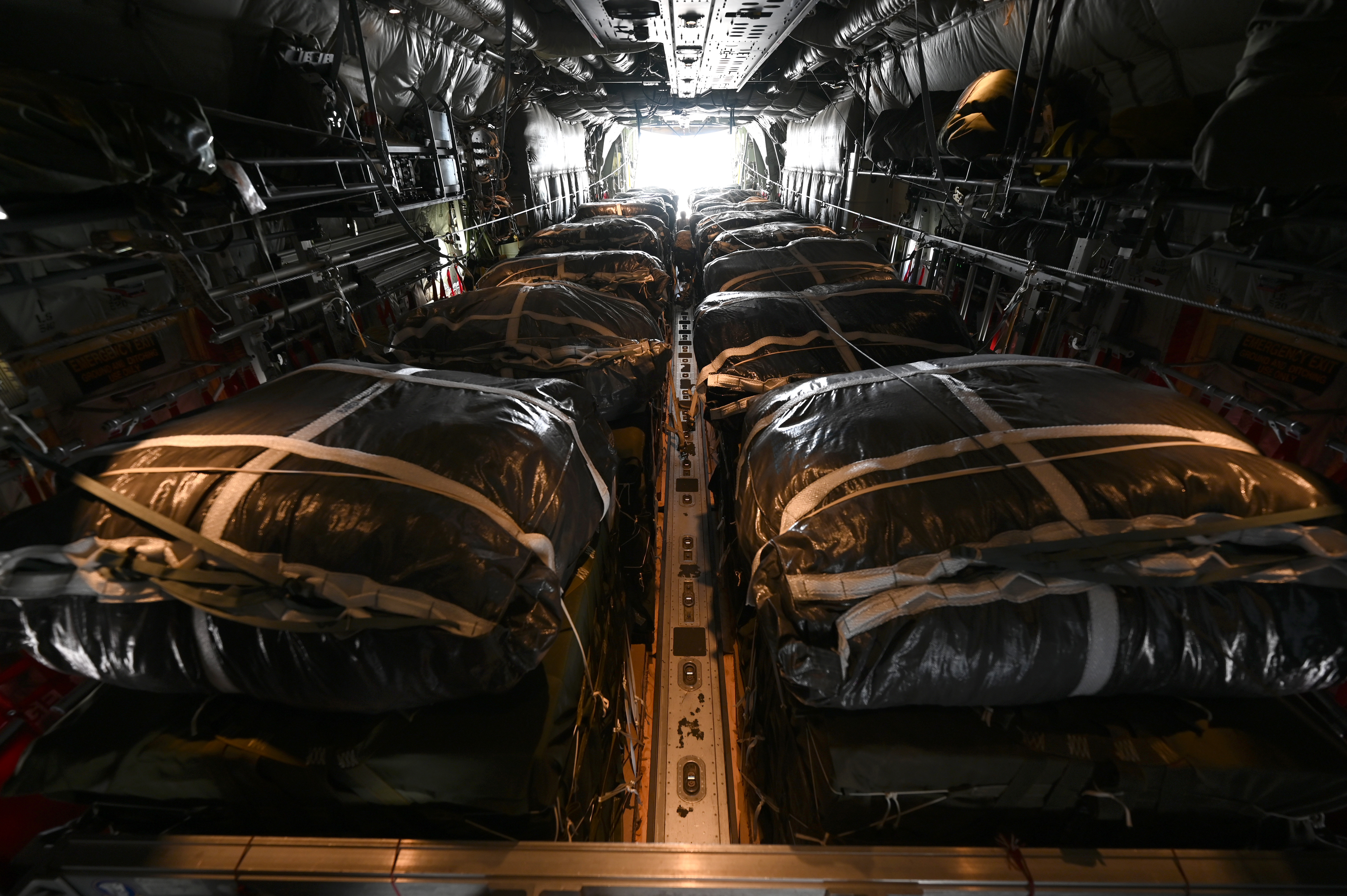
Imagen del lanzamiento aéreo de ayuda estadounidense sobre Gaza. El lanzamiento fue calificado de «ineficaz» por Oxfam y de «simbólico» por un ex director de USAID.

El 18 de diciembre de 2023, Human Rights Watch acusó a Israel de «utilizar el hambre de civiles como método de guerra en la ocupada Franja de Gaza». El 16 de enero de 2024, expertos de la ONU acusaron a Israel de «destruir el sistema alimentario de Gaza y utilizar los alimentos como arma contra el pueblo palestino». El Relator Especial de las Naciones Unidas sobre el Derecho a la Alimentación, Michael Fakhri, afirmó que Israel estaba utilizando el hambre como arma contra los palestinos. El 23 de enero, Alex De Waal afirmó que Israel estaba cometiendo un crimen de guerra mediante la hambruna forzada, afirmando: «Que una población entera sea reducida a esta etapa no tiene precedentes. No lo hemos visto en Etiopía, Sudán y Yemen, prácticamente en ningún otro lugar en el mundo». También afirmó que se trataba de la peor hambruna provocada por el hombre en 75 años. El jurista argentino Luis Moreno Ocampo, antiguo fiscal jefe de la Corte Penal Internacional declaró: «Detener la ayuda en particular para destruir la vida civil —con la intención de destruir una comunidad histórica— es genocidio».
EuroMed Monitor describió la situación como una guerra de hambre contra los civiles de la Franja de Gaza. También señaló que las condiciones de vida habían alcanzado niveles catastróficos cuando Israel cortó todos los suministros de alimentos a la mitad norte y bombardeó y destruyó fábricas, panaderías, tiendas de alimentos, estaciones de agua y tanques de almacenamiento de agua en todo el enclave. Así mismo señaló que Israel centró deliberadamente sus ataques en generadores eléctricos y unidades de energía solar, de los que dependen instalaciones comerciales y restaurantes, para mantener el nivel mínimo posible de su actividad. Israel también atacó las zonas agrícolas al este de Gaza, los almacenes de harina y los barcos de pescadores, así como los centros de organizaciones de ayuda, incluidos los pertenecientes a la UNRWA. Como resultado, más del 90% de los niños de Gaza sufrieron diversos problemas de salud, como desnutrición, anemia e inmunidad debilitada. Los francotiradores israelíes también atacaron en repetidas ocasiones a personas que esperaban ayuda humanitaria.
El 1 de marzo de 2024, Médicos Sin Fronteras, emitió un comunicado en que acusaba a Israel de ser el responsable directo de la «situación de privación y desesperación extremas que impera en Gaza». En dicho comunicado añadieron que.

La situación en Gaza, y particularmente en el norte, es catastrófica. Hace unos días, cuando hablamos con nuestro personal allí, nos dijeron que no tenían suficiente comida y que algunos estaban recurriendo a la comida para mascotas para sobrevivir. También denunciaron la falta de agua y su mala calidad en general, lo que provoca enfermedades. Esta situación es el resultado directo de la serie de decisiones desmedidas tomadas por las autoridades israelíes mientras libraban esta guerra: una campaña incesante de bombardeos y proyectiles, un asedio total impuesto al enclave, los obstáculos burocráticos y la falta de mecanismos de seguridad para garantizar una distribución segura de alimentos desde del sur al norte de Gaza, la destrucción sistemática de medios de vida como la agricultura, la ganadería y la pesca.

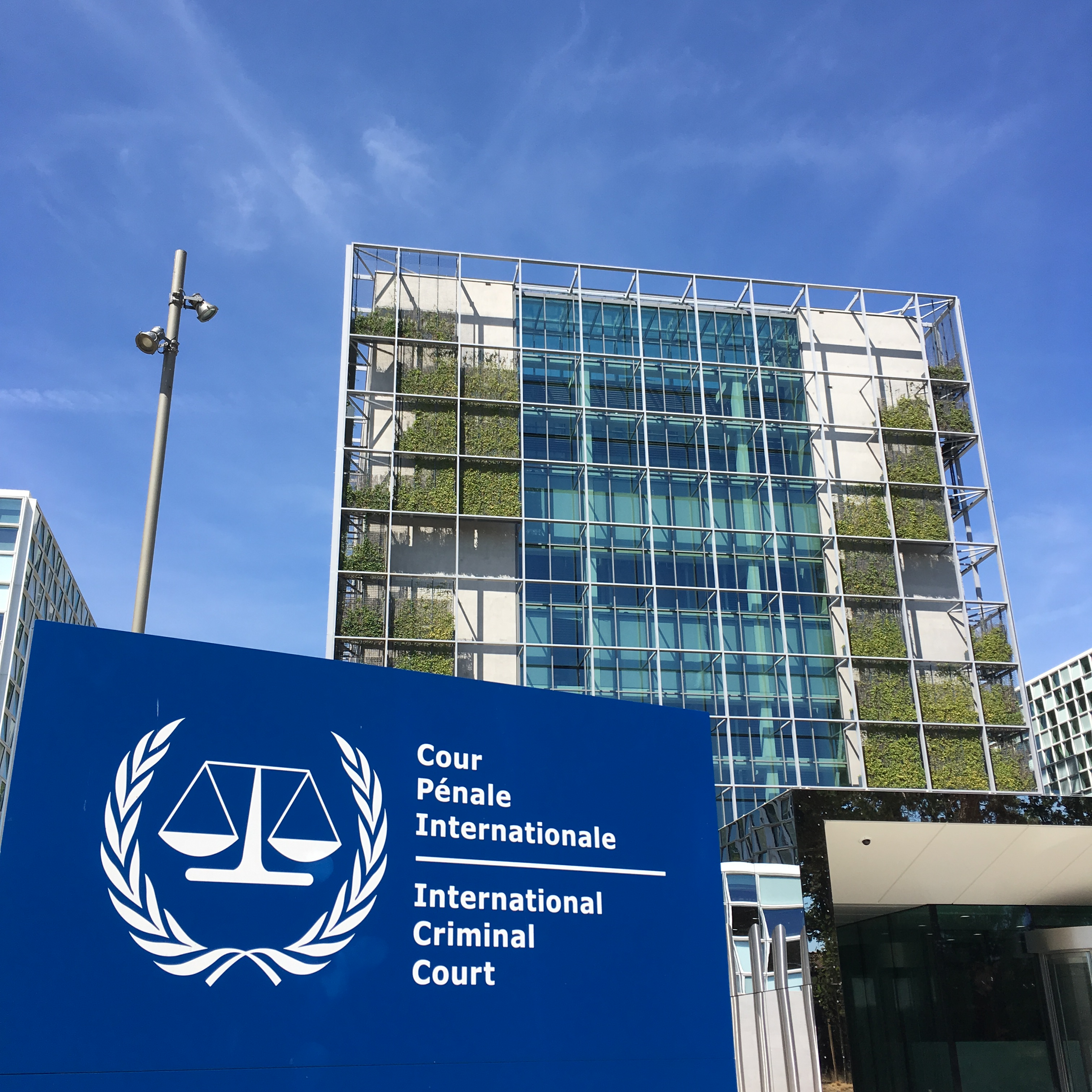
Edificio de la Corte Penal Internacional en La Haya (Países Bajos). Al solicitar las órdenes de arresto, el fiscal de la CPI, Karim Khan, afirmó que Netanyahu y Gallant cometieron el crimen de guerra de hambruna.

El 18 de marzo, el Alto representante de la Unión Europea para Asuntos Exteriores y Política de Seguridad, Josep Borrell, acusó a Israel de estar usando el hambre como un arma de guerra: «En Gaza ya no estamos al borde de la hambruna, estamos en una hambruna que afecta a miles de personas. (...) Esto es inaceptable. El hambre se está usando como arma de guerra. Israel está provocando la hambruna». Ese mismo día, Oxfam criticó a Israel por estar «dirigiendo un sistema de inspecciones disfuncional y exiguo que mantiene la ayuda humanitaria atascada, sujeta a procedimientos burocráticos onerosos, repetitivos e impredecibles que están contribuyendo a que los camiones se queden varados en colas enormes de unos 20 días de media». Según Oxfam, en febrero hubo una reducción del 44% en el número de camiones de ayuda humanitaria a los que Israel permitió acceder a la Franja de Gaza. También denunció que las autoridades israelíes «rechazan ayuda humanitaria de manera rutinaria y arbitraria por tener un "doble uso"», entre los que citó filtros para el agua o paneles solares. Al día siguiente fue el ministro de Asuntos Exteriores de Jordania, Ayman Al-Safadi, quien acusó a Israel de estar «matando de hambre a los niños y reteniendo como rehenes a más de dos millones de palestinos».
El viernes 22 de marzo, el jefe de la Oficina de Naciones Unidas para la Coordinación de Asuntos Humanitarios (OCHA), Martin Griffiths, acusó a Israel de ser el único responsable de las restricciones a la entrada de ayuda a la Franja de Gaza. Griffiths denunció que Israel impone límites a la entrada de ayuda humanitaria y que estas límites «son impuestos por quienes bloquean los movimientos de los convoyes destinados a dar de comer a decenas de miles de personas hambrientas» y que «están impuestos por quienes llevan negando la entrada, desde la primera mitad de marzo, a uno de cada cinco misiones humanitarias al norte de Gaza, y por quienes se niegan a abrir los puntos de entrada directos al norte, donde cientos de miles de personas están en peligro inminente de hambruna». El 5 de abril, durante una entrevista con El País, el representante especial de la Unión Europea para el Proceso de Paz en Oriente Próximo, Sven Koopmans, respondió a una pregunta sobre la legalidad de las acciones israelíes: «cortar el acceso a la Franja de agua y alimentos es ilegal; como es ilegal usar el hambre como arma de guerra. Así como también la expansión de los asentamientos. Todo eso es obvio».
El 5 de agosto de 2024, el ministro de Finanzas israelí, el ultraderechista Bezalel Smotrich, declaró que Israel «trae ayuda porque no hay otra opción» y cree que bloquear la ayuda humanitaria a la Franja de Gaza es «justificado y moral», incluso si causa que dos millones de habitantes de Gaza mueran de hambre, aunque afirmó que no creía que la comunidad internacional nos permitirá hacerlo.
Según una carta enviada al presidente de Estados Unidos, Joe Biden, a la vicepresidenta Kamala Harris y a otros el 2 de octubre de 2024 por 99 trabajadores sanitarios estadounidenses que han prestado servicios en la Franja de Gaza desde el 7 de octubre de 2023, basada en los estándares de la Clasificación Integrada de las Fases de la Seguridad Alimentaria y citada en un estudio del Instituto Watson de Asuntos Internacionales y Públicos de la Universidad Brown, la estimación más conservadora que pudieron calcular con base en los datos disponibles fue de al menos 62 413 muertes en Gaza por inanición (la mayoría de ellas niños pequeños) y al menos 5000 muertes por falta de acceso a la atención de enfermedades crónicas.
Unas semanas antes de que la Corte Penal Internacional emitiera órdenes de arresto internacional contra Benjamín Netanyahu y Yoav Galant, entre otros delitos por el uso del hambre como arma de guerra, hubo informes de saqueos en áreas de la Franja de Gaza controladas por las FDI. Según el artículo 55 del convenio de Ginebra relativo a la protección debida a las personas civiles en tiempo de guerra: «En toda la medida de sus recursos, la potencia ocupante tiene el deber de abastecer a la población en víveres y productos médicos; deberá, especialmente, importar víveres, medicamentos y cualquier otro artículo necesario cuando sean insuficientes los recursos del territorio ocupado».

### Violaciones de la neutralidad médica

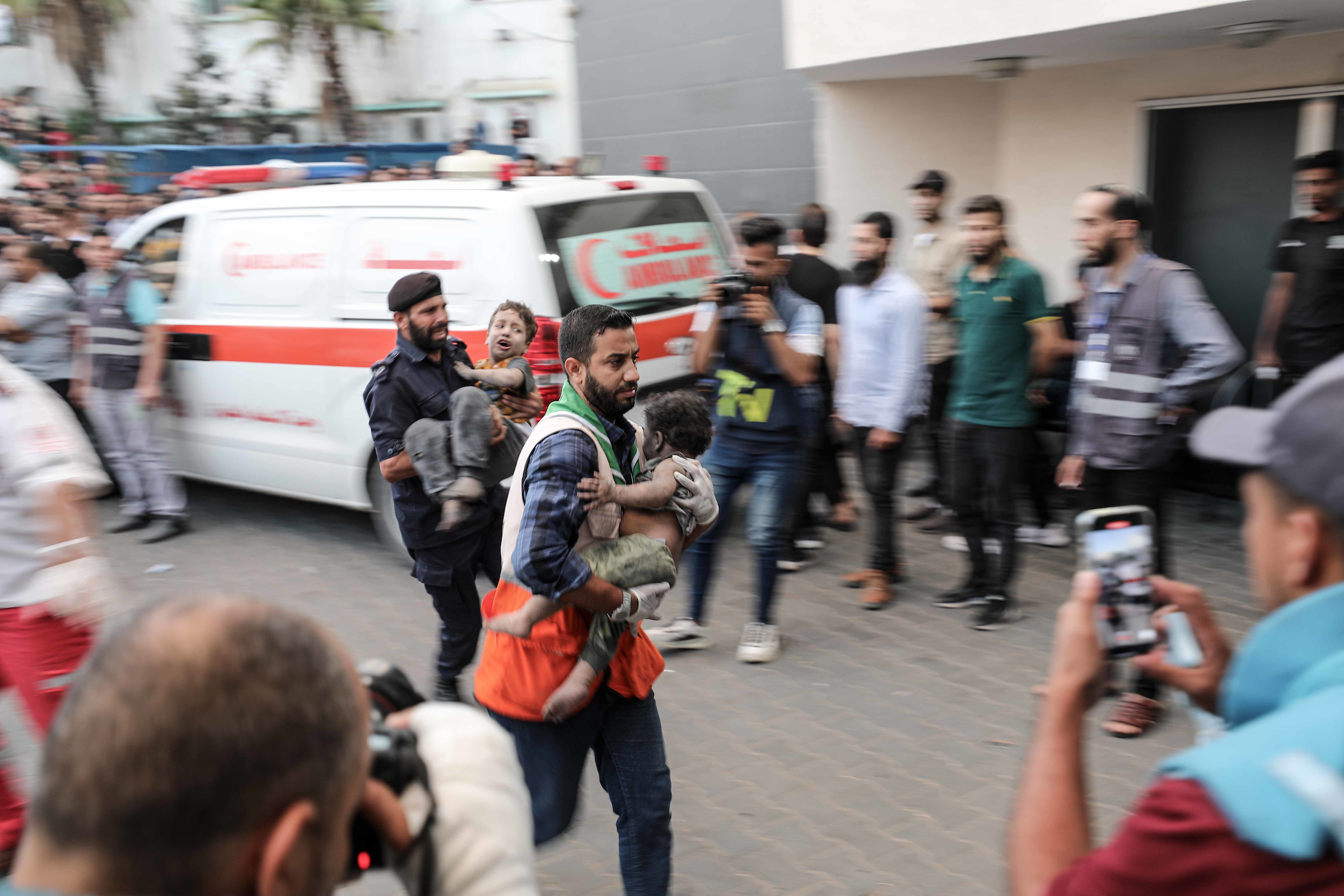
Médicos transportan a niños palestinos heridos al hospital Al-Shifa después de un ataque aéreo israelí el 11 de octubre de 2023.

Se alega que Israel ha violado la neutralidad médica, un crimen de guerra según los Convenios de Ginebra, ya que los hospitales reciben protección especial según el derecho internacional humanitario. Según funcionarios de Gaza, las FDI destruyeron deliberadamente ambulancias e instalaciones de salud en ataques aéreos. En un comunicado, la Media Luna Roja Palestina exigió «rendición de cuentas por este crimen de guerra». La Federación Internacional de Sociedades de la Cruz Roja y de la Media Luna Roja, UNRWA y Médicos Sin Fronteras informaron sobre la muerte de su personal médico. El 14 de octubre, la Organización Mundial de la Salud afirmó que el asesinato de trabajadores sanitarios y la destrucción de instalaciones sanitarias «niega a los civiles el derecho humano básico a una salud que les salve la vida» y está prohibido por el derecho internacional humanitario. El 17 de octubre, la OMS declaró que Israel había atacado 51 instalaciones sanitarias. El 4 de noviembre, el Ministerio de Salud de Gaza afirmó que 105 instalaciones médicas habían sido atacadas deliberadamente.
El 21 de octubre, el Ministerio de Salud señaló que Israel había atacado 69 instalaciones de salud, 24 ambulancias, dejado fuera de servicio 7 hospitales y matado a 37 miembros del personal médico. Los trabajadores de la salud y los grupos de ayuda dijeron que varios hospitales en Gaza fueron alcanzados por ataques aéreos y bombardeos. La Media Luna Roja Palestina acusó a Israel de llevar a cabo «deliberadamente» ataques aéreos «directamente alrededor» del segundo hospital más grande de Gaza, el Hospital Al-Quds, en el norte de Gaza, para obligarlos a evacuar las instalaciones. La Organización Mundial de la Salud (OMS) consideró imposible evacuar el hospital. Según CNN, ni siquiera aquellos que evacuaron hacia el sur estaban seguros. El 30 de octubre de 2023, un hospital de la Amistad Turco-Palestina, situado en el sur de Gaza, fue alcanzado por un «impacto directo», provocando daños y heridos.

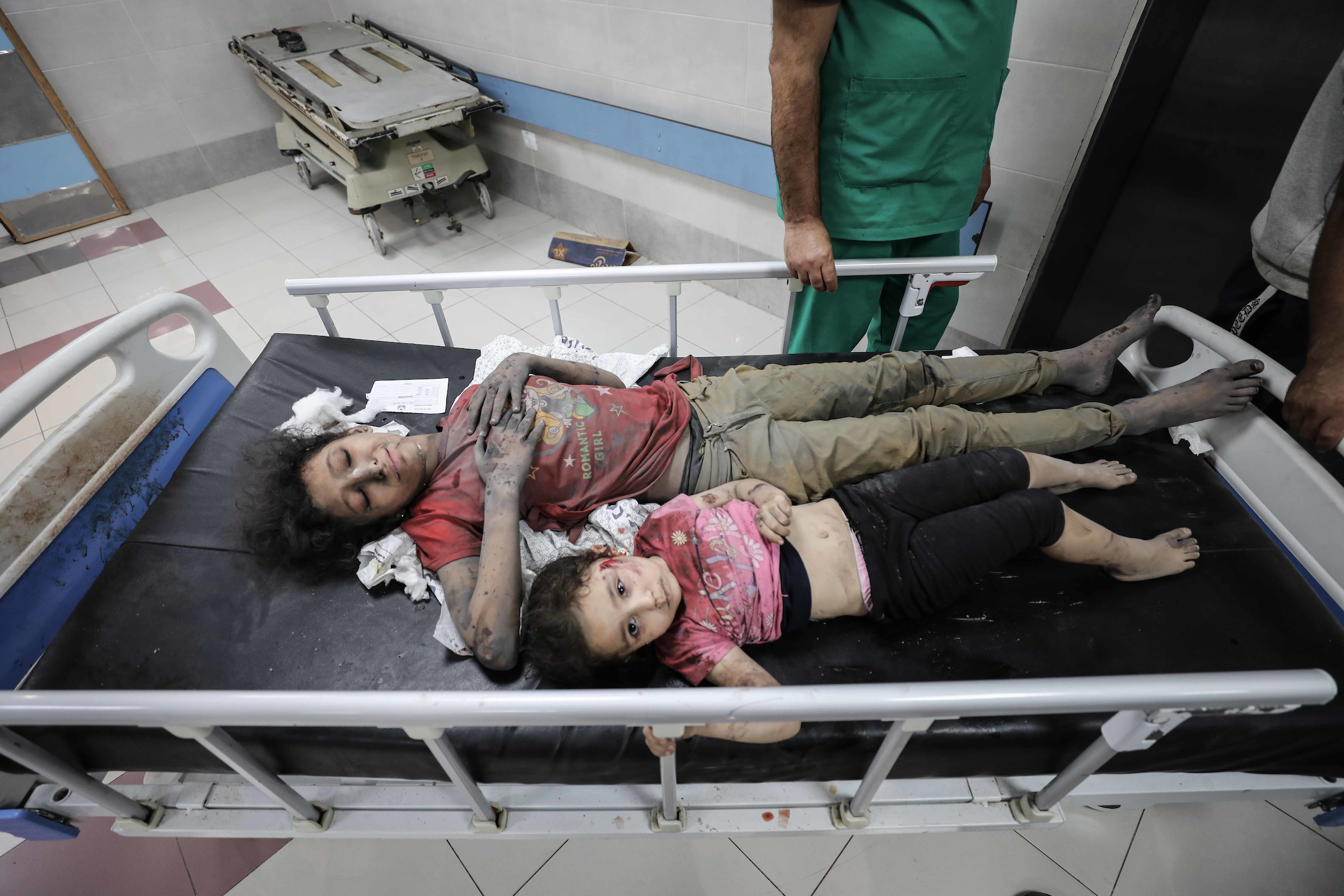
Niños palestinos heridos en la abarrotada sala de emergencias del hospital Al-Shifa, después de un ataque aéreo israelí el 11 de octubre de 2023.

Durante el asedio de la ciudad de Gaza, francotiradores israelíes dispararon contra la unidad de cuidados intensivos del Hospital Al-Quds, matando a una persona e hiriendo a 28. Los médicos del hospital Al-Shifa informaron que francotiradores en las afueras del complejo disparaban contra «cualquier persona en movimiento». Fabrizio Carbone, jefe regional del Comité Internacional de la Cruz Roja en Oriente Medio, afirmó que los ataques de Israel contra el hospital al-Shifa no podían continuar y enfatizó que los pacientes y el personal del hospital estaban «protegidos de acuerdo con las leyes de la guerra». En respuesta al asedio del Hospital Al-Shifa, Human Rights Watch declaró que las acciones de Israel contra los hospitales deben ser investigadas como crímenes de guerra. Jennifer Cassidy, experta jurídica de la Universidad de Oxford, afirmó que el asedio de Israel a Al-Shifa fue un crimen de guerra «simple y llanamente». Tras un ataque israelí al Hospital de Indonesia, el ministro de Asuntos Exteriores de Indonesia lo calificó como una clara violación del derecho internacional humanitario.

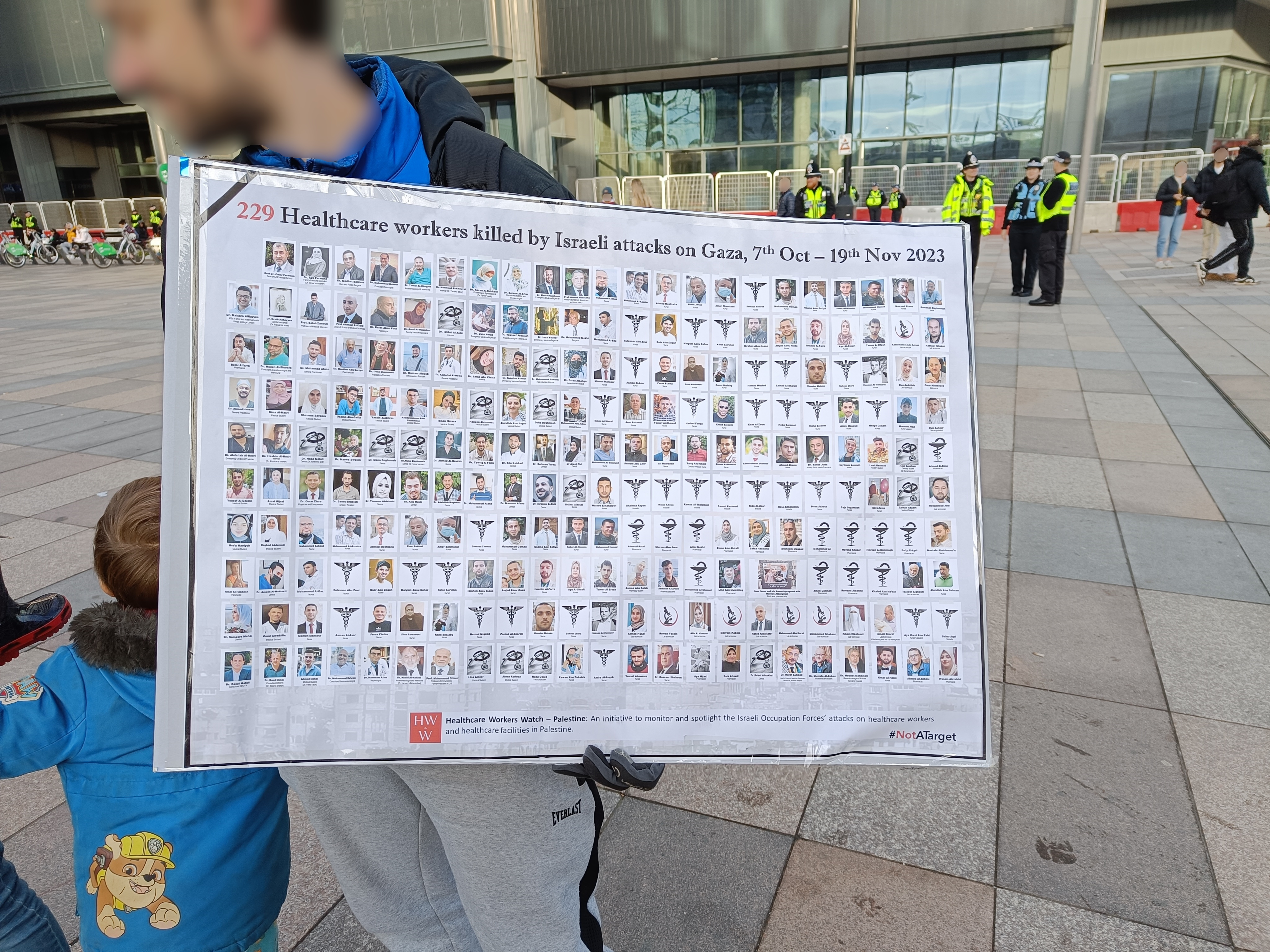
Fotos de trabajadores sanitarios palestinos muertos durante los combates en Gaza el 25 de noviembre de 2023

El 16 de diciembre, el Euro-Mediterranean Human Rights Monitor pidió una investigación internacional sobre los crímenes de guerra israelíes en el hospital Kamal Adwan.  El 17 de enero de 2024, un ataque israelí dañó el hospital de campaña jordano, lo que llevó al Ejército de Jordania a calificarlo de «violación flagrante del derecho internacional». El 19 de enero, Jordania afirmó que Israel había atacado «deliberadamente» el hospital.
La Organización Mundial de la Salud declaró el 24 de enero que había registrado 660 ataques israelíes contra instalaciones sanitarias, calificándolos de «una flagrante violación del derecho internacional humanitario».  El 31 de enero, Médicos Sin Fronteras declaró que Israel había llevado a cabo «ataques sistemáticos contra instalaciones de salud» que, según dijeron, no tenían precedentes para su organización. El 8 de febrero, la Media Luna Roja Palestina acusó a las FDI de matar deliberadamente a uno de sus paramédicos. El 11 de febrero, la Media Luna Roja acusó a las FDI de atacar y matar deliberadamente a dos de sus paramédicos enviados para rescatar a Hind Rajab, calificando el hecho de crimen de guerra.
El 5 de diciembre, la Organización Mundial de la Salud (OMS) confirmó que desde el inicio de los combates, el 7 de octubre, se han producido cerca de 600 ataques israelíes contra hospitales y otras infraestructuras médicas en los territorios palestinos. En concreto se han producido en la Franja de Gaza 304 ataques, que han afectado a 94 centros de atención sanitaria —incluidos 26 de 36 hospitales dañados— y 79 ambulancias y en Cisjordania, se han notificado 286 ataques, que han afectado unos 24 centros de salud y 212 ambulancias. Como consecuencia de estos ataques, 613 personas (606 en Gaza y siete en Cisjordania) han muerto en instalaciones sanitarias y más de 770 han resultado heridas.
El 3 de mayo, se anunció la muerte en un centro de detención israelí del cirujano Adnan Al-Bursh, jefe de ortopedia del Hospital Al-Shifa; al-Bursh había sido detenido por las tropas israelíes mientras trabajaba en el hospital Al-Awda, en el norte de la Franja. Las autoridades palestinas y los grupos de defensa de los prisioneros palestinos atribuyeron su muerte a torturas o malos tratos que sufrió mientras se encontraba bajo custodia de Israel, su muerte ha sido destacada como parte del «proceso sistemático de ataques contra los médicos y el sistema de atención médica en Gaza».
El 23 de marzo de 2025 Israel bombardeó el edificio de cirugía del Hospital Nasser, en Jan Yunis, al sur de la Franja de Gaza, matando al menos a cinco personas y causando heridas de diversa consideración en varias personas más, incluido personal médico, algunos de ellos por quemaduras debido al incendio causado por el ataque. Según Israel el ataque estaba dirigido contra un alto cargo de Hamás que en ese momento estaba siendo atendido en el hospital debido a las heridas «críticas» que sufrió en un bombardeo en Raah.

#### Ataques contra ambulancias

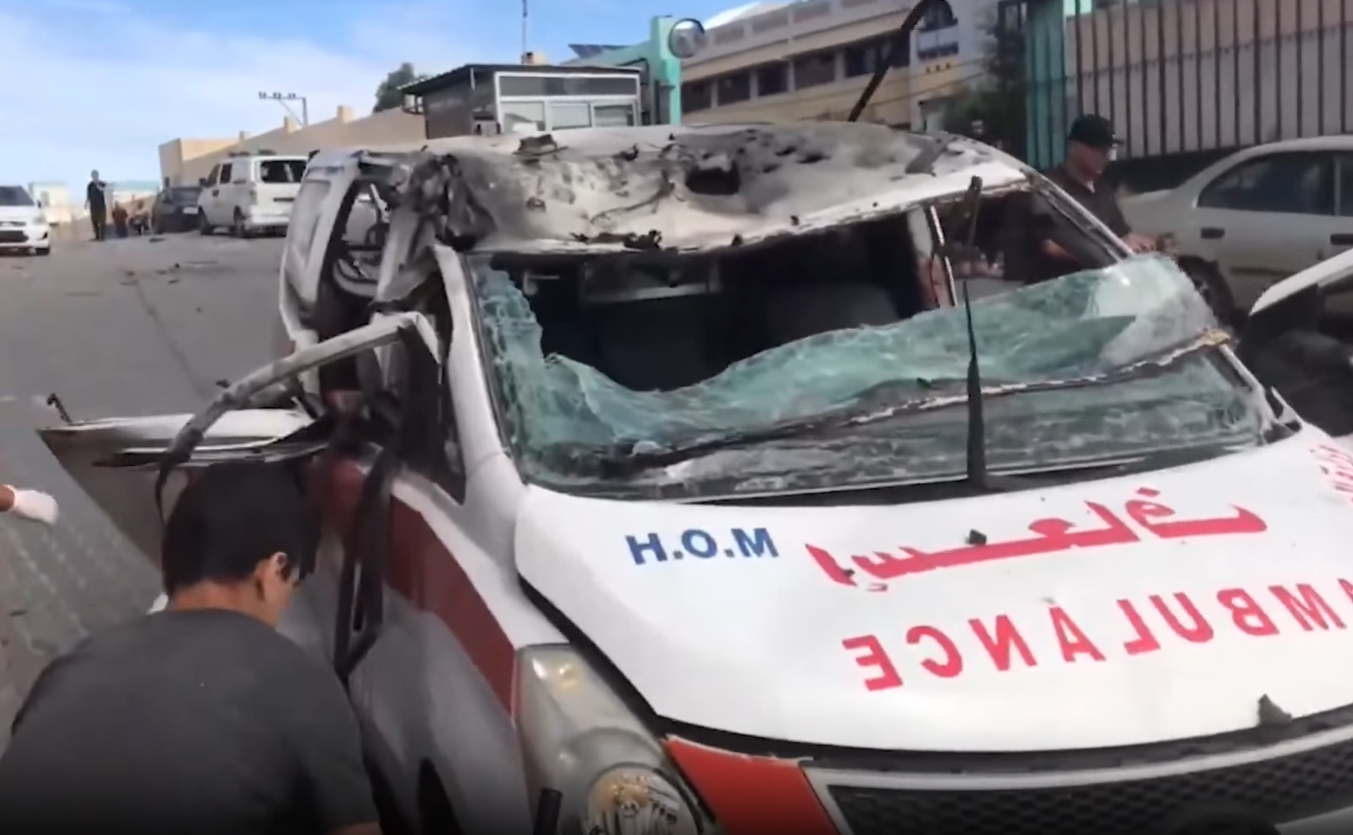
Ambulancia de la Media Luna Roja Palestina destruida por un ataque aéreo israelí.

El 3 de noviembre de 2023, un ataque israelí contra un convoy de ambulancias que partía del hospital de Al Shifa y transportaba entre quince y veinte pacientes gravemente heridos. El ejército israelí confirmó el ataque, afirmando que una de las ambulancias estaba siendo utilizada por una «célula terrorista Hamás» y estaba cerca de su posición. En semanas anteriores, Israel había publicado un vídeo animado que afirmaba que el hospital Al-Shifa contenía un centro militar subterráneo oculto y ultrasecreto. Esto ha sido negado rotundamente y Hamás afirmó que Israel estaba utilizando pruebas «prefabricadas» para anunciar un ataque militar contra un hospital.  Las leyes de guerra brindan protección limitada a las instalaciones médicas utilizadas en tales capacidades. Human Rights Watch afirmó que el ataque contra un convoy de ambulancias en Al-Shifa el 3 de noviembre fue «aparentemente ilegal y debería ser investigado como un posible crimen de guerra», señalando que se debe permitir que las ambulancias y otros medios de transporte sanitario funcionen y estén protegidas en todas las circunstancias. Añadió que el uso de ambulancias con fines militares también iría en contra de las reglas de la guerra, pero no encontró pruebas de ello. Al comentar sobre lo que un portavoz de las FDI había dicho a un medio israelí ese día: «nuestras fuerzas vieron a terroristas usando ambulancias como vehículo para moverse. Percibieron una amenaza y, en consecuencia, atacamos esa ambulancia», Human Rights Watch dijo que las ambulancias solo perderían sus protecciones bajo el derecho internacional si estuvieran cometiendo «actos perjudiciales» para Israel, y su director para Medio Oriente y África del Norte dijo: «para que las autoridades israelíes afirmen que su mortal ataque del 3 de noviembre contra una ambulancia en una zona muy concurrida fue legal, necesitan hacer más que simplemente Insistir en que los combatientes palestinos estaban utilizando una ambulancia como transporte».
El 18 de noviembre, dos personas murieron mientras viajaban en un convoy de evacuación de Médicos Sin Fronteras claramente identificado en Gaza. Médicos Sin Fronteras lo calificó de «ataque deliberado».
El 30 de marzo de 2025, la Media Luna Roja Palestina recuperó quince cadáveres de trabajadores sanitarios incluidos ocho de los técnicos de la Media Luna Roja Palestina que se encontraban desaparecidos desde hacía una semana cuando respondían a una llamada de emergencia para atender a un grupo de personas heridas por ataques con artillería de Israel en la zona Hashashin, en Rafá. Un noveno trabajador sanitario sigue desaparecido y se cree que ha sido detenido. Según denunció la organización humanitaria «Algunos de estos cuerpos fueron atados, tienen disparos en el pecho y fueron enterrados en un agujero profundo para que no se pudieran encontrar pruebas». Los otros cuerpos son de seis miembros de Protección Civil y un trabajador de Naciones Unidas. Los cuerpos fueron recuperados de una fosa común en la que las tropas israelíes los habían enterrado junto a sus vehículos. Por su parte el Alto Comisionado de Naciones Unidas para los Derechos Humanos, Volker Türk, aseguró sentirse «consternado» por el ataque y que este hecho aumenta la preocupación por la comisión de crímenes de guerra por parte del Ejército israelí. Además solicitó que debe llevarse a cabo una «investigación independiente, pronta y exhaustiva sobre las muertes, y los responsables de cualquier violación del Derecho Internacional deben rendir cuentas».
El 20 de junio, al menos tres sanitarios murieron en un ataque del Ejército israelí contra una ambulancia en la capital de Irán, Teherán. Las autoridades iraníes denunciaron que la «normalización» de estos crímenes «es consecuencia directa de la impunidad» otorgada a Israel mediante la inacción y que «se trata de un homicidio deliberado».

##### Estatus de protegido
Israel alega que las instalaciones médicas se utilizan para almacenar armas y han sido utilizadas como base de fuego, y que la protección especial de los hospitales se pierde si ese es el caso. Sin embargo, las FDI no han presentado pruebas contundentes que respalden sus afirmaciones. Israel tampoco tiene el poder de decidir unilateralmente si un hospital ha perdido su estatus de protección. Según el fiscal de la Corte Penal Internacional, Karim Khan, el listón para presentar pruebas de que un hospital, una escuela o un lugar de culto se está utilizando con fines militares es muy alto. La carga de la prueba también recae en los israelíes. Jessica Wolfendale, experta en ética militar de la Universidad Case de la Reserva Occidental, afirmó que incluso si Israel pudiera demostrar que Shifa oculta una operación militar, el derecho internacional sigue vigente, ya que «se deben tomar medidas para proteger a los inocentes». Un ataque a un hospital también seguiría siendo ilegal según el derecho internacional si daña a los civiles de manera desproporcionada con respecto al objetivo militar.
Ardi Imseis, experto en derecho internacional de la Universidad Queen's de Kingston, afirmó: «Hasta que los israelíes presenten pruebas de que se ha convertido en un objeto militar, la naturaleza civil del objeto no cambia». Human Rights Watch declaró: «El gobierno israelí no ha presentado ninguna prueba que justifique despojar a los hospitales de sus protecciones especiales».

#### Asalto del hospital Ibn Sina
El 30 de enero de 2024, soldados israelíes entraron en el hospital Ibn Sina de Yenín disfrazados de médicos y mujeres y portando rifles ocultos. Tras entrar en el hospital, sacaron sus armas y mataron a tres militantes palestinos —un miembro de Hamás y dos miembros de la Yihad Islámica Palestina—, uno de los cuales era un paciente que se encontraba paralizado en una silla de ruedas. El Comité Internacional de la Cruz Roja expresó su preocupación de que la redada fuera una violación del derecho internacional humanitario. Aurel Sari, profesor de la Universidad de Exeter, afirmó: «Al disfrazarse de civiles y de personal médico, las fuerzas israelíes implicadas en la operación parecen haber recurrido a la perfidia en violación de las normas aplicables». Tom Dannenbaum, un profesor de derecho internacional afirmó: «Alguien que está paralizado está incapacitado en ese sentido, por lo que un ataque contra ese individuo estaría prohibido. Violar esa prohibición sería un crimen de guerra». El Ministerio de Asuntos Exteriores palestino calificó el tiroteo como un crimen de lesa humanidad. La Comisión Independiente de Derechos Humanos calificó el ataque como «un asalto a una institución protegida por el derecho internacional». El ACNUDH afirmó que se trataba de una «ejecución extrajudicial aparentemente planificada».
Las FDI inicialmente dijeron que la redada había sido una «actividad antiterrorista conjunta de las FDI, la ISA y la policía de Israel» y luego afirmaron que ninguno de sus soldados estuvo físicamente presente durante la redada. Un panel de expertos en derechos humanos designado por el Consejo de Derechos Humanos de la ONU afirmó que la redada podría constituir un crimen de guerra y recomendó una investigación.

### Evacuaciones forzadas y limpieza étnica

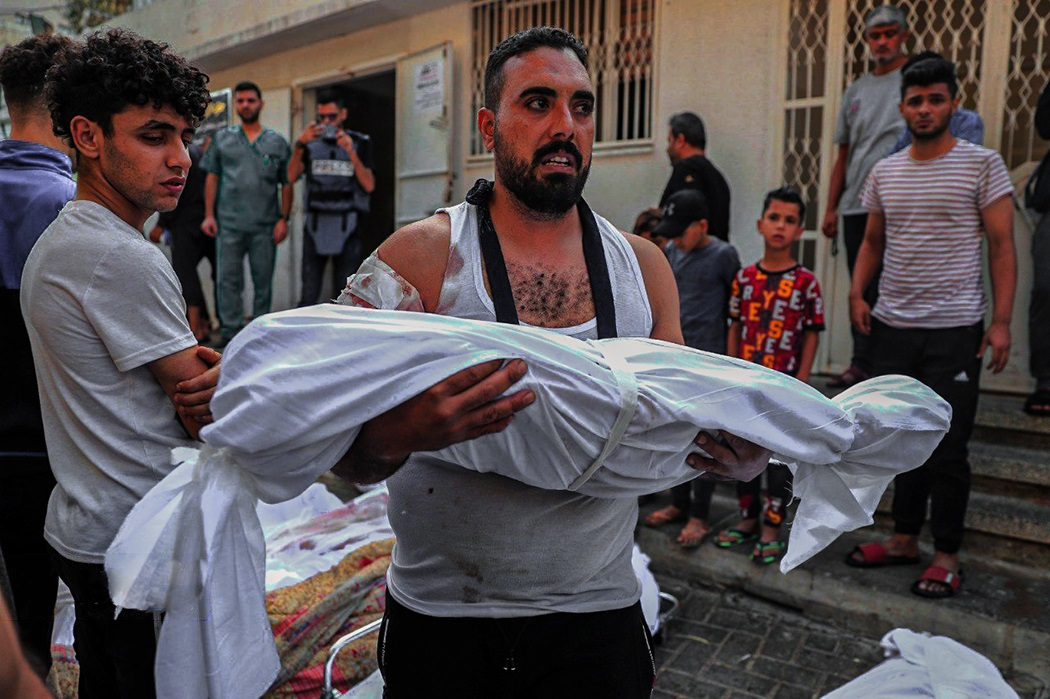
Un hombre transporta el cadáver de un niño palestino muerto durante los bombardeos del 17 de octubre

El 13 de octubre, el ejército israelí ordenó la evacuación de 1,1 millones de personas del norte de Gaza, diciendo que necesitaban separar a la población civil de los militantes activos entre ellos, y que a la población se le permitiría regresar después de la guerra. Los funcionarios de Gaza inicialmente pidieron a los residentes que ignoraran la orden, y el Ministerio del Interior afirmó que Israel buscaba «desplazarnos una vez más de nuestra tierra». La evacuación fue caracterizada como una transferencia de población por Jan Egeland, un diplomático noruego involucrado en los Acuerdos de Oslo. Egeland afirmó: «Hay cientos de miles de personas que huyen para salvar sus vidas; [eso] no es algo que deba llamarse evacuación. Es un traslado forzoso de personas de todo el norte de Gaza, que según los Convenios de Ginebra es un crimen de guerra». La relatora especial de la ONU, Francesca Albanese, advirtió sobre una limpieza étnica masiva en Gaza. El historiador israelí Raz Segal lo calificó como un «caso de genocidio de libro de texto». La acción fue condenada por la ONU, Médicos Sin Fronteras, UNICEF y el IRC. 
El 14 de octubre, la Organización Mundial de la Salud emitió una declaración condenando la orden de Israel de evacuar 22 hospitales en el norte de Gaza, calificándola de «sentencia de muerte». Los médicos notaron tanto la falta de camas de hospital en el sur de la Franja de Gaza como la imposibilidad de transportar pacientes, como recién nacidos en incubadoras y pacientes con respiradores. Sin embargo, el 22 de octubre, las FDI arrojaron panfletos en el norte de Gaza afirmando que cualquiera que no cumpliera con la evacuación sería considerado «terrorista».

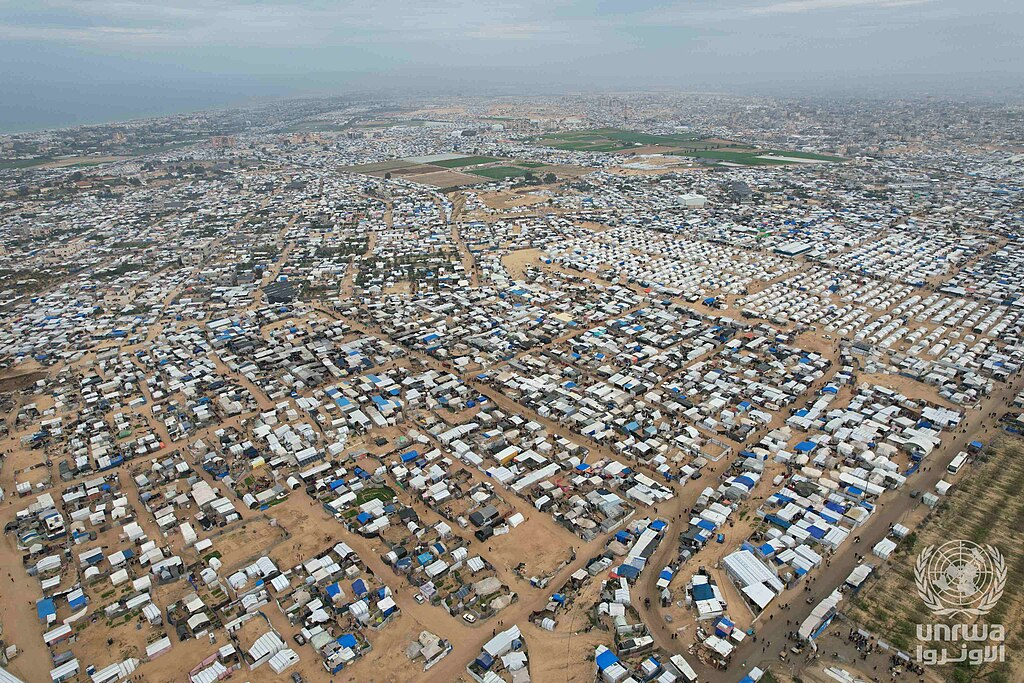
Vista aérea de la zona de Al-Mawasi, donde miles de palestinos desplazados viven masificados en tiendas de campaña sin agua ni luz.

El 20 de diciembre, Human Rights Watch afirmó que el riesgo de desplazamiento forzado estaba aumentando. El 12 de enero, el Subsecretario General de Derechos Humanos declaró que las evacuaciones forzosas de Israel no habían logrado garantizar la protección requerida por el derecho internacional, lo que constituía un potencial crimen de guerra.
El portal israelí Mekomit publicó el día 28 de octubre un documento del Ministerio de Inteligencia de Israel, fechado el 13 de octubre, en el que se establece un plan en cuatro fases, como la opción preferida entre tres alternativas, con respecto al futuro de los palestinos que actualmente habitan en Gaza una vez termine el actual conflicto: en la primera fase, la población palestina debe ser «desalojada hacia el sur», mediante una serie de ataques aéreos que se centrarán en la parte norte de la Franja. En la segunda fase se iniciará la entrada terrestre a Gaza, lo que conducirá a la ocupación secuencial de toda la Franja, de norte a sur. La tercera plantea dejar abiertas las rutas a través de Rafah, el único paso fronterizo existente entre Egipto y Palestina, para que la población pueda huir a Egipto, y la cuarta fase plantea el establecimiento de «ciudades de tiendas de campaña al norte de Sinaí», para dar cabida a la población deportada y luego crear una zona cerrada de seguridad que se extendería varios kilómetros dentro de Egipto. A los palestinos deportados no se les permitiría regresar a ninguna zona cercana a la frontera israelí. Posteriormente el Gobierno de Israel debe liderar una iniciativa internacional para que distintos países de Europa, en particular Grecia, España y Canadá, se ocupen de absorber y asentar a los refugiados que hayan sido expulsados de Gaza.

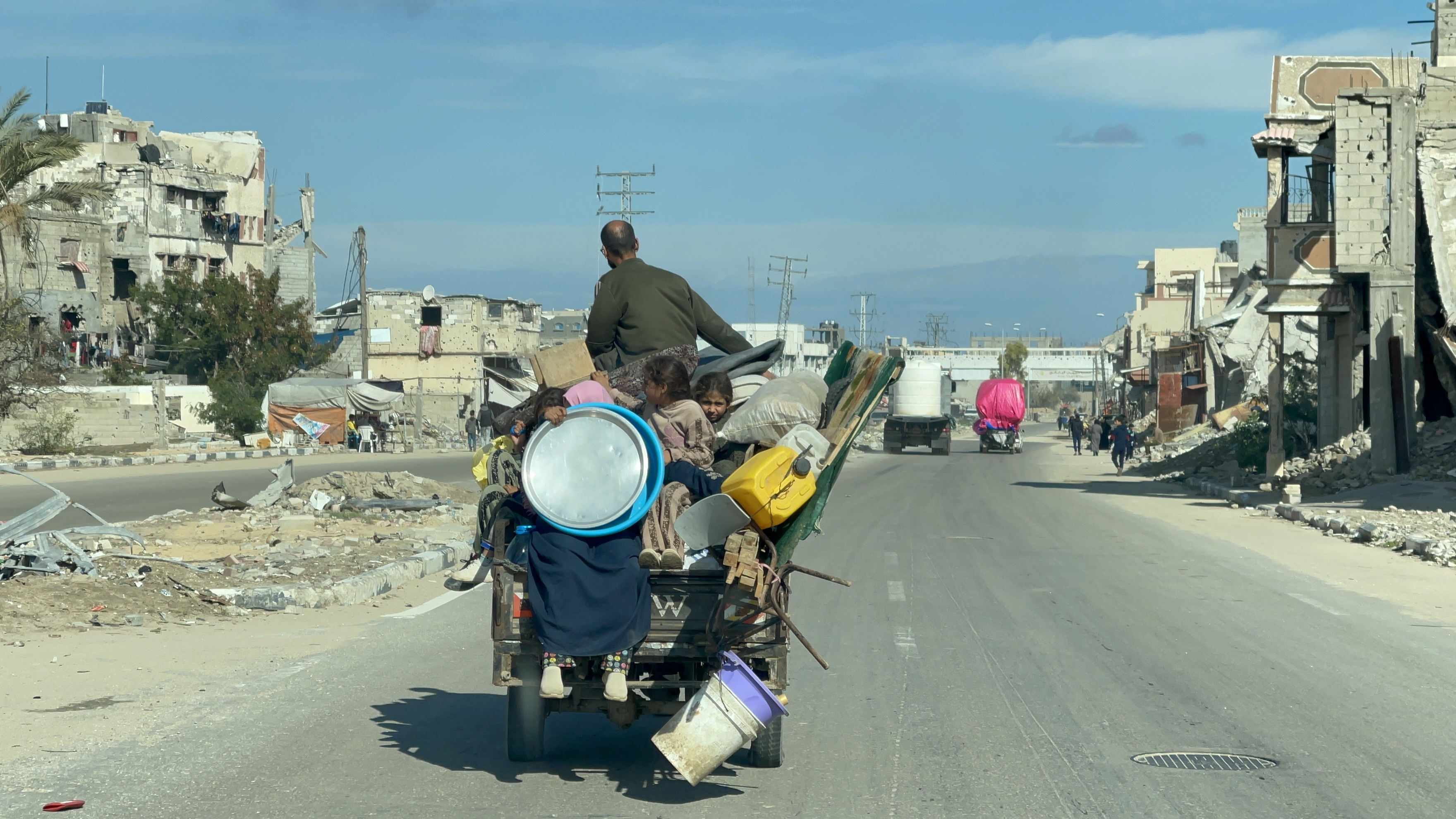
Una familia de Gaza con algunas de sus pertenencias

El ministro israelí de Seguridad Nacional, Itamar Ben-Gvir, apostó por expulsar a la población palestina de Gaza a fin de que los colonos judíos que dejaron la Franja en 2005 pudieran retornar. En esa misma línea también se ha expresado el ministro de Finanzas, Bezalel Smotrich, quien dijo que se debe alentar a la población palestina a emigrar «Para tener seguridad debemos controlar el territorio. Para controlar militarmente el territorio durante mucho tiempo, necesitamos una presencia civil... Si actuamos de manera estratégicamente correcta y fomentamos la emigración, si hay 100.000 o 200.000 árabes en Gaza y no dos millones, todo el discurso del día después [de la guerra] será completamente diferente». El 3 de enero de 2024, se supo que Israel estaba negociando con varios países, entre ellos la República del Congo, para el reasentamiento de palestinos de Gaza cuando acabe la guerra, una medida que el gobierno de Netanyahu ha calificado de «migración voluntaria». Estas negociaciones parecen estar relacionadas con un plan de expulsión que a menudo ha sido caracterizado como limpieza étnica y genocidio.
Varios ministros israelíes de extrema derecha y del partido Likud de Netanyahu asistieron a una conferencia sobre el reasentamiento de la Franja de Gaza y el traslado de la población palestina que vive allí, la conferencia titulada «Conferencia para la Victoria de Israel – El acuerdo trae seguridad: el regreso a la Franja de Gaza y al norte de Samaria», en la que el ministro de seguridad nacional, Itamar Ben-Gvir, dijo que «Si no queremos otro 7 de octubre, tenemos que volver a casa y controlar [Gaza]. Necesitamos encontrar una manera legal de emigrar voluntariamente [los palestinos] e imponer sentencias de muerte a terroristas». Por su parte el ministro de Comunicaciones, Shlomo Karhi, dijo en la conferencia que «en la guerra, "voluntario" es a veces un estado que se impone [a alguien] hasta que dé su consentimiento». A la conferencia asistieron miles de participantes e incluyó discursos de muchas figuras públicas, incluidos miembros de la Knéset y ministros del actual gobierno de coalición, así como rabinos, activistas de los asentamientos, familias de soldados que actualmente luchan en Gaza y jefes de consejos del sur.
En marzo de 2024, Paula Gaviria Betancur, Relatora Especial de la ONU sobre los derechos de los desplazados internos, declaró antes de la ofensiva planeada por Israel en Rafah: «Cualquier orden de evacuación impuesta a Rafah en las circunstancias actuales, con el resto de Gaza reducido a escombros, será una violación flagrante del derecho internacional humanitario y de los derechos humanos». El presidente francés Emmanuel Macron dijo a Netanyahu que un traslado forzoso de la población desde Rafah sería un crimen de guerra.
El 14 de mayo, en el curso de una manifestación en la ciudad de Sederot, organizada para reclamar al Gobierno la ocupación de la Franja de Gaza una vez finalice la guerra. El ministro de Seguridad Nacional, el ultraderechista Itamar Ben-Gvir, pidió nuevamente a Netantahu, que fomente los asentamientos en la Franja de Gaza y fuerce a los palestinos a una «migración voluntaria» afirmando que «¡Es moral! ¡Es racional! ¡Es lo correcto! ¡Es la verdad! ¡Es la Torá y el único camino! Y sí, también es humanitario». En la misma protesta el ministro de Comunicaciones, Shlomo Karhi, solicitó el restablecimiento de los asentamientos israelíes en Gaza como una manera de «hacer pagar a los nazis de Hamás» y de defender la «nación israelí».
En mayo de 2024, Volker Türk condenó las órdenes de evacuación de Israel en Rafah y afirmó: «Esto es inhumano. Va en contra de los principios básicos de las leyes internacionales humanitarias y de derechos humanos». Un portavoz de la oficina del Alto Comisionado de las Naciones Unidas para los Derechos Humanos (UCHA) dijo sobre la evacuación de Rafah: «Hay fuertes indicios de que esto se está llevando a cabo en violación del derecho internacional humanitario».

### Zona de amortiguamiento
Israel busca crear una zona de amortiguamiento ampliada en Gaza. El análisis de imágenes por satélite realizado por investigadores de la Universidad Hebrea de Jerusalén encontró que la zona de amortiguamiento ya se encontraba en una etapa avanzada de desarrollo. En enero de 2024, Israel había destruido más de 3000 edificios de la zona planificada, y en junio de ese mismo año, la zona de amortiguamiento se expandía ya por 58 kilómetros cuadrados de terrenos urbanos la Franja de Gaza, cerca de un 16 % de su territorio. A esa fecha, Israel había demolido más del 90 % de las viviendas y estructuras palestinas en la zona. A esto habría que añadir otros 20 kilómetros cuadrados de terrenos agrícolas destruidos por el ejército israelí, equivalentes a casi el 60% de los terrenos agrícolas de la zona. Tanto las viviendas como los cultivos han sido destruidos cuando ya estaban en manos del ejército israelí, «de manera deliberada y sistemática». En concreto, en Khuza'a, la aviación israelí destruyó o dañó gravemente 178 estructuras de la localidad al comienzo de la guerra, y entre el 26 de noviembre y el 7 de enero, más de 850 estructuras fueron demolidas con buldóceres o con cargas explosivas cuando ya no había combates en la zona. Para el 10 de enero, habían destruido también una escuela de educación primaria y un cementerio. En Shujaiya, entre el 26 de noviembre de 2023 y el 6 de enero de 2024, el ejército israelí demolió 750 estructuras del barrio, incluidas dos escuelas y varias mezquitas. En los campamentos de Maghazi y Bureij, el ejército israelí destruyó más de 1200 estructuras entre el 10 y el 12 de enero, y el 15 de enero destruyeron los terrenos agrícolas colindantes. Más al sur, en Al-Sureij, demolieron más de la mitad de los edificios de la localidad y arrasaron todos sus campos de cultivo. En Abasan Al-Kabira, cerca de Jan Yunis, demolieron también numerosos edificios, incluida la mezquita de Omar bin Abdul Aziz.
El Centro Palestino para los Derechos Humanos afirmó que dichas propiedades civiles estaban protegidas por el derecho internacional humanitario. Shaul Arieli, un excoronel de las FDI y experto en las fronteras israelíes, afirmó que la creación de una zona de amortiguación permanente era ilegal, ya que Israel tiene prohibido alterar las fronteras de Gaza como potencia ocupante. Geoffrey Nice, un fiscal de crímenes de guerra afirmó: «es injustificado, desde cualquier punto de vista, según el derecho internacional». El Alto Comisionado de las Naciones Unidas para los Derechos Humanos, Volker Türk, denunció como un crimen de guerra la creación de una zona de exclusión que Israel estaba creando mediante demoliciones de viviendas en la zona fronteriza. Un análisis de Haaretz concluyó que la zona de amortiguación podría ocupar hasta el 16 % del territorio total de Gaza.
Amnistía Internacional solicitó oficialmente la apertura de una investigación por los crímenes de guerra de destrucción arbitraria y castigo colectivo con motivo de la creación de esta zona de amortiguamiento. Esta organización asegura que, aunque las viviendas hubiesen sido usadas en algún momento por milicianos de Hamás, «la demolición punitiva de bienes civiles únicamente porque los hayan utilizado grupos armados está prohibida como forma de castigo colectivo», y explica que «un ejemplo de finalidad legítima sería destruir una estructura que sirve de cobertura al enemigo para disparar contra las fuerzas contrarias en un combate activo. Esta aplicación táctica no es válida en los casos aquí documentados, ya que, cuando se produjeron las demoliciones, las fuerzas israelíes tenían el control de las zonas y los combates habían cesado en gran medida». Amnistía Internacional explica que Israel está en su derecho de crear una zona de amortiguamiento en su propio territorio, pero no en la Franja de Gaza, y por lo tanto, «ante la viabilidad de estas otras opciones y la negativa a llevarlas a cabo, la extensa destrucción sistemática es desproporcionada para cualquier posible propósito militar legítimo. Por tanto, hay que investigar estos casos como crimen de guerra de destrucción arbitraria. Habida cuenta de las pruebas que indican que se han destruido viviendas y otros bienes de carácter civil para castigar a la población civil por los ataques de los grupos armados, esta conducta también debe investigarse como crimen de guerra de castigo colectivo».

### Destrucción de lugares de culto

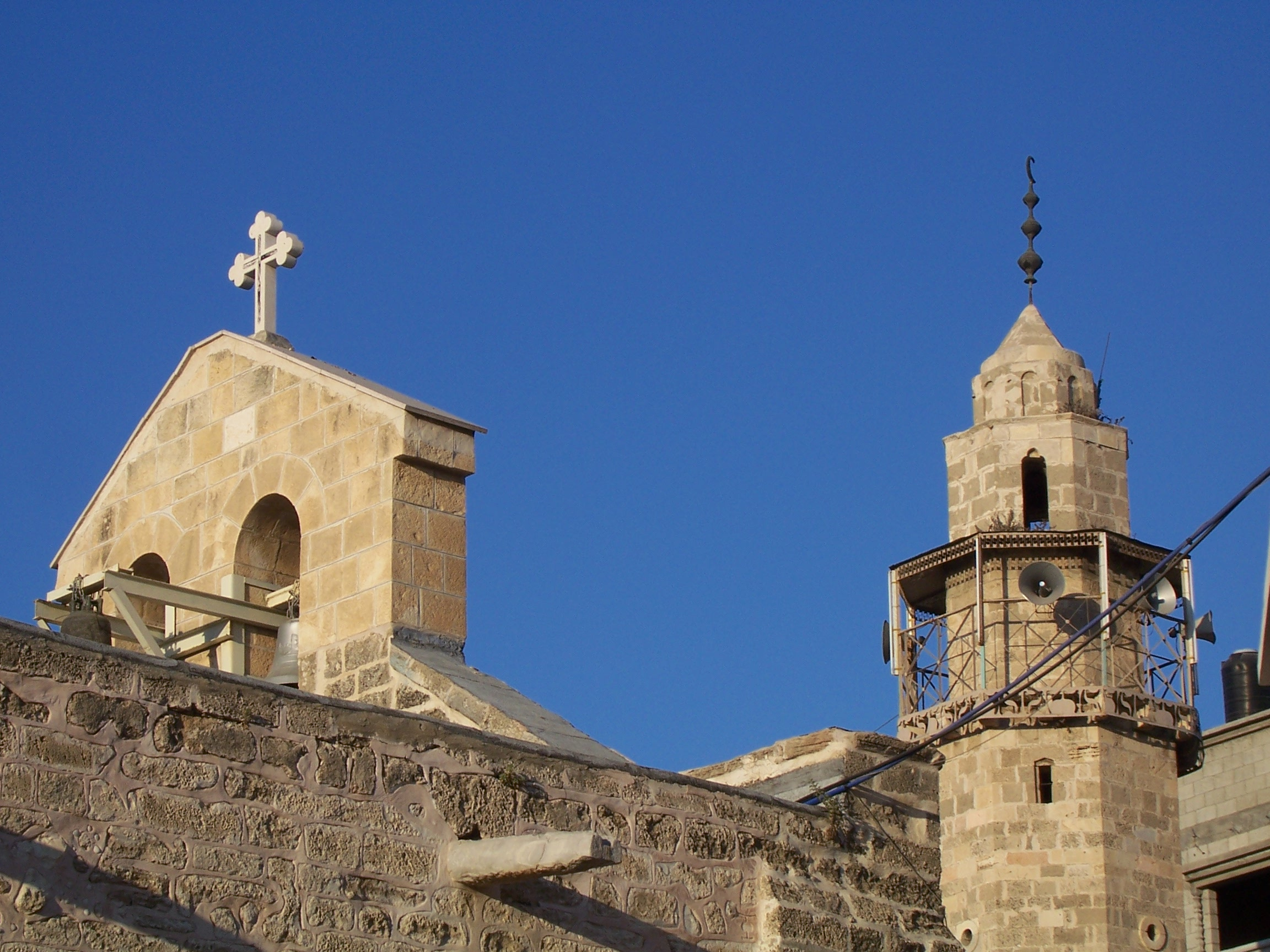
El campanario de la Iglesia de San Porfirio al lado del alminar de la mezquita Katib al-Wilaya, ambos edificios sufrieron daños en el ataque israelí del 19 de octubre de 2023

Según el Estatuto de Roma, es un crimen de guerra atacar intencionalmente lugares de culto en un conflicto no internacional, siempre que no sean «utilizados por una parte en un conflicto para actos perjudicial para el enemigo». El 19 de octubre, la Fuerza Aérea Israelí bombardeó la iglesia de San Porfirio, donde se refugiaban cientos de cristianos y musulmanes, matando a dieciséis personas. El Patriarca ortodoxo griego de Jerusalén lo condenó como «un crimen de guerra que no puede ser ignorado». Tras llevar a cabo una investigación, Amnistía Internacional afirmó que el ataque de la iglesia fue indiscriminado y debería ser investigado como un crimen de guerra.
El 16 de diciembre, el Patriarcado Latino de Jerusalén declaró que el ejército israelí había matado a dos mujeres que se refugiaban en la Iglesia de la Sagrada Familia, afirmando: «Fueron asesinadas a sangre fría dentro de las instalaciones de la parroquia, donde no hay beligerantes». El papa Francisco describió el ataque israelí contra la iglesia como terrorismo. El 17 de julio de 2025, cuando acogía a entre 400 y 500 refugiados, la iglesia fue nuevamente atacada por un tanque israelí que mató a tres personas e hirió a otras siete, entre ellas el párroco argentino, Gabriel Romanelli, al que llamaba cada día el fallecido papa Francisco desde el inicio de la ofensiva israelí para preguntarle sobre la situación de Gaza y de los centenares de desplazados que se refugian en ese templo. El ejército israelí aseguró que lamentaba «los daños causados» a la iglesia , y que se estaban «analizando las circunstancias del incidente».
La Iglesia Ortodoxa griega acusó a Israel de crímenes de guerra tras el bombardeo de la Iglesia de San Porfirio. Además, afirmó que la comunidad cristiana seguirá «comprometida con su deber religioso y moral de brindar asistencia, apoyo y refugio a quien lo necesite [...] en medio de las continuas demandas israelíes de evacuar a los civiles de estas instituciones y sobre la presión ejercida sobre las iglesias» y que «no abandonará su deber religioso y humanitario de los valores cristianos».

### Destrucción de mezquitas, iglesias y sitios culturales e históricos

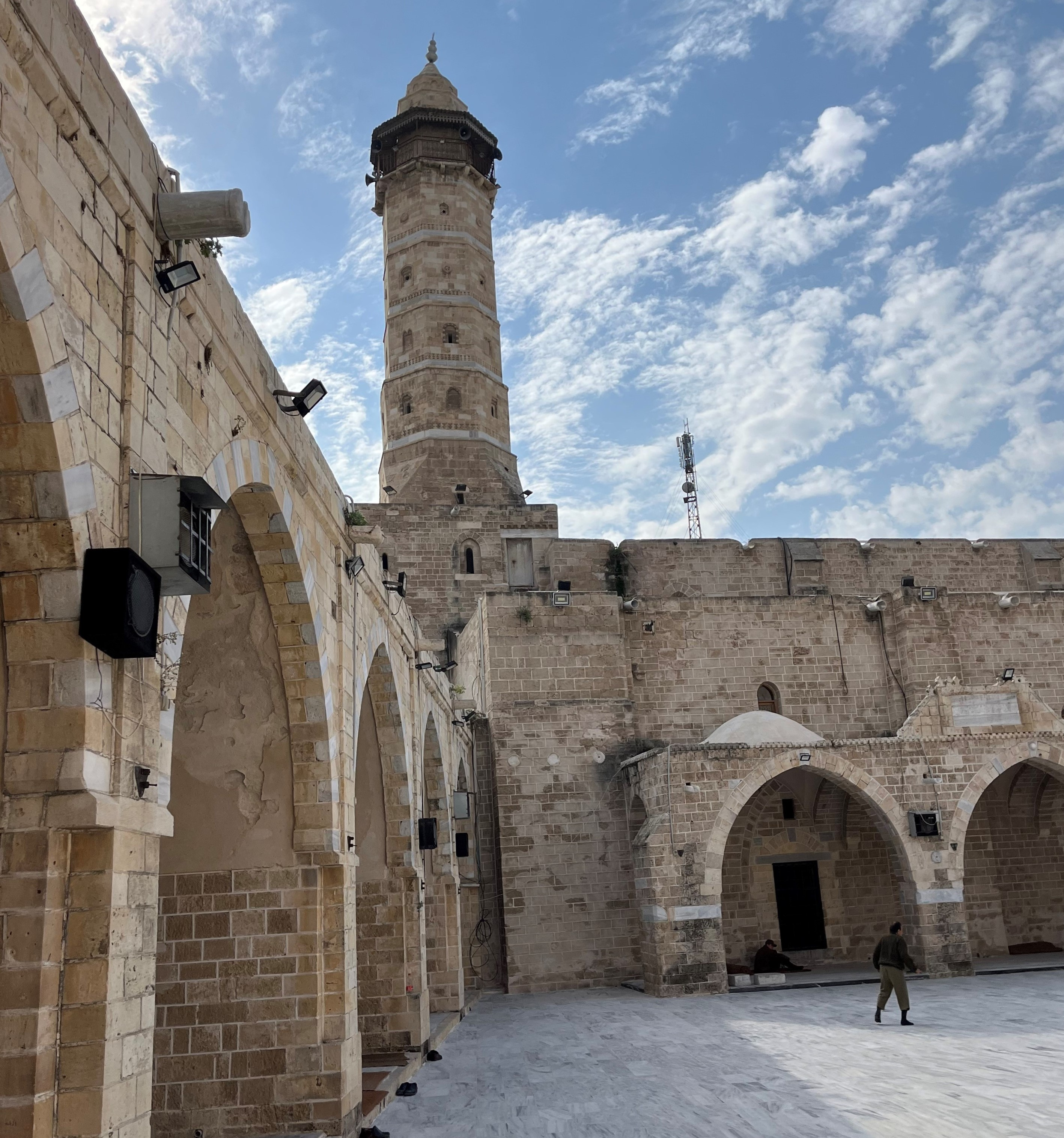
La Gran Mezquita de Gaza antes de ser destruida por el Ejército de Israel

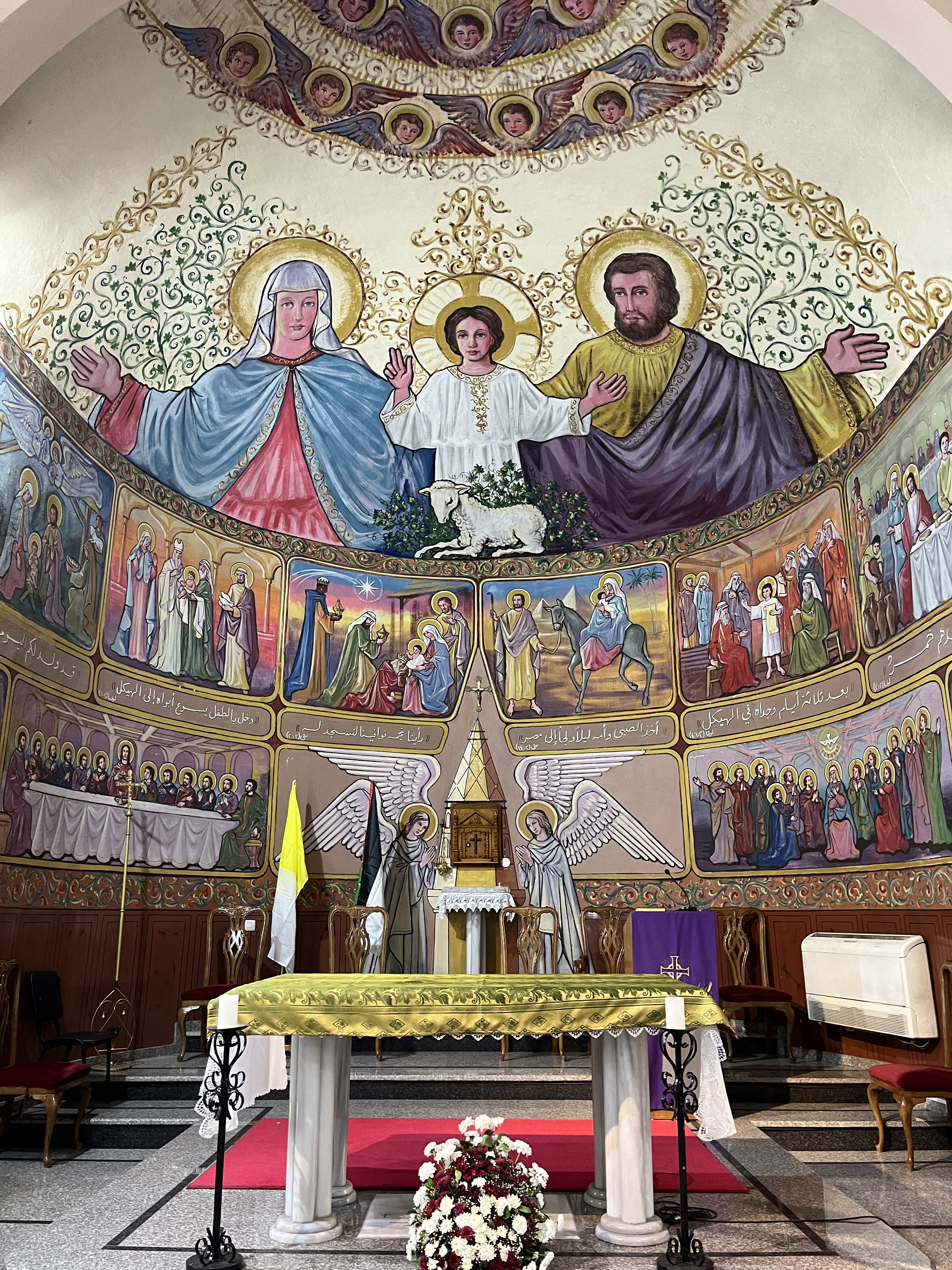
Iglesia de la Sagrada Familia, que Israel dañó

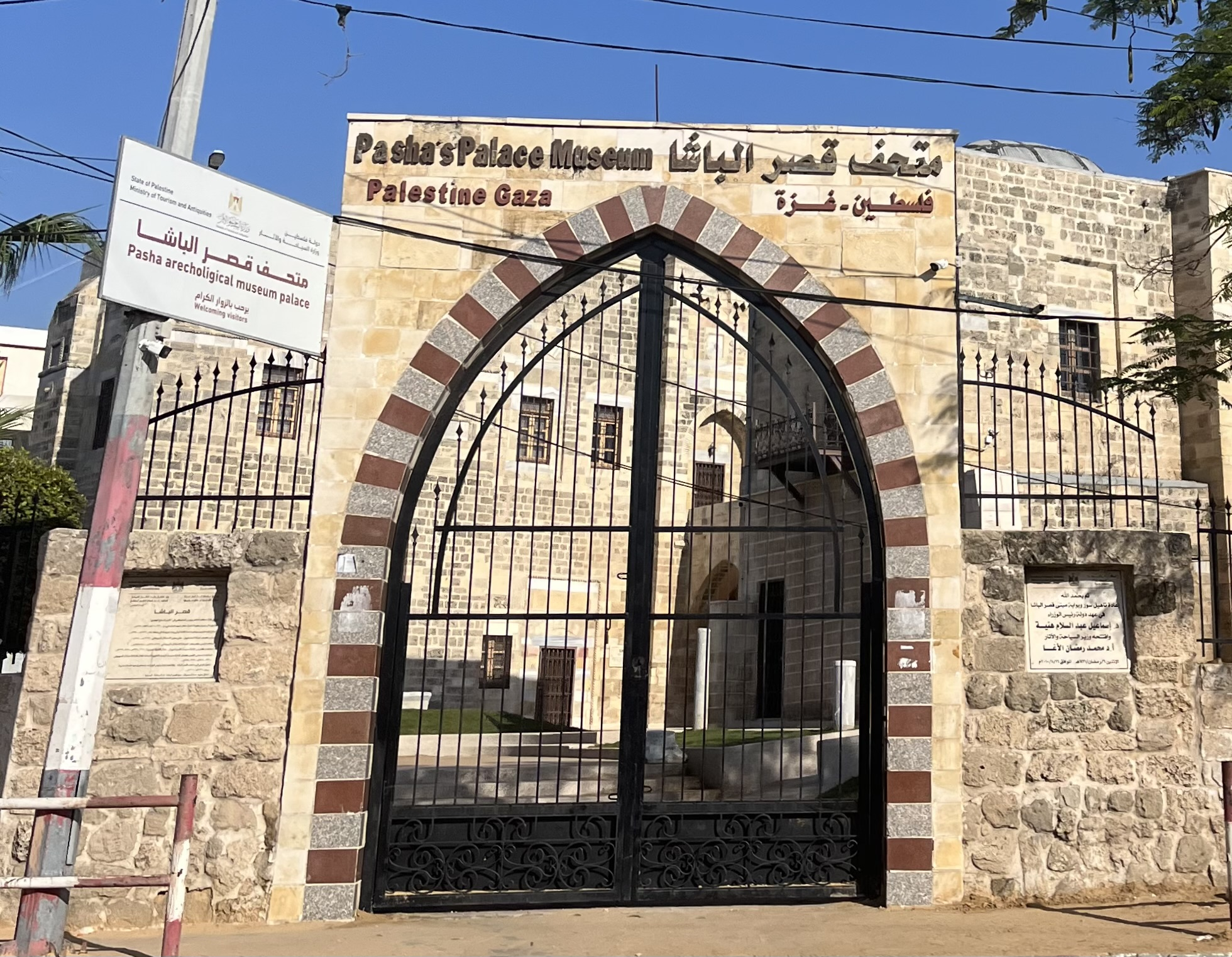
Museo Qasr al-Basha (Palacio de Pasha), que Israel dañó

Un informe de principios de noviembre de 2023 ya enumeraba más de 100 sitios arqueológicos y de antigüedades importantes, bibliotecas, sitios religiosos y lugares de importancia histórica antigua que Israel había destruido durante los combates.
El 10 de diciembre de 2023 medios israelíes informaron que Israel había destruido al menos 192 mezquitas en la Franja de Gaza. A finales de enero de 2024, el Ministerio de Hajj y Asuntos Religiosos anunció que Israel había destruido 1000 de las 1200 mezquitas del territorio en los primeros dos meses y medio de la guerra. La BBC ha verificado al menos 74 casos.
The Nation escribió que la destrucción de la Gran Mezquita de Gaza en particular, originalmente una iglesia bizantina del siglo V, fue «un crimen contra el patrimonio cultural. Pero más importante... parte de una campaña de aniquilación total... un elemento deliberado de la campaña israelí para borrar todo rastro de vida palestina».
Algunos lugares notables que Israel destruyó o dañó son:
| Nombre | Tipo              | Antigüedad    | Daño                                       | Fecha                   |
| --- | ----------------- | ------------- | ------------------------------------------ | ----------------------- |
| Mezquita Ahmed Yassin Al-Shati, Ciudad de Gaza                                                                                            | Mezquita          |               | Destruido                                  | 9 de octubre de 2023    |
| Mezquita Al Amin Muhammad, Jan Yunis | Mezquita          |               | Destruido                                  | 20 de octubre de 2023   |
| Puerto de Anthedon | Histórico         | 800 BCE       | Destruido                                  | Desconocido             |
| Cementerio romano de Ard-al-Moharbeen, norte de Gaza (descubierto en 2022 que contiene más de 125 tumbas y dos raros sarcófagos de plomo) | Histórico         | 1st c. CE     | Casi completamente destruido (bombardeado) |                         |
| Museo de Deir al-Balah | Cultural          |               |                                            |                         |
| Biblioteca Municipal de Gaza | Cultural          | 1999          | Destruido                                  |                         |
| Mezquita Al-Gharbi, ciudad de Gaza | Mezquita          |               | Destruido                                  | 9 de octubre de 2023    |
| Gran Mezquita de Gaza | cultural/Mezquita | 1277          | Destruido                                  | 8 de diciembre de 2023  |
| Iglesia de la Sagrada Familia | Iglesia           | 1974          | Dañado                                     | 4 de noviembre de 2023  |
| Iglesia bizantina de Jabalia | Iglesia           | 444 CE        | Destruido                                  | octubre de 2023         |
| Mezquita de Jaffa en Deir al-Balah | Mezquita          |               | Destruido                                  | Diciembre de 2023       |
| Museo Al-Mathaf al-Funduq | Cultural          | 2008          | Destruido                                  | 3 de noviembre de 2023  |
| Mezquita Othman bin Qashqar | Mezquita          | 1220          | Dañado                                     | 7 de diciembre de 2023  |
| Qalaat Barquq Fuerte del sultán mameluco Barquq, Jan Yunis                                                                                | Histórico         | 1387          |                                            |                         |
| Museo Cultural de Al-Qarara | Cultural          | 2016          | Destruido                                  | octubre de 2023         |
| Qasr al-Basha (Castillo de Radwan, Museo del Palacio de Pasha)                                                                            | Histórico         | c. 1200       | Dañado                                     | 11 de diciembre de 2023 |
| Centro Cultural Rashad El Shawa | Cultural          | 1988          | Destruido                                  | Desconocido             |
| Hamam al-Sammara | Histórico         | pre-Islam     | Destruido                                  | 8 de diciembre de 2023  |
| Mezquita Sayed al-Hashim | Mezquita          | c. 1100       | Dañado                                     | octubre de 2023         |
| Monasterio de San Hilarión (Tell Umm Amer)                                                                                                | Iglesia           | c. 340 CE     | Dañado                                     | Desconocido             |
| Iglesia de San Porfirio | Iglesia           | 425 CE        | Dañado                                     | 18 de octubre de 2023   |
| Ciudad fortificada de Tell el-Ajjul | Histórico         | 2000–1800 BCE | Dañado                                     | Desconocido             |

### Ataques contra instalaciones y trabajadores de la ONU
El 17 de octubre, las FDI llevaron a cabo un ataque aéreo contra una escuela de la UNRWA que albergaba a 4000 refugiados en el campo de refugiados de Al-Maghazi, matando a seis e hiriendo a decenas de civiles. Philippe Lazzarini, comisionado general de la UNRWA, calificó el ataque de «escandaloso» y que mostró «un flagrante desprecio por las vidas de los civiles». La ONU acusó a Israel de bombardear letalmente tres refugios de la ONU el 2 de noviembre de 2023. El 27 de diciembre de 2023, la ONU declaró que Israel había matado a 142 empleados de la ONU en Gaza hasta ese momento. El 12 de enero de 2024, el secretario general de Derechos Humanos de la ONU declaró que al menos 319 desplazados internos murieron y 1135 resultaron heridos por ataques aéreos israelíes mientras se refugiaban en diversos refugios gestionados por la ONU.
El 24 de enero de 2024, la ONU acusó a Israel de disparar dos proyectiles de tanque contra una instalación de refugiados en Jan Yunis, matando a nueve personas e hiriendo a 75. Thomas White, un alto funcionario de la ONU en Gaza, calificó el ataque como parte de «un fracaso constante en la defensa de los principios fundamentales del derecho internacional humanitario». El Ministerio de Educación palestino informó que 65 escuelas de la ONU en Gaza habían sido dañadas o destruidas, lo que el director de Save the Children en Israel y Palestina calificó de «más que inadmisible».
Un experto independiente de las Naciones Unidas dijo que los bombardeos generalizados de viviendas e instalaciones civiles por parte de Israel en Gaza y el lanzamiento indiscriminado de cohetes por parte de Hamás son «crímenes de guerra». Los ataques israelíes han destruido o dañado el 45% de las viviendas en el territorio palestino, detalló Balakrishnan Rajagopal en un comunicado de prensa, afirmando que esta destrucción ha tenido un «enorme coste en vidas humanas». El Relator Especial de la ONU subrayó que atacar zonas residenciales está estrictamente prohibido por el derecho internacional. Afirmó que participar en acciones militares a sabiendas de que resultarán en la destrucción deliberada de residencias e infraestructuras civiles, lo que conduciría a la inhabitabilidad de una ciudad entera como la ciudad de Gaza, constituye una violación del derecho internacional.
El 28 de mayo de 2025, la UNRWA denunció que uno de sus trabajadores fue víctima en marzo de una «ejecución sumaria» perpetrada por militares israelíes en la Franja de Gaza. Su cuerpo fue localizado el 30 de marzo, en una fosa común junto con los restos de trabajadores de la Media Luna Roja Palestina. Los exámenes realizados al cadáver evidenciaron que «Kamal murió por uno o múltiples disparos en la parte trasera del cráneo». Su muerte eleva a 310 los trabajadores de dicha organización muertos desde que comenzó la guerra de Gaza.

### Destrucción intencionada de cementerios
La destrucción de cementerios palestinos por el ejército israelí es una forma de necroviolencia (profanación o uso indebido de cadáveres) utilizada por las Fuerzas de Defensa de Israel durante la Guerra Israel-Gaza. Desde el Inicio de la invasión israelí de la Franja de Gaza, al menos dieciséis cementerios palestinos ha resultado dañados o destruidos, en algunos casos, creando caminos de tierra a través de ellos o estableciendo posiciones militares. Las FDI no respondieron a las preguntas sobre esta cuestión. La destrucción intencionada de lugares religiosos sin necesidad militar puede ser considerada un crimen de guerra. Según Muna Haddad, un abogado especializado en el tratamiento de los muertos, afirmó: «Lo que está sucediendo es... considerado un crimen de guerra de "cometer atentados contra la dignidad personal" según el Estatuto de Roma».
En diciembre de 2023, el The New York Times informó que las fuerzas israelíes arrasaron total o parcialmente, al menos, seis cementerios en la Franja de Gaza, incluidos los cementerios de: Shajaiye, ciudad de Gaza, las fuerzas israelíes arrasaron parte del cementerio tunecino, en un cementerio más pequeño, también en Shajaiye, vehículos militares israelíes destruyeron decenas de tumbas, en el cementerio de Al-Faluja las fuerzas israelíes dañaron numerosas tumbas, en el cementerio de Beit Hanun también en el norte de Gaza destruyeron parte del sitio, además demolieron los cementerios de Sheikh Ijlin, ciudad de Gaza, y Beit Lahia, en el norte de la Franja de Gaza
Por su parte la organización defensora de los derechos humanos Euro-Mediterranean Human Rights Monitor informó sobre la demolición y profanación de más cementerios en Gaza de los que previamente había informado el Times. También informó que se han creado grandes agujeros en los cementerios como resultado de los frecuentes ataques israelíes, destruyendo decenas de tumbas, y que los restos de algunos cadáveres han sido esparcidos o han desaparecido.
El 27 de enero de 2024, las fuerzas israelíes escoltaron a periodistas de CNN hasta Gaza en un intento de explicar la destrucción del cementerio de Bani Suheila, a través del cual, según las FDI, discurría un túnel; pero durante la visita de tres horas, los comandantes israelíes no lograron probar su afirmación. Además, las FDI no permitieron a los periodistas ver ninguna supuesta entrada al túnel dentro del cementerio, y posteriormente proporcionaron imágenes de drones de dos entradas del túnel, ambas ubicadas fuera del cementerio. CNN transmitió imágenes de cementerios completamente destruidos y desenterrados.

### Uso de fósforo blanco contra civiles

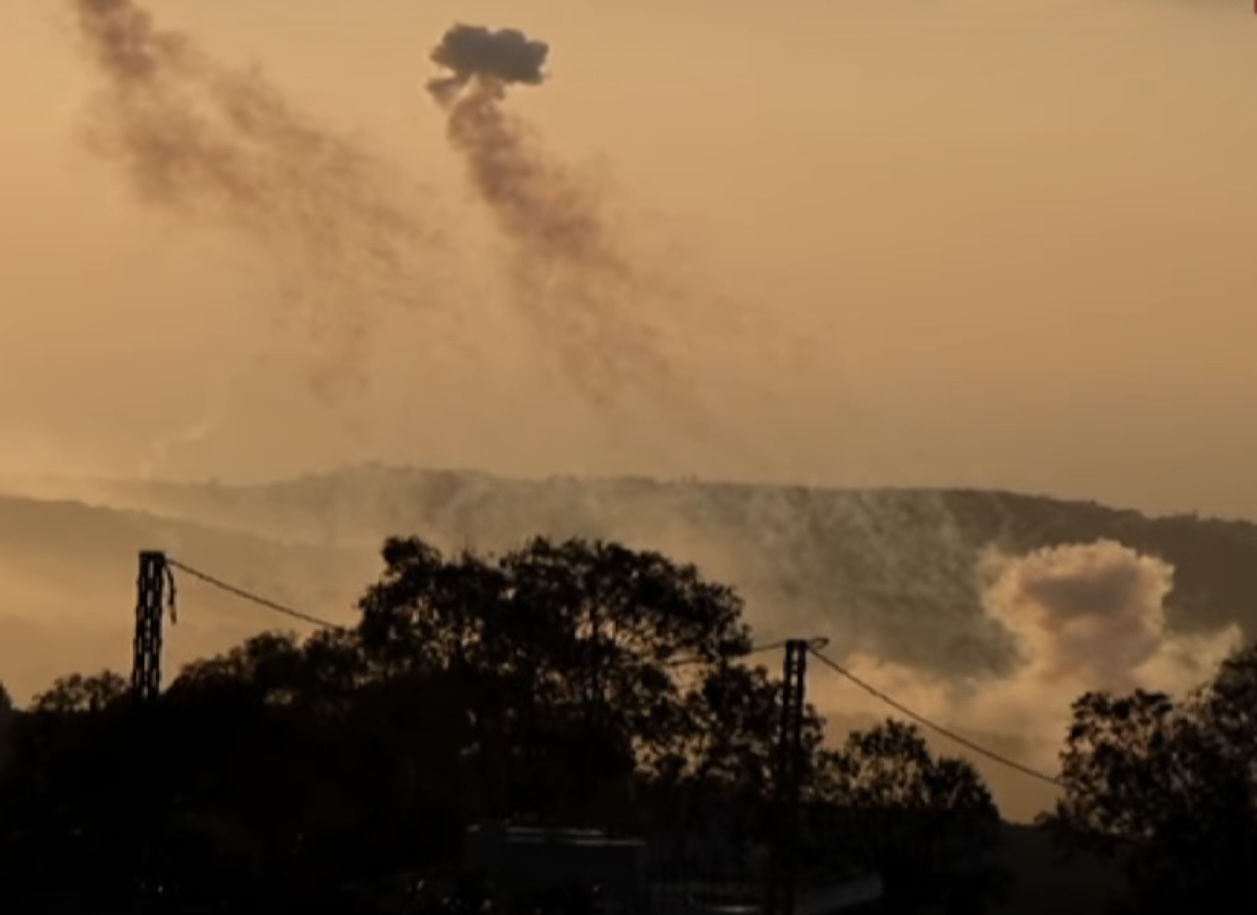
Uso de fósforo blanco por Israel en el sur del Líbano, 16 de octubre de 2023

Human Rights Watch y el Crisis Evidence Lab de Amnistía Internacional compartieron evidencia de que las unidades militares israelíes que atacan en Gaza y el Líbano han empleado bombas de fósforo blanco. Israel negó el informe y calificó la acusación de «inequívocamente falsa».
El fósforo blanco se utiliza en el humo, la iluminación y las municiones incendiarias, y se enciende cuando se expone al oxígeno atmosférico. Al entrar en contacto, puede provocar lesiones profundas y graves, que pueden provocar insuficiencia orgánica múltiple, e incluso quemaduras menores pueden ser mortales. El fósforo blanco se considera un arma incendiaria, y el Protocolo III de la Convención sobre Ciertas Armas Convencionales prohíbe su uso contra objetivos militares situados entre civiles, aunque Israel no es signatario. Según Human Rights Watch, el uso de fósforo blanco es «ilegalmente indiscriminado cuando estalla en áreas urbanas pobladas, donde puede quemar casas y causar daños atroces a los civiles», y «viola el requisito del derecho internacional humanitario de tomar todas las precauciones posibles». para evitar lesiones civiles y pérdida de vidas». Según Brian Castner, investigador de armas de Amnistía Internacional, si este caso particular constituye un crimen de guerra depende del «objetivo previsto de este ataque y del uso previsto», pero que, «en general, cualquier ataque que no discrimine entre civiles y las fuerzas militares pueden ser potencialmente una violación de las leyes de la guerra».
El 31 de octubre, después de una investigación, Amnistía Internacional declaró que un ataque israelí con fósforo blanco el 16 de octubre fue indiscriminado, ilegal y «debe ser investigado como un crimen de guerra», debido a su uso en la poblada ciudad libanesa de Dhayra, que hirieron al menos a nueve civiles. El 2 de noviembre, Amnistía Internacional declaró que sus investigaciones sobre cuatro incidentes ocurridos los días 10, 11, 16 y 17 de octubre mostraban que Israel había utilizado municiones de fósforo blanco. En el Líbano, las bombas de fósforo blanco de Israel han destruido más de 4,5 millones de metros cuadrados de bosque en el sur del país, con pérdidas económicas valoradas en casi 20 millones de dólares. Una investigación llevada a cabo por el periódico estadounidense The Washington Post descubrió que el fósforo blanco utilizado en el ataque de octubre que hirió a nueve personas en el Líbano fue suministrado por Estados Unidos.
Un informe de la Oficina del Alto Comisionado de las Naciones Unidas para los Derechos Humanos (ACNUDH), publicado el 8 de octubre de 2024, denunciaba que Israel utilizó munición de fósforo blanco, un químico incendiario capaz de causar «horribles y dolorosas heridas», en al menos 24 ocasiones en el conflicto en Gaza. Dicho informe, que se centra principalmente en seis meses del conflicto comprendidos entre noviembre de 2023 y abril de 2024, sostiene que las FDI utilizaron el arma incendiaria seis veces en la capital de Gaza, nueve en el centro de la Franja y tres en Jan Yunis, algunos de ellos en campos de refugiados densamente poblados. Así, por ejemplo, la  ACNUDH verificó un incidente el 25 de diciembre en el que «un bebé resultó quemado por fósforo blanco en una escuela en el campo de Al Bureij».

### Ejecuciones de prisioneros de guerra

#### Ejecuciones de prisioneros palestinos
El 10 de octubre, las Fuerzas de Defensa de Israel publicaron un vídeo que parecía mostrar a soldados de las FDI disparando a cuatro palestinos que se rendían. El análisis de las imágenes indicó que los hombres parecían estar rindiéndose: tres hombres se tiraron al suelo con los brazos en alto y uno agitaba una prenda de vestir blanca. Ninguno de ellos parecía estar armado en el momento del tiroteo, mientras que un vídeo posterior mostraba que los cuerpos habían sido trasladados, con armas colocadas cerca de ellos en el suelo. El análisis concluyó que los cuatro hombres eran palestinos desarmados que abandonaron Gaza a través de una brecha en el muro de separación. Un portavoz de las FDI dijo que no tenía comentarios. Matar a civiles o combatientes rendidos es un crimen de guerra.
El miércoles 20 de diciembre, la Oficina del Alto Comisionado para los Derechos Humanos de la ONU (ACNUDH) acusó a Israel de cometer crímenes de guerra en Gaza, la denuncia, específicamente, se refiere a un caso concreto en que los soldados israelíes ejecutaron de forma sumaria, el 19 de diciembre, a once palestinos delante de sus familias en el barrio Al Remal, en la ciudad de Gaza. En una nota de prensa, la Oficina de Derechos Humanos de la ONU señaló que ha podido confirmar el asesinato de estos palestinos gracias a los testimonios de testigos directos recopilados por la organización defensora de los derechos humanos. Euro-Mediterranean Human Rights Monitor. La ACNUDH también ha denunciado que ha recibido «información inquietante» sobre las continuas violaciones de los derechos humanos por parte de Israel en Gaza y afirma que su denuncia se produce «a raíz de acusaciones anteriores sobre ataques deliberados y asesinatos de civiles a manos de las fuerzas israelíes».
Al Jazeera informó que hubo una ejecución sumaria de quince hombres palestinos por parte de las FDI en una redada en un apartamento. La ejecución fue presenciada por los familiares de las víctimas. El profesor de la Universidad de Middlesex, William Schabas, afirmó: «No es realmente importante demostrar que son civiles. Las ejecuciones sumarias, incluso de combatientes, son un crimen de guerra».
En un vídeo fechado el 8 de diciembre de 2023, se ve a militares israelíes matando a dos palestinos del campo de refugiados de Far'a en Cisjordania, en lo que la ONG israelí  B'Tselem describió como «ejecuciones ilegales». Un hombre que sostenía un bote recibió un disparo y luego fue abatido a tiros mientras yacía sangrando en el suelo. Un segundo hombre, que estaba completamente desarmado y escondido debajo de un automóvil, fue asesinado a tiros en el instante. El ejército israelí dijo más tarde que investigarían los ataques.
Euro-Med Monitor dijo a Al Jazeera que creen que existe un patrón de asesinatos «sistemáticos», que «en al menos trece de las ejecuciones sobre el terreno, corroboramos que fueron arbitrarios por parte de las fuerzas israelíes». El 26 de diciembre de 2023, Euro-Med Monitor presentó un expediente a la Corte Penal Internacional y a los relatores especiales de las Naciones Unidas en el que documentaba decenas de casos de ejecuciones sobre el terreno llevadas a cabo por las fuerzas israelíes y pedía una investigación.
Grupos de derechos humanos han documentado múltiples casos de civiles en Gaza que recibieron disparos de soldados israelíes mientras ondeaban banderas blancas. El director de Human Rights Watch en Israel-Palestina afirmó que Israel tenía un amplio «historial de disparos ilegales contra personas desarmadas que no representan ninguna amenaza con impunidad, incluso aquellos que ondeaban banderas blancas». A principios de enero, apareció un vídeo fechado el 12 de noviembre que mostraba a palestinos desplazados evacuando la ciudad de Gaza, entre ellos una mujer y su hijo. A pesar de que el grupo claramente llevaba banderas blancas, la mujer fue asesinada a tiros por un francotirador israelí.
El 24 de enero de 2024, la cadena británica ITV publicó imágenes de un francotirador israelí disparando y matando a un hombre que portaba una bandera blanca a quien el periodista había entrevistado momentos antes de su muerte. Tanto el Consejo Noruego para Refugiados como Amnistía Internacional lo calificaron como un posible crimen de guerra. Israel afirmó que las imágenes habían sido editadas y dijo que ITV estaba sirviendo como un brazo del «esfuerzo de propaganda de Hamás». Varios días después, un alto comandante de las FDI declaró: «Hay errores, es una guerra».
El 31 de enero de 2024, se encontraron los cadáveres de treinta personas dentro del patio de una escuela en el norte de Gaza, los cuerpos se encontraban con los ojos vendados y atados de piernas y manos. El Consejo de Relaciones Islámicas-Estadounidenses dijo que el incidente debería ser investigado y agregado al caso de la CIJ de Sudáfrica contra Israel. El Ministerio de Asuntos Exteriores palestino lo calificó de «violación de todas las normas y leyes internacionales pertinentes». La ex negociadora de paz canadiense-palestina Diana Buttu afirmó que el incidente fue «claramente un crimen de guerra».
En marzo de 2024, un hombre en Zeitún fue atropellado deliberadamente por un tanque israelí mientras estaba esposado, según el Euro-Med Human Rights Monitor. imágenes obtenidas por Al Jazeera English mostraron a dos palestinos que ondeaban banderas blancas siendo asesinados por las fuerzas israelíes y luego enterrados por excavadoras del ejército. Las FDI confirmaron el asesinato de los dos hombres y afirmaron que habían actuado de «manera sospechosa». La Media Luna Roja Palestina condenó las acciones de Israel a las que calificó como «ejecuciones extrajudiciales».

#### Asesinato por parte del Ejército de Israel de rehenes israelíes
El 7 de octubre, durante el ataque de Hamás a diversas comunidades israelíes en la frontera gazatí, un grupo de milicianos palestinos se hicieron fuertes en una vivienda de Beeri con un grupo de rehenes. Al llegar al lugar, el general de brigada Barak Hiram ordenó a uno de sus tanques disparar directamente contra el lugar donde se encontraban los rehenes, lo que ocasionó la muerte de doce de ellos. Ese mismo día, un helicóptero de la fuerza aérea israelí israelí disparó contra una camioneta que transportaba a milicianos palestinos y rehenes israelíes, matando a varios de los milicianos y a la rehén Efrat Katz, de 68 años de edad.
El 14 de diciembre de 2024, el ejército israelí recuperó los cadáveres de tres rehenes de un túnel en Jabalia, cerca de la zona en la que había recuperado otros dos cadáveres de rehenes dos días antes. Según el ejército israelí, las autopsias no pudieron demostrar la causa de la muerte de los rehenes, pues no se encontraron heridas ni disparos en los cuerpos. La madre de uno de ellos denunció que su hijo había sido «asesinado» por el propio ejército israelí con un gas venenoso destinado a matar un comandante de Hamás en la zona: «Los resultados de la investigación: Ron fue, de hecho, asesinado. No por Hamás. Pensad más en la dirección de Auschwitz y las duchas, pero sin los nazis y sin Hamás como causa. Ningún disparo accidental, ningún informe, sino asesinato premeditado, un bombardeo con gas venenoso». Según la autopsia, tenía los dedos de la mano destrozados de haber intentado salir del túnel arañando las paredes. El 15 de septiembre de 2024, el ejército israelí admitió que había matado a estos tres rehenes en un bombardeo que trataba de matar a a Ahmed Ghandour, líder de la brigada de Gaza del Norte, perteneciente a Hamás.
El 15 de diciembre, las FDI emitieron un comunicado anunciando que habían matado a tres de sus propios rehenes en un aparente caso de fuego amigo. Según el ejército israelí, sus tropas «identificaron erróneamente a tres rehenes israelíes como una amenaza» durante las operaciones en Shuja'iyya y posteriormente dispararon contra ellos, matándolos. Según un oficial militar israelí el 16 de diciembre, los tres rehenes estaban sin camisa y ondeando una bandera blanca. El funcionario afirmó que un soldado respondió a esto «abriendo fuego» y «declarando que son terroristas»; Más fuerzas israelíes dispararon, matando a dos rehenes «inmediatamente» e hiriendo al tercer rehén, que pidió ayuda en hebreo. El rehén herido fue perseguido hasta un edificio cercano por soldados de las FDI, donde fue asesinado a pesar de las continuas súplicas de ayuda. Aunque afirmó que los soldados estaban «bajo presión» cuando esto sucedió, el teniente general Herzi Halevi también afirmó que «está prohibido disparar contra alguien que iza una bandera blanca y busca rendirse», sentimiento del que se hizo eco el exjefe del Mosad, Danny Yatom. Nahum Barnea escribió que el asesinato de los rehenes, desarmados y ondeando una bandera blanca, fue un «crimen de guerra» y que «el derecho internacional es muy claro al respecto». Una investigación preliminar de las FDI encontró que a los soldados se les ordenó matar a todos los hombres en edad de luchar que se les acercaran.

### Uso de instalaciones civiles con fines militares

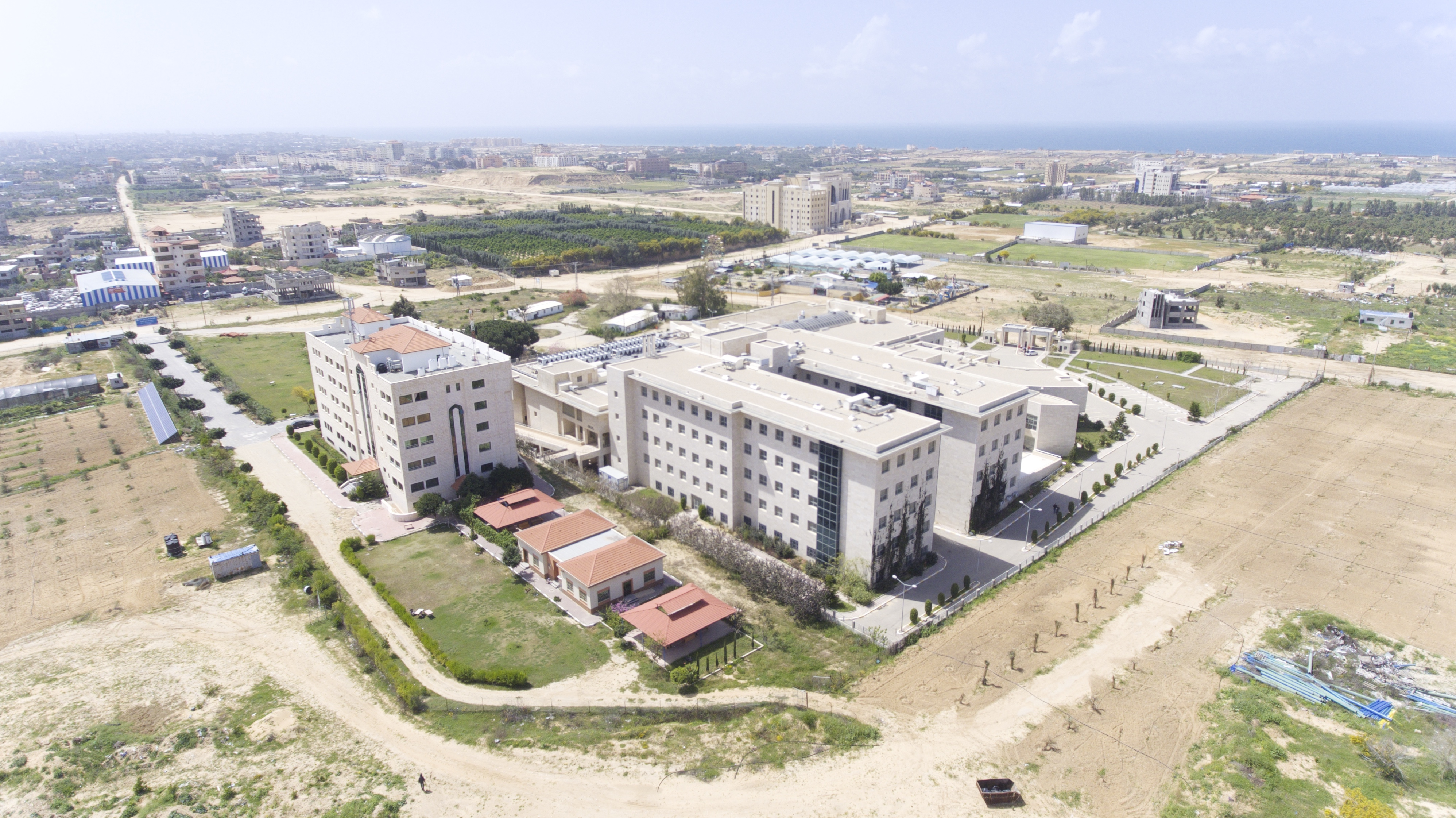
Vista aérea del Hospital de la Amistad Turco-Palestina antes de ser destruido por las tropas israelíes

El 13 de noviembre, la Agencia de Naciones Unidas para los Refugiados de Palestina en Oriente Próximo señaló que había recibido informes de que Israel estaba utilizando escuelas y centros de salud en la ciudad de Gaza para operaciones militares. La UNRWA señaló que, según informes, Israel estaba realizando interrogatorios y arrestos de palestinos desplazados internamente dentro de las instalaciones de las Naciones Unidas. La UNRWA afirmó que esto planteaba «serias preocupaciones». Tras el asedio del Hospital Al-Shifa, el portavoz del Ministerio de Salud de Gaza, Ashraf al-Qudra, declaró que las FDI habían comenzado a utilizarlo como un cuartel militar.
El 21 de marzo de 2025 las tropas israelíes plantaron explosivos y dinamitaron el único hospital oncológico de la Franja de Gaza, el Hospital de la Amistad Turco-Palestina, que habían usado como centro de operaciones a lo largo de la guerra. En respuesta, el Ministerio de Asuntos Exteriores turco condenó la destrucción del hospital como parte de la política israelí destinada a convertir Gaza en inhabitable y desplazar por la fuerza al pueblo palestino.

### Uso de escudos humanos
El 17 de enero de 2024, se registró en vídeo como soldados israelíes utilizaban a un comerciante palestino en Dura, Hebrón (Cisjordania), como escudo humano. En una entrevista con Reuters, el dueño de la tienda afirmó: «Él (el primer soldado) me dijo que me usaría como escudo humano, que los jóvenes no deberían arrojar piedras». El 9 de febrero, la Sociedad de la Media Luna Roja Palestina declaró que las fuerzas israelíes habían detenido a un equipo de ambulancia en Beita, Nablus (Cisjordania) y lo habían utilizado como escudos humanos. Un hombre de 21 años de la ciudad de Gaza declaró a Al Jazeera que las fuerzas israelíes lo habían utilizado como escudo humano.
Un informe de la ONU sobre abusos infantiles cometidos durante la guerra verificó cinco casos desde el 7 de octubre en los que las fuerzas israelíes habían utilizado a niños palestinos como escudos humanos durante «operaciones policiales» en Cisjordania.
El 22 de junio de 2024, la Media Luna Roja Palestina informó que durante una incursión del ejército israelí contra la ciudad cisjordana de Yenín, las tropas israelíes impidieron a los trabajadores humanitarios el acceso a un civil palestino que había resultado herido y luego «colocaron al herido en la parte delantera de un jeep militar» y allí lo dejaron «antes de permitir que nuestros equipos lo trasladaran al hospital». Las Fuerzas de Defensa de Israel (FDI) reconocieron que violaron «órdenes y procedimientos operativos estándar» y anunció una investigación.
El 13 de agosto de 2024 el diario israelí Haaretz publicó una investigación basada en el testimonio de numerosos soldados israelíes, en el que afirmaba que los adolescentes y adultos palestinos son utilizados sistemáticamente como escudos humanos en la exploración de la red de túneles o edificios durante las operaciones militares israelíes en la Franja de Gaza. Estos palestinos están vestidos, a excepción de las zapatillas de deporte, para parecerse a soldados israelíes, esposados, con los ojos vendados y, con una cámara de vídeo pegada al cuerpo, son enviados a casas donde se sospecha que se esconden combatientes de Hamás, o a túneles que podrían contener trampas explosivas. En ocasiones, incluso hombres palestinos de edad avanzada han sido obligados a realizar este trabajo. Según el informe, esta práctica se lleva a cabo con el conocimiento de altos funcionarios militares, incluido el jefe del Estado Mayor del Ejército, Herzi Halevi. Según la investigación, a los soldados implicados se les dice que «nuestras vidas son más importantes que las suyas». Esta práctica viola el derecho internacional humanitario y las Convenciones de Ginebra, que prohíben el uso de civiles como escudos humanos.
El martes 14 de agosto de 2024, Izzat al Rishq, miembro del politburó del Movimiento de Resistencia Islámica (Hamás), solicitó a la Corte Internacional de Justicia (CIJ) que investigue las confesiones de soldados israelíes sobre el uso de civiles palestinos como escudos humanos: 

Pedimos a la CIJ que incluya estas confesiones en el expediente de crímenes de guerra por los que se está juzgando a la ocupación y exigimos que las organizaciones internacionales y de Derechos Humanos expongan y condenen estos crímenes, y procesen y exijan responsabilidades a los líderes de la ocupación nazi. [Lo revelado por el periódico israelí 'Haaretz'] confirma una vez más que el Ejército enemigo está cometiendo flagrantes crímenes de guerra que deben ser condenados por todo el mundo.

El 8 de enero de 2025, la prensa israelí hizo pública la muerte de un escudo humano palestino usado durante meses por el ejército israelí en la Franja de Gaza y ejecutado «por error» por un oficial en un campamento militar israelí.
En un artículo de octubre de 2024, The New York Times expuso cómo el ejército israelí ha estado utilizando a civiles como escudos humanos de manera rutinaria. En la mayoría de los casos, según el profesor Schmitt, esto constituye un crimen de guerra. La investigación de The New York Times confirmó el uso de escudos humanos por al menos once escuadrones distintos del ejército israelí en cinco ciudades gazatíes distintas. Siete soldados israelíes entrevistados por el Times confirmaron que se trata de una práctica rutinaria y organizada desde niveles altos del escalafón militar. En uno de los numerosos casos recopilados por este diario, un adolescente de 17 años fue maniatado y obligado a caminar por las ruinas de Jan Yunis para detectar posibles artefactos explosivos. En otros casos, se ha obligado a civiles a entrar en túneles con cámaras de vídeo en la cabeza para descubrir si había milicianos palestinos ocultos en ellos, se les ha forzado a caminar por edificios sospechosos de contener minas antipersona, se les a dicho que recojan del suelo objetos sospechosos y a mover generadores o tanques de agua que los soldados temían que estuviesen conectados a una bomba trampa. El uso de escudos humanos palestinos por parte del ejército israelí es también muy extenso en Cisjordania.
El 8 de enero de 2025, el medio independiente israelí Hamakom Hachi Ham Bagehenom hizo público la muerte de un palestino que había estado sirviendo como escudo humano para la Brigada Nahal del Ejército israelí en la exploración de túneles y edificios antes que los soldados lo hicieran. El palestino había muerto al ser tiroteado erróneamente por un comandante israelí. La Unidad del Portavoz de las FDI, confirmó los hechos y no negó el uso de palestinos como escudos humanos y afirmó que el caso estaba bajo investigación.

### Abusos y humillaciones a los detenidos
Aparecieron pruebas en vídeo de lo que el Monitor Euromediterráneo de Derechos Humanos describió como una «violación flagrante de las leyes internacionales relacionadas con la protección de civiles». Se mostró a soldados israelíes rodeando a los detenidos en Yatta, Hebrón, siendo arrastrados y agredidos por los soldados israelíes. A muchos de los detenidos los desnudaron, les ataron los pies y los brazos, los golpearon con las culatas de los rifles y los pisotearon. La evidencia en video que muestra la degradación hacia los detenidos muestra a soldados israelíes transportando a palestinos desde la prisión de Ofer, todos ellos con los ojos vendados y completamente desnudos. En otro vídeo subido por un soldado israelí, se muestra a un palestino atado y con los ojos vendados arrodillado en el suelo. El soldado se burla de él en árabe, diciéndole “صباح الخير يا قحبة” (Buenos días, puta) antes de patearlo y escupirlo repetidamente.
El 11 de diciembre, el director de Human Rights Watch, Omar Shakir, afirmó que vendar los ojos y desnudar a los detenidos palestinos representaba un crimen de guerra. El 20 de diciembre, Amnistía Internacional pidió una investigación sobre las detenciones masivas, las desapariciones, los tratos inhumanos y las muertes de detenidos.
En febrero de 2024, la BBC publicó un informe que detallaba casos documentados de soldados israelíes abusando y humillando a detenidos palestinos, que según Mark Ellis, un experto en tribunales penales internacionales, mostraban posibles violaciones de las leyes relativas a los prisioneros de guerra. Después de que las FDI despidieran a uno de los reservistas que se muestran en el vídeo, Sir Geoffrey Nice, un experto en crímenes de guerra, afirmó que se necesitaba una investigación más amplia más allá del despido.
En marzo de 2024, Naciones Unidas afirmó que Israel había detenido y torturado a sus empleados en Gaza, obteniendo confesiones forzadas. En la misma línea se manifestó, el 18 de abril, Philippe Lazzarini, comisionado general de la Agencia de Naciones Unidas para los Refugiados de Palestina en Oriente Próximo (UNRWA) quien explicó ante el Consejo de Seguridad de la ONU la «enorme presión» a la que se encuentra sometida la organización debido a los intentos israelíes de «expulsarla» de los Territorios Palestinos Ocupados y por los ataques contra sus trabajadores y «malos tratos y torturas» sufridos por estos durante su detención a manos de las fuerzas israelíes.
El 1 de enero de 2025, en el marco del acuerdo de alto de fuego entre Israel y Hamás, la Cruz Roja, denunció que la dignidad de los presos palestinos estaba siendo violada porque están siendo trasladados por las autoridades israelíes con las manos esposadas sobre sus cabezas, en postura de completo sometimiento, y con un brazalete en la muñeca con la inscripción «El pueblo eterno (Israel) no olvida».
Un análisis de Bellingcat encontró varios casos de una colección de imágenes y videos que mostraban a las FDI humillado y maltratando a detenidos palestinos, que según el profesor experto en crímenes de guerra de la Queen's University de Belfast, Luke Moffett, mostraban posibles crímenes de guerra.
El 7 de febrero de 2025, un tribunal militar israelí condenó a un reservista de las Fuerzas de Defensa de Israel a siete meses de prisión tras declararse culpable de tres cargos de abuso agravado contra prisioneros de Gaza y uno de conducta impropia durante un acuerdo de culpabilidad con los fiscales. Estos cargos estaban relacionados con cuatro incidentes ocurridos entre enero y junio de 2024 en los que golpeó a detenidos, utilizó su arma contra prisioneros inmovilizados y obligó a los prisioneros a decir frases degradantes y aullar como perros. El soldado condenado también recibió una sentencia en suspenso y fue degradado al rango de soldado raso.

### Muertes de prisioneros palestinos bajo custodia israelí
The Globe and Mail informó sobre la muerte de dos detenidos palestinos, Arafat Hamdan y Omar Daraghmeh. En el caso de Hamdan, un pintor de casas de 25 años con diabetes y una enfermedad cardíaca, los soldados israelíes supuestamente entraron en su casa, lo encapucharon y se lo llevaron. Según los informes, Hamdan murió 48 horas después, sin haber recibido la medicación necesaria.
El 19 de diciembre, Haaretz informó que cientos de palestinos arrestados de Gaza estaban retenidos en la campo de detención de Sde Teiman cerca de Beerseba, en el sur de Israel, y que varios habían muerto. Entre los detenidos hay niños y ancianos. Haaretz informó que los detenidos estuvieron con los ojos vendados y esposados durante la mayor parte del día. En declaraciones a la AFP, un portavoz de las FDI describió a los detenidos fallecidos como «terroristas», sin dar más detalles, y afirmó que sus muertes estaban «bajo investigación». Las FDI no proporcionaron ninguna información sobre el número o las circunstancias de las muertes. El 2 de enero, las FDI informaron de la muerte de Abdul Rahman al-Bahsh, de 23 años, que había estado encarcelado desde mayo de 2023.
El 23 de febrero de 2025, la Autoridad para Asuntos de los Presos de la Autoridad Palestina y la Asociación de Presos Palestinos denunció la muerte en una cárcel israelí del preso palestino Musab Hani Haniye, de 35 años de edad y originario de la Franja de Gaza. Con esta muerte ya son 59 los palestinos fallecidos bajo custodia israelí desde el inicio de la guerra.
El 24 de marzo de 2025, las autoridades palestinas denunciaron la muerte de un palestino de 17 años que había sido detenido en septiembre de 2024 y que en el momento de su muerte se encontraba recluido en el centro penitenciario israelí de Megido. Lo que supone que al menos 63 presos palestinos han fallecido en las prisiones israelíes desde que comenzaron las hostilidades el 7 de octubre de 2023. El 3 de abril, la Comisión de Asuntos de Detenidos y Ex Detenidos y la Sociedad de Prisioneros Palestinos afirmaron que el hambre fue la causa de la muerte de Walid Khaled Abdullah Ahmad el adolescente palestino de 17 años que murió bajo custodia israelí el 24 de marzo de 2025. El adolescente se quejó de inanición durante un examen médico realizado en diciembre, en el que también se detectó sarna. Perdió el conocimiento el 22 de marzo y fue trasladado a la clínica de la prisión, donde murió poco después.
El 16 de abril, un prisionero palestino de 20 años de la ciudad de Nablus, Cisjordania, murió en el Hospital Soroka de Israel. Su muerte eleva a 64 el número de prisioneros palestinos que han muerto en cárceles israelíes desde el inicio de la guerra.
El 15 de mayo, la Comisión para Asuntos de Detenidos denunció la muerte de otros tres presos palestinos en una cárcel israelí, lo que eleva a 68 la cifra de presos palestinos muertos bajo custodía israelí desde que comenzó la ofensiva contra la Franja de Gaza en octubre de 2023. Según dicha agencia los testimonios de los presos que han sido puestos en libertad «muestran las violaciones de Derechos Humanos más atroces» y son un ejemplo de la «brutalidad» y la «falta de moral» por parte de Israel.

### Torturas
Durante el conflicto, las Naciones Unidas, Human Rights Watch, Amnistía Internacional y varias organizaciones israelíes sin fines de lucro informaron sobre la tortura sistemática de palestinos por parte de Israel. Israel fue acusado de violencia sexual contra detenidos palestinos (tanto hombres como mujeres), así como de torturar al personal de las Naciones Unidas para obtener confesiones forzadas. Hubo más informes sobre torturas israelíes de militantes acusados. En respuesta, los funcionarios del Shabak afirmaron que llevan a cabo interrogatorios militantes dentro del marco legal israelí, que permite la tortura sólo en circunstancias específicas.
El 3 de enero de 2024 Human Rights Watch informó que trabajadores palestinos de Gaza detenidos en Israel desde el 7 de octubre habían sido fotografiados desnudos, atacados por perros y arrastrados boca abajo sobre la grava.
En marzo de 2024 un informe de la UNRWA informó sobre «innumerables» casos de tortura documentados en prisiones israelíes, incluidas palizas y agresiones sexuales. La ONU afirmó que Israel había torturado a sus empleados para obtener confesiones forzadas. En un informe de abril de 2024 la UNRWA declaró: «Las víctimas masculinas informaron que les habían golpeado los genitales, mientras que un detenido informó que lo obligaron a sentarse sobre una sonda eléctrica».
Una investigación del New York Times de junio de 2024 detalló que los interrogadores israelíes en el Campo de detención de Sde Teiman habían torturado a los detenidos palestino insertado palos de metal calientes dentro del ano de los detenidos. Un detenido murió a causa de las heridas resultantes. Una investigación de Haaretz de abril de 2024 encontró que los prisioneros en la prisión de Ktzi'ot eran rutinariamente desnudados y humillados, y también eran golpeados deliberadamente en los testículos mientras se los sometía a controles desnudos con un detector de metales.

### Tráfico de órganos de palestinos muertos
El 27 de noviembre, el Euro-Med Monitor afirmó que había recibido informes de profesionales médicos en Gaza que encontraron evidencia de robo de órganos, incluida la falta de cócleas y córneas y órganos como hígados, riñones y corazones. Según la Academia Militar de los Estados Unidos (USMA), el derecho internacional humanitario prohíbe la sustracción de órganos durante los conflictos armados.
El 26 de diciembre, la Oficina de Medios del Gobierno en Gaza afirmó que Israel había «robado órganos vitales» de palestinos muertos, tras el regreso de los cadáveres de ochenta palestinos fallecidos que habían sido llevados a Israel y luego devueltos. El Euro-Mediterranean Human Rights Monitor y el Middle East Monitor, dirigido por Catar, también formularon acusaciones de que el robo de órganos denunciado era una continuación de los métodos israelíes, citando el libro The Chosen Body: The Politics of the Body in Israel Society, de la Dra. Meira Weiss y Según se informa, el Dr. Yehuda Hiss, acusado de robar y vender órganos a finales de los años 1990.

### Ataques a periodistas
El 1 de noviembre, Reporteros Sin Fronteras (RSF) pidió a la Corte Penal Internacional que iniciara una investigación prioritaria sobre crímenes de guerra sobre el asesinato de nueve periodistas. RSF señaló que 41 periodistas habían sido asesinados durante el primer mes del conflicto, incluidos 36 periodistas palestinos en Gaza y cuatro periodistas israelíes en Israel.
En una entrevista con National Public Radio (NPR), Jodie Ginsberg, presidenta del Comité para la Protección de los Periodistas, pidió una investigación de la CPI sobre el asesinato de periodistas en Gaza, afirmando que los asesinatos «parecen haber sido un objetivo». El 27 de enero de 2024, la Federación Internacional de Periodistas escribió una carta abierta a Benjamín Netanyahu y Yoav Galant declarando que llevarían a Israel a los tribunales si no cumplía con la orden de la CIJ de evitar atacar a los periodistas. En febrero de 2024, el subdirector de la Federación Internacional de Periodistas declaró: «Parece haber habido una campaña sistemática para matar, aterrorizar y mutilar a periodistas en Gaza».
Una investigación realizada par el periódico británico The Guardian en junio de 2024 cuestionó la afirmación de Israel de que no estaba atacando intencionadamente al personal de los medios, citando que algunos miembros del ejército israelí han visto a los periodistas de Hamás o sus medios afiliados como objetivos legítimos. Al menos veintitrés periodistas habían sido asesinados por el ejército israelí en la Franja de Gaza desde el 7 de octubre de 2023, que trabajaban para la red de medios Al-Aqsa, según ARIJ, una organización de medios jordana sin ánimo de lucro. Un portavoz militar israelí confirmó que Israel no diferencia entre trabajadores de los medios y militantes que trabajan para Hamás, una declaración que, según The Guardian, había generado alarma entre los expertos legales, ya que según las leyes de guerra los periodistas están protegidos a menos que participen en operaciones de combate. La relatora especial de la ONU sobre la protección del derecho a la libertad de opinión y expresión, Irene Khan, afirmó que Israel había «difundido desinformación sobre periodistas vinculados a militantes» y que fue incapaz de probar tales afirmaciones. ARIJ encuestó a 200 periodistas radicados en Gaza, casi todos ellos desplazados, e informaron que sus casas habían sido bombardeadas mientras dormían con sus familias.
El 13 de febrero de 2024, la cadena de medios Al Jazeera afirmó que Israel había atacado a dos de sus periodistas en Gaza, calificándolo de «un crimen en toda regla que se suma a los crímenes de Israel contra los periodistas y una nueva parte de la serie de ataques deliberados contra los periodistas de Al Jazeera». Un representante de Media Defence afirmó: «Los periodistas son civiles, por lo que tienen derecho a todas las protecciones que los civiles deberían tener en tiempos de conflicto». El director del Instituto Internacional de Prensa afirmó: «Vemos que los periodistas son claramente objeto de ataques... Nuestra organización ha estado monitoreando la libertad de prensa durante casi 75 años y este es el peor ataque que hemos visto contra periodistas en cualquier conflicto».
El viernes 25 de octubre, el Ejército de Israel mató a tres periodistas en un bombardeo contra el edificio en el que se alojaban en la ciudad de Hasbaya, en el sureste de Líbano. Los periódistas asesinados son Wisam Qasim fotógrafo de la cadena de televisión Al-Manar y Ghassan Nayar y Muhamad Reda, ambos de la cadena de televisión Al Mayadeen. El presidente de la junta directiva de Al Mayadeen, Ghassan bin Yido, señaló que Israel es «plenamente responsable de este crimen de guerra en el que han sido atacados varios equipos de periodistas» ya agregó que el Ejército israelí «se deleita en matar». Por su parte el primer ministro interino de Líbano, Najib Mikati, acusó a Israel de cometer un crimen de guerra y agregó que el ataque es una «agresión deliberada» que busca «intimidar a los medios de comunicación» y «encubrir los crímenes y destrucción» causados por los bombardeo sobre el Líbano.
El 13 de noviembre, la  periodista libanesa Sakina Kauzarani y varios de sus familiares, entre ellos sus dos hijos menores de edad, fueron asesinados en un bombardeo israelí contra el edificio de tres plantas en el que vivían en la localidad de Joun, situada cerca de Sidón. La emisora de radio para la que trabajaba condenó el ataque, al que describió como «un crimen atroz por parte del bárbaro enemigo sionista».

#### Asesinato de Issam Abdallah

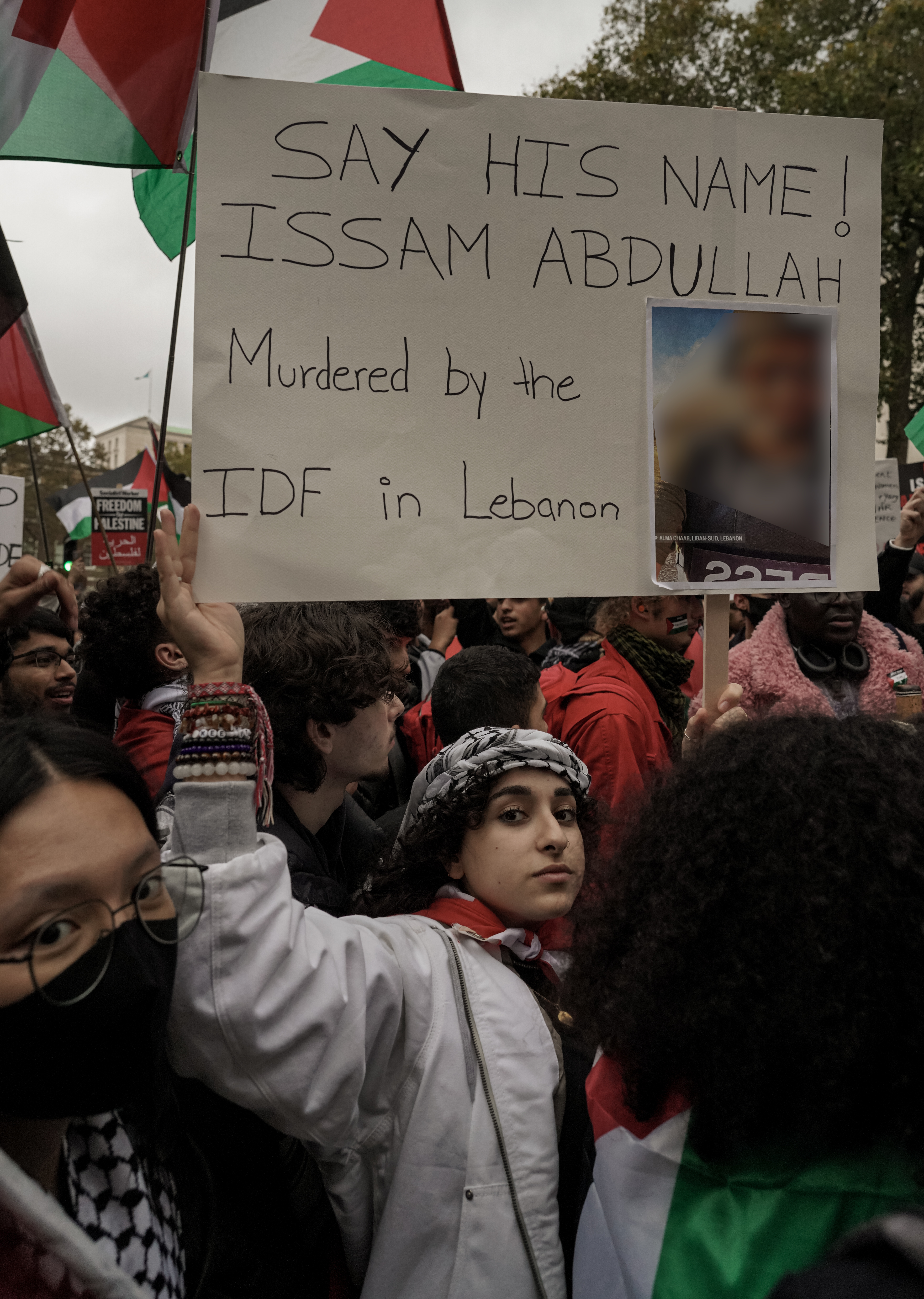
Una manifestante propalestina con un cartel en el que se puede leer «di su nombre Issam Abdallah asesinado por las FDI en Líbano»

Reporteros sin Fronteras llevó a cabo una investigación preliminar sobre el asesinato de Issam Abdallah, fotoperiodista libanés de Reuters asesinado en el Líbano, y descubrió que el ataque a un vehículo claramente identificado con la leyenda «Prensa» fue dirigido deliberadamente y que el fuego procedía de Israel. Una investigación de la Agencia France Press concluyó que el asesinato de Abdallah se utilizó con proyectiles de tanque de origen israelí y fue deliberado y dirigido a ese objetivo. Amnistía Internacional declaró que el ataque era probablemente un crimen de guerra y que «no se debe permitir que Israel mate y ataque a periodistas con impunidad». Human Rights Watch declaró que el ataque fue aparentemente deliberado y un crimen de guerra.
El 7 de diciembre, Amnistía Internacional, presentó las conclusiones de un estudio en el que afirmaba que los ataques israelíes contra un grupo de siete periodistas en el sur del Líbano el 13 de octubre, en los que murió el periodista de Reuters Issam Abdallah y resultaron heridas otras seis personas, fueron probablemente un ataque directo contra civiles que debe ser investigado como un crimen de guerra. Según Aya Majzoub, directora regional adjunta de Amnistía Internacional para Oriente Medio y el Norte de África, «Nuestra investigación del incidente descubre pruebas escalofriantes que apuntan a un ataque a un grupo de periodistas internacionales que realizaban su trabajo informando sobre las hostilidades. Los ataques directos contra civiles y los ataques indiscriminados están absolutamente prohibidos por el derecho internacional humanitario y pueden constituir crímenes de guerra». Amnistía Internacional declaró que el ataque era probablemente un crimen de guerra y que «no se debe permitir que Israel mate y ataque a periodistas con impunidad».
Human Rights Watch afirmó que el ataque fue aparentemente deliberado y un crimen de guerra.
Un estudio de la Organización Holandesa para la Investigación Científica Aplicada encontró probable «que un tanque Merkava, después de disparar dos rondas de munición de tanque, también haya utilizado su ametralladora contra el lugar en el que se encontraban los periodistas».
Un informe de febrero de 2024 de la Fuerza Provisional de las Naciones Unidas para el Líbano concluyó que un tanque israelí mató a Abadallah cuando disparó contra «periodistas claramente identificables», y que esto violaba el derecho internacional. El informe «evaluó que no hubo intercambio de disparos a través de la Línea Azul en el momento del incidente», y no hay registros de ningún intercambio de disparos a través de la frontera durante los 40 minutos anteriores al disparo del tanque. Las Fuerzas de Defensa de Israel respondieron al informe de las Naciones Unidas afirmando que Hezbolá los atacó, por lo que se utilizó fuego de tanques para tomar represalias.

#### Asesinato de Samer Abu Daqqa
Tras el asesinato por parte del ejército israelí de Samer Abu Daqqa, Al Jazeera declaró que remitía el caso a la Corte Penal Internacional.

#### Asesinato de Anas al-Sharif
El 10 de agosto de 2025, un ataque israelí contra una tienda de campaña que albergaba a varios periodistas en las inmediaciones del complejo hospitalario Al-Shifa causó la muerte de siete personas, entre ellas cinco miembros de la emisora Al Jazzera. Entre ellos se encontraba Anas al-Sharif, un destacado reportero árabe de Al Jazeera, a quien las Fuerzas de Defensa de Israel acusaron de liderar una célula de Hamás y de «provocar ataques con cohetes contra civiles y tropas israelíes», varios expertos de la ONU denunciaron que estas acusaciones son una «campaña de difamación». En total, diez empleados de la cadena árabe han fallecido a manos del Ejército israelí desde el comienzo de las hostilidades en octubre de 2023 y al menos 237 profesionales de la información han muerto en ataques israelíes desde entonces. Ataques que las autoridades gazatíes denunciaron como «con premeditación, deliberadas e intencionales». El ataque fue ampliamente condenado por Al Jazeera, organizaciones defensoras de la libertad de prensa y las autoridades palestinas, calificándolo de agresión deliberada contra periodistas.

### Violencia sexual y violaciones
Las mujeres palestinas en Gaza también han denunciado amenazas de violación y violencia sexual por parte de soldados israelíes. En declaraciones al Euro-Mediterranean Human Rights Monitor, una mujer palestina, que estaba embarazada, describió cómo un soldado israelí la obligó a desnudarse y la amenazó con violarla.
El 14 de diciembre de 2023, un grupo de expertos de las Naciones Unidas declaró que las mujeres y niñas en Cisjordania y la Jerusalén Este ocupada están en «riesgo constante de sufrir violencia por parte de los colonos». Los expertos señalaron que las mujeres palestinas en la Cisjordania ocupada «han enfrentado una mayor discriminación, acoso, agresión sexual y ataques por parte de las autoridades y los colonos israelíes» desde el 7 de octubre.
El 19 de febrero de 2024, un grupo de relatores especiales de las Naciones Unidas publicó un informe en el que se afirmaba: «Las mujeres y niñas palestinas detenidas también han sido sometidas a múltiples formas de agresión sexual, como ser desnudadas y registradas por oficiales varones del ejército israelí. Según informes, al menos dos detenidas palestinas fueron violadas». En respuesta al informe, un portavoz del Departamento de Estado de Estados Unidos dijo: «Los civiles y los detenidos deben ser tratados humanamente y de acuerdo con el derecho internacional humanitario». La ONG Médicos por los Derechos Humanos-Israel también describió la humillación sexual de los detenidos, incluidos insultos sexuales y orinar a los prisioneros. La Sociedad de Prisioneros Palestinos afirmó que los hombres habían sido sometidos a graves agresiones sexuales, incluidos intentos de violación y registros corporales desnudos.
Reem Alsalem, relatora especial de la ONU sobre la violencia contra mujeres y niñas, criticó la falta de denuncias de violencia sexual contra los palestinos, afirmando: «La violación y otras formas de violencia sexual pueden constituir crímenes de guerra, crímenes contra la humanidad o un acto constitutivo con ¡Respeto al genocidio! ¡Debe parar!»
Una investigación de Haaretz de abril de 2024 descubrió que los prisioneros de la prisión de Ktzi'ot eran desnudados y humillados rutinariamente, y también eran golpeados deliberadamente en los testículos mientras se les realizaban controles desnudos con un detector de metales. Una investigación del New York Times de junio de 2024 detalló las acusaciones de que los interrogadores israelíes en el campo de detención de Sde Teiman habían introducido palos de metal candentes en los anos de los detenidos. Según se informa, un detenido murió a causa de las lesiones resultantes.
En su informe de investigación de junio de 2024, ordenado por ley, la Comisión Internacional Independiente de Investigación de las Naciones Unidas sobre el Territorio Palestino Ocupado (CdI) concluyó que: «La frecuencia, prevalencia y gravedad de los delitos sexuales y de género perpetrados contra los palestinos desde el 7 de octubre en los Territorios Palestinos Ocupados (TPO) indican que formas específicas de violencia sexual y de género (VSG) forman parte de los procedimientos operativos de las Fuerzas de Seguridad de Israel (FSI)».
A principios de agosto, Ibrahim Salem, que apareció en una de las primeras fotos filtradas del campo de detención de Sde Teiman, fue liberado después de estar detenido allí durante 52 días sin cargos. Denunció torturas generalizadas, incluso por parte del personal médico, así como electrocuciones durante los interrogatorios, abusos sexuales, palizas constantes, desnudamientos forzados, manoseos genitales y frecuentes casos de violación cometidos tanto por soldados hombres como mujeres. También se violaba a niños. En un caso, un prisionero de unos 40 años fue esposado y obligado a inclinarse sobre un escritorio mientras una soldado le introducía los dedos y otros objetos en el recto. Si el prisionero se movía, un soldado situado frente a él lo golpeaba y lo obligaba a permanecer en esa posición. Según Salem, «la mayoría de los prisioneros salen con lesiones rectales [causadas por la agresión sexual]».En una entrevista con CNN, Salem afirmó que los palestinos eran transportados «como animales» a las cárceles israelíes en camiones, y describió cómo los golpeaban en los genitales con detectores de metales, así como también los violaban con una porra. Salem afirmó: «Estás exponiendo tu cuerpo a soldados hombres y mujeres que te acosan y te tocan con objetos en tus partes sensibles. Te golpean en el trasero, te tiran del pelo, te dicen obscenidades».
El 5 de agosto de 2024, la organización israelí de derechos humanos B'Tselem publicó un informe donde denunció el abuso sistemático, la tortura, la violencia sexual y la violación por parte de Israel de detenidos palestinos, titulado: «Bienvenidos al infierno: el sistema penitenciario israelí como red de campos de tortura». El informe incluye numerosos y amplios testimonios de palestinos que habían estado encarcelados en campos de detención israelíes. The Guardian también entrevistó a detenidos palestinos e informó que «respaldan [el] informe del grupo de derechos humanos B'Tselem, que dice que las cárceles ahora deberían ser etiquetadas como "campos de tortura"». El informe incluye el testimonio de un ex detenido palestino de Hebrón, en la Cisjordania ocupada, identificado como «A. H.», que describe un intento de los guardias israelíes de violarlo con una zanahoria.B'Tselem introduce el testimonio señalando que otros detenidos palestinos denunciaron incidentes similares.
Los testimonios de detenidos palestinos liberados recogidos por el Canal 4 revelaron «acusaciones impactantes de abuso físico, psicológico y sexual» cometidos por las fuerzas israelíes. En un testimonio, una víctima palestina de violencia sexual relata: «Cuando la soldado me agarró por los testículos y el pene, me hirió con las uñas, clavándolas en mi pene. Empecé a gritar y a morder el alambre».
En marzo de 2025, la Comisión de Derechos Humanos de la ONU publicó un informe sobre los abusos sexuales y de género perpetrados por Israel contra el pueblo palestino, que concluyó que el abuso sexual de los palestinos se comete «ya sea bajo órdenes explícitas o con el aliento implícito de los principales líderes civiles y militares de Israel».

### Pillaje
El pillaje o saqueo está prohibido bajo cualquier circunstancia por la Convención de La Haya, y fue reconocido como un crimen de guerra tanto al final de la Primera Guerra Mundial como en los juicios de Núremberg, al final de la Segunda Guerra Mundial. Varios medios de comunicación israelíes han documentado el extensivo uso del pillaje por parte del ejército israelí en su campaña en la Franja de Gaza. De hecho, numerosos soldados se han grabado o fotografiado a sí mismos robando gran número de objetos de las viviendas demolidas por el ejército o desalojadas por los desplazados palestinos, desde joyas y dinero hasta motocicletas, aspiradoras o teléfonos móviles. En un comunicado emitido a mediados de febrero, el propio jefe de Estado mayor de Israel, Herzi Halevi, pidió a los soldados que «no cojan nada que no sea nuestro». Sin embargo, el saqueo se ha convertido en una costumbre muy extendida y tolerada e incluso practicada por los oficiales del ejército. Hay incluso una unidad del ejército israelí dedicada específicamente a incautar tanto dinero como otros bienes que dictamina que son de Hamás. La principal abogada del ejército israelí advirtió que diversos actos llevados a cabo por sus soldados, entre los que citó «el pillaje, que incluye el uso o el robo de propiedad privada para propósitos no operativos», van «más allá del aspecto disciplinario y cruzan la barrera de lo criminal».

### Comercio de armas con Israel
Los Estados que transfirieron armas a Israel enfrentaron acusaciones de violaciones del derecho internacional. En febrero de 2024, un grupo de más de una docena de relatores especiales de las Naciones Unidas declaró que cualquier exportación de armas o municiones a Israel «probablemente violaría el derecho internacional humanitario». Los expertos de la ONU afirmaron que las partes firmantes del Tratado de comercio de armas tienen obligaciones adicionales de negar las exportaciones de armas si éstas podrían usarse para violaciones graves del derecho internacional humanitario. El grupo ha solicitado un embargo de armas total a Israel. En un comunicado, Human Rights Watch afirmó que la negativa del Reino Unido a suspender la transferencia de armas a Israel lo pone «en riesgo de no prevenir y ser cómplice de violaciones graves del derecho internacional, incluidos crímenes de guerra y crímenes contra la humanidad».
En marzo de 2024, Nicaragua presentó una demanda ante la Corte Internacional de Justicia contra Alemania, donde afirmaba que su apoyo político, financiero y militar a Israel estaba facilitando el genocidio en Gaza.
La ministra de Asuntos Exteriores de Canadá, Mélanie Joly, fue demandada por el grupo Abogados Canadienses por los Derechos Humanos Internacionales por autorizar la exportación de armas utilizadas por Israel para violar el derecho internacional. El Gobierno de Dinamarca fue demandado por Oxfam, Amnistía Internacional, ActionAid International y Al-Haq por sus transferencias de armas a Israel, estas organizaciones afirmaron que: «Dinamarca viola las normas internacionales sobre el comercio de armas y corre el riesgo de convertirse en cómplice de violaciones del derecho internacional humanitario incluidos crímenes de guerra... y un genocidio plausible».
El 19 de marzo, la ministra de Asuntos Exteriores de Canadá confirmó que su país suspenderá la exportación de armas a Israel después de que el Parlamento aprobase una moción no vinculante con esta misma petición. La moción, impulsada por el Nuevo Partido Democrático y aprobada con 204 votos a favor frente a 117 en contra, incluye un alto el fuego inmediato en Gaza, la entrega de las armas por parte de Hamás, así como la liberación de todos los rehenes retenidos por el grupo islamista.
Después de que el ministro de Asuntos Exteriores del Reino Unido, Andrew Mitchell, afirmara que se estaba revisando el cumplimiento israelí del derecho internacional humanitario, el Secretario de Asuntos Exteriores en la sombra del Reino Unido, David Lammy, afirmó que las licencias de exportación de armas deberían denegarse si «existe un riesgo claro de que los artículos puedan usarse para cometer o facilitar una grave violación del derecho internacional humanitario». 600 abogados del Reino Unido, incluidos tres exjueces de la Corte Suprema del Reino Unido, afirmaron que el armamento entregado a Israel por parte del Reino Unido era una violación del derecho internacional. Tras los informes del Ministerio de Asuntos Exteriores del Reino Unido que determinaron que Israel había violado el derecho internacional humanitario, Geoffrey Nice declaró: «Los países que suministran armas a Israel ahora pueden ser cómplices de una guerra criminal».
En marzo de 2024, Human Rights Watch y Oxfam afirmaron que Israel estaba cometiendo violaciones del derecho internacional humanitario con armas proporcionadas por Estados Unidos. Según dijo Sarah Yager, directora de Human Rights Watch en Washington. «Dadas las hostilidades en curso en Gaza, las garantías del gobierno israelí a la administración Biden de que está cumpliendo con los requisitos legales estadounidenses no son creíbles».
El viernes 5 de marzo de 2024, el Consejo de Derechos Humanos de la ONU aprobó una resolución que exige a sus Estados miembro el cese de la venta de armas a Israel, «condena las acciones israelíes que pudieran ser constitutivas de una depuración étnica» contra la población palestina e insta al Gobierno israelí a que asuma su responsabilidad jurídica para evitar un genocidio. El Consejo también pidió a la Comisión Internacional Independiente de Investigación sobre el Territorio Palestino Ocupado que «informe sobre la transferencia o venta a Israel, tanto directa como indirecta, de armas, municiones, piezas, componentes y artículos de doble uso». También solicitó a dicha comisión que especifique si «esta clase de material que haya sido utilizado desde el 7 de octubre de 2023» y que «analice las consecuencias jurídicas de esas transferencias, aplicando el derecho internacional humanitario y el derecho internacional consuetudinario relativo a la responsabilidad del Estado y el Tratado sobre el Comercio de Armas, cuando proceda».
El 28 de abril, el diario Le Monde publicó un reportaje en el que afirmaba que Francia había suspendido algunas exportaciones de armamento a Israel desde el inicio de la ofensiva en Gaza. En concreto habría interrumpido las entregas de piezas utilizadas para fabricar obuses de artillería. según el diario francés el objetivo sería reducir las exportaciones de armamento a Israel al mínimo sin «cortar completamente las relaciones militares».
En mayo de 2024, Amnistía Internacional pidió a todos los Estados que cesen las transferencias de armas a Israel y Palestina mientras exista «el riesgo de que puedan utilizarse para cometer o facilitar violaciones graves del derecho internacional».
El 7 de abril de 2025, el Gobierno de Países Bajos anunció que endurecerá los controles de exportación de material militar a Israel, especialmente de aquellos productos que puedan tener una finalidad tanto civil como militar, debido a la situación en la Franja de Gaza. En febrero de 2024, un tribunal de La Haya ordenó al gobierno que paralizara las exportaciones a Israel de piezas de F-35 ante el riesgo de que se utilizaran en violaciones del Derecho Internacional en Gaza.

### Impacto ambiental
La guerra Israel-Gaza ha causado un gran impacto ambiental. Debido al gran daño ambiental causado por la guerra Israel-Gaza, incluida una combinación de destrucción de tierras agrícolas, desplazamiento de personas, bombardeos y el bloqueo israelí, la Franja de Gaza está experimentando hambruna. En marzo de 2024, casi la mitad de la cubierta arbórea y las tierras de cultivo de Gaza habían sido destruidas.
Los bombardeos y el bloqueo israelíes han provocado un colapso total de la infraestructura civil de Gaza, incluido el tratamiento de aguas residuales, la eliminación de desechos, la gestión del agua y el suministro de combustible. El agua ha sido contaminada por 100 000 metros cúbicos de aguas residuales que se vierten al mar cada día debido a que Israel cortó el suministro de combustible. El agua subterránea ha sido contaminada por toxinas y municiones, y el aire ha sido contaminado por el humo y las partículas de los bombardeos. Los suelos han sido degradados por el desarraigo de árboles y contaminados por toxinas, municiones, intensos bombardeos y demoliciones. Los bombardeos del ejército israelí han creado 37 millones de toneladas de escombros y materiales peligrosos, muchos de los cuales contienen restos humanos y decenas de miles de bombas.
La magnitud y el impacto duradero de la destrucción sistemática e intencional de la agricultura en Gaza han llevado a que el grupo de investigación Forensic Architecture de Goldsmiths, University of London y la Red Palestina de ONG medioambientales soliciten que el gobierno israelí sea investigado bajo el Estatuto de Roma por el crimen de guerra de ecocidio por «daños generalizados, duraderos y graves al medio ambiente natural».

### Líbano
El 23 de abril de 2025 la organización humanitaria Human Rights Watch (HRW) acusó a Israel de llevar a cabo «ataques indiscriminados contra civiles» en Líbano, en relación con dos bombardeos de las tropas israelíes en septiembre y noviembre de 2024 contra la localidad de Yunine que se saldaron con 33 muertos, entre ellos quince niños, ataques que deberían ser investigados como crímenes de guerra. Según informó Ramzi Kaiss, investigador sobre Líbano de HRW, «cada vez surgen más pruebas de que las fuerzas israelíes fracasaron repetidamente a la hora de proteger a los civiles ni los distinguieron adecuadamente de los objetivos militares durante sus ataques en Líbano en 2023 y 2024».

### Yemen
En agosto de 2024, Human Rights Watch calificó los ataques israelíes en Yemen en julio de 2024 como un posible crimen de guerra, ya que aparentemente fueron un «ataque indiscriminado o desproporcionado contra civiles».

## Por Hamás y otros grupos palestinos
Determinar la aplicabilidad de las leyes de la guerra a los grupos militantes es una cuestión difícil, ya que tanto el Consejo de Europa como el Comité Internacional de la Cruz Roja señalan que el derecho internacional público trata la guerra y el terrorismo como categorías jurídicas separadas.   Los gobiernos de Israel, Estados Unidos, la UE, el Reino Unido, Japón y Canadá definen a Hamás como un grupo terrorista. Sin embargo, otros países no están de acuerdo con esta caracterización y afirman que no lo es.  Si bien el término «derecho internacional» se refiere a los estados, también se aplica a las fuerzas armadas insurgentes y terroristas. Incluso si una insurgencia se considera legal, es decir, cumple con los criterios de «causa justa», debe adherirse a los principios de «medios justos». En cuanto a Hamás y sus combatientes, incluso si tienen un presunto derecho a luchar contra lo que llaman una "ocupación israelí", aun así deben respetar las reglas legales de «discriminación», «proporcionalidad» y «necesidad militar». 
El 9 de octubre de 2023, Human Rights Watch declaró que los aparentes ataques contra civiles, los ataques indiscriminados y la toma de rehenes por parte de Hamás equivalían a crímenes de guerra. 
El 10 de octubre de 2023, la ACNUDH declaró que la toma de rehenes y el uso de escudos humanos eran crímenes de guerra.  El jefe de Derechos Humanos de las Naciones Unidas, Volker Türk, señaló que los «horribles asesinatos en masa» de los grupos militantes eran violaciones del derecho internacional. 

### Masacres

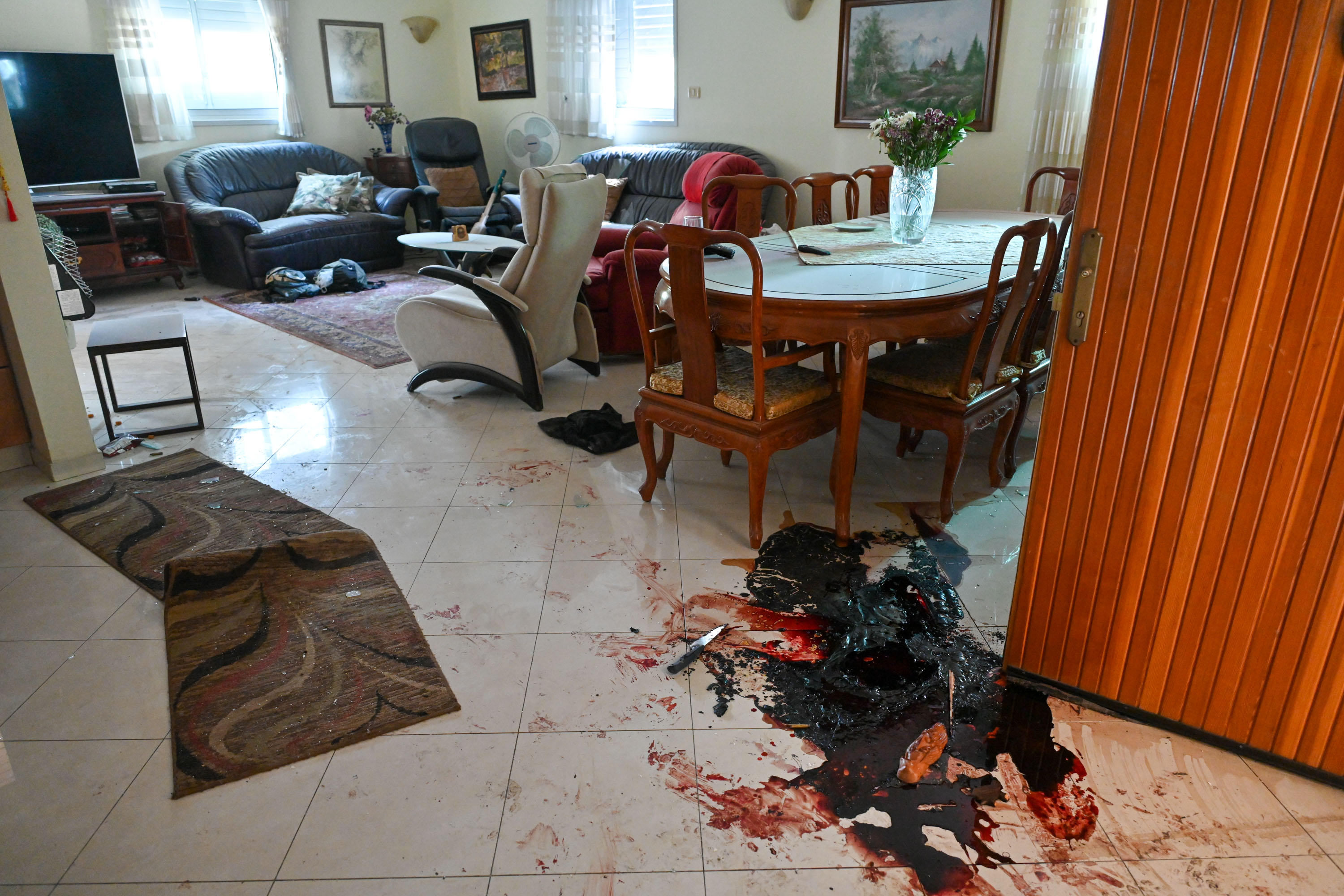
Escena de una casa israelí tras la masacre de Be'eri llevada a cabo por Hamás.

El 12 de octubre, el académico estadounidense Jens David Ohlin argumentó que los ataques de Hamás violaban potencialmente los artículos 6 a 8 del Estatuto de Roma.  Ohlin afirmó que los ataques podrían violar el artículo 6, si se pudiera demostrar que los perpetradores tenían «intención genocida».  El 7 de octubre, mientras sus fuerzas masacraban a civiles, Ismail Haniya, el jefe del buró político de Hamás, declaró en un discurso la intención de la Operación Inundación de Al-Aqsa, diciendo: «Queremos liberar nuestra tierra, nuestra tierra sagrada, nuestros sitios, nuestra mezquita de Al-Aqsa, nuestros prisioneros». Concluyó con la declaración: «A [los enemigos], sólo tenemos una cosa que decirles: salgan de nuestra tierra. Salgan de nuestra vista. Salgan de nuestra ciudad de Al-Quds [Jerusalén] y de nuestra Mezquita de al- Aqsa. Ya no deseamos verlos en esta tierra. Esta tierra es nuestra, Al-Quds es nuestra, todo [aquí] es nuestro. Ustedes son extraños en esta tierra pura y bendita. No hay lugar seguro para ustedes».  
Según Ohlin, los grupos militantes violaban el artículo 7 si había pruebas de que los ataques habían sido parte de un «plan o política» organizado.  Finalmente, argumentó Ohlin, los grupos militantes violaron el artículo 8 al matar a civiles.  El 7 de octubre, los grupos militantes masacraron a civiles.  260 murieron en el festival de música de Re'im, 112 en Be'eri y 73 en Kfar Aza.  Según los informes, las víctimas fueron sometidas a inmolación, desmembramiento y decapitación.  El 15 de octubre, un grupo de 100 expertos en derecho israelí e internacional argumentaron que los vídeos publicados en las redes sociales mostraban crímenes de guerra.  A principios de diciembre de 2023, el fiscal jefe de la Corte Penal Internacional (CPI), Karim Ahmad Khan, visitó Israel en respuesta a una solicitud de un grupo que representa a las familias de las víctimas del ataque de Hamás contra Israel el 7 de octubre. Dijo que los ataques contra civiles israelíes inocentes el 7 de octubre constituyen algunos de los crímenes internacionales más graves que conmocionan la conciencia de la humanidad, crímenes para los que se creó la CPI. Khan enfatizó que los crímenes no fueron asesinatos al azar” y señaló que Hamás “perseguía a la gente” y que “los niños eran secuestrados de sus cunas”. Añadió que su oficina está dispuesta a cooperar con Israel en la investigación de los acontecimientos del 7 de octubre  
En la masacre del festival de música de Re'im, los militantes de Hamás masacraron a 270 civiles, disparando metódicamente a los asistentes que huían y se escondían, además de tomar rehenes, en el mayor ataque terrorista contra conciertos de la historia. Testigos han informado que algunas de las mujeres capturadas fueron violadas.   
En la masacre de Be'eri, aproximadamente 70 militantes de Hamás masacraron al menos a 130 personas, aproximadamente el 10% de la población de Be'eri, incluidas mujeres, niños y bebés.  Una vez dentro del kibutz, fueron casa por casa, disparando o capturando a los residentes.  

### Toma de rehenes

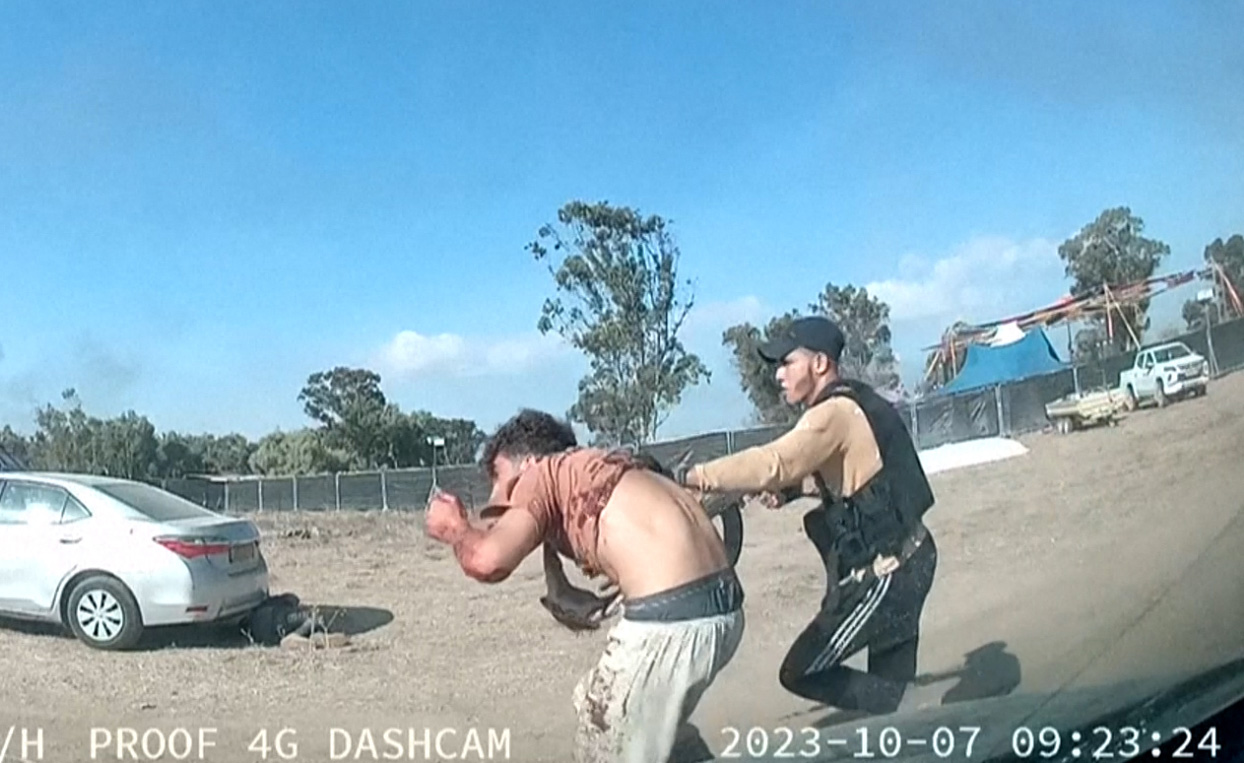
Militante liderando a un hombre durante la masacre del festival de música de Re'im que dejó al menos 360 muertos y otros tomados como rehenes.

La toma de rehenes está prohibida en conflictos armados no internacionales según el artículo 1(b) del artículo 3 común de los Convenios de Ginebra y el derecho internacional humanitario consuetudinario, y está reconocida como crimen de guerra en virtud del Estatuto de Roma de la Corte Penal Internacional. La toma de rehenes se define como detener a una persona con amenazas de hacerle daño para obligar a un tercero a actuar o abstenerse de actuar como condición para la seguridad del rehén. Los rehenes pueden ser civiles o personas que no participan activamente en las hostilidades, incluidos miembros de las fuerzas armadas rendidos o detenidos. 
Durante el ataque de Hamás, unos 200 personas fueron tomadas como rehenes por militantes.  Según la Convención de Ginebra, la toma de rehenes se considera una «infracción grave».   En respuesta a los ataques aéreos israelíes contra residencias civiles, Hamás amenazó el 13 de octubre con ejecutar a un rehén cada vez que Israel bombardeara una casa sin previo aviso.  Estas acciones no se llevaron a cabo. Omar Shakir, director de Israel y Palestina de Human Rights Watch, afirmó que la toma de rehenes era un «crimen atroz» sin justificación.  Amnistía Internacional señaló que las acciones de los grupos militantes, incluida la toma de rehenes, «violaban flagrantemente el derecho internacional». 

### Escudos humanos
Las Fuerzas de Defensa de Israel alegan que Hamás utiliza a civiles como escudos humanos.   Esta acusación ha recibido el apoyo del Reino Unido, Estados Unidos, Australia y la Comisión Europea.  Al Jazeera señala: «Sin embargo, Israel no ha proporcionado pruebas concretas de sus acusaciones».  El ejército israelí argumentó además que los rehenes de los grupos militantes estaban siendo utilizados como escudos humanos.  Human Rights Watch señaló que utilizar rehenes o cualquier otra persona detenida como escudos humanos es ilegal. 
Todos los combatientes, incluidos los insurgentes, están sujetos al derecho de la guerra. Louis René Beres  ha analizado la colocación de activos militares entre poblaciones civiles palestinas, categorizándola como un delito claro y punible según el derecho internacional. El acto de perfidia, descrito como una «violación grave» en el artículo 147 del Cuarto Convenio de Ginebra, está prohibido por el Reglamento de La Haya, que prohíbe colocar activos o personal militar en zonas pobladas por civiles. Además, el Protocolo I de 1977, que complementa los Convenios de Ginebra del 12 de agosto de 1949, contiene prohibiciones relacionadas con la perfidia. Estas normas se aplican no sólo a través de los tratados mencionados sino también a través del derecho internacional consuetudinario, como lo indica el artículo 38 del Estatuto de la Corte Internacional de Justicia. A, como se subraya en el artículo 3, compartido en los cuatro Convenios de Ginebra de 1949.  Janina Dill, profesora de leyes de guerra en la Universidad de Oxford, afirmó: «Incluso si Hamás utiliza a civiles como escudos humanos, esos civiles tienen derecho a protección total según el derecho internacional a menos que participen directamente en los combates».

#### Instalaciones médicas

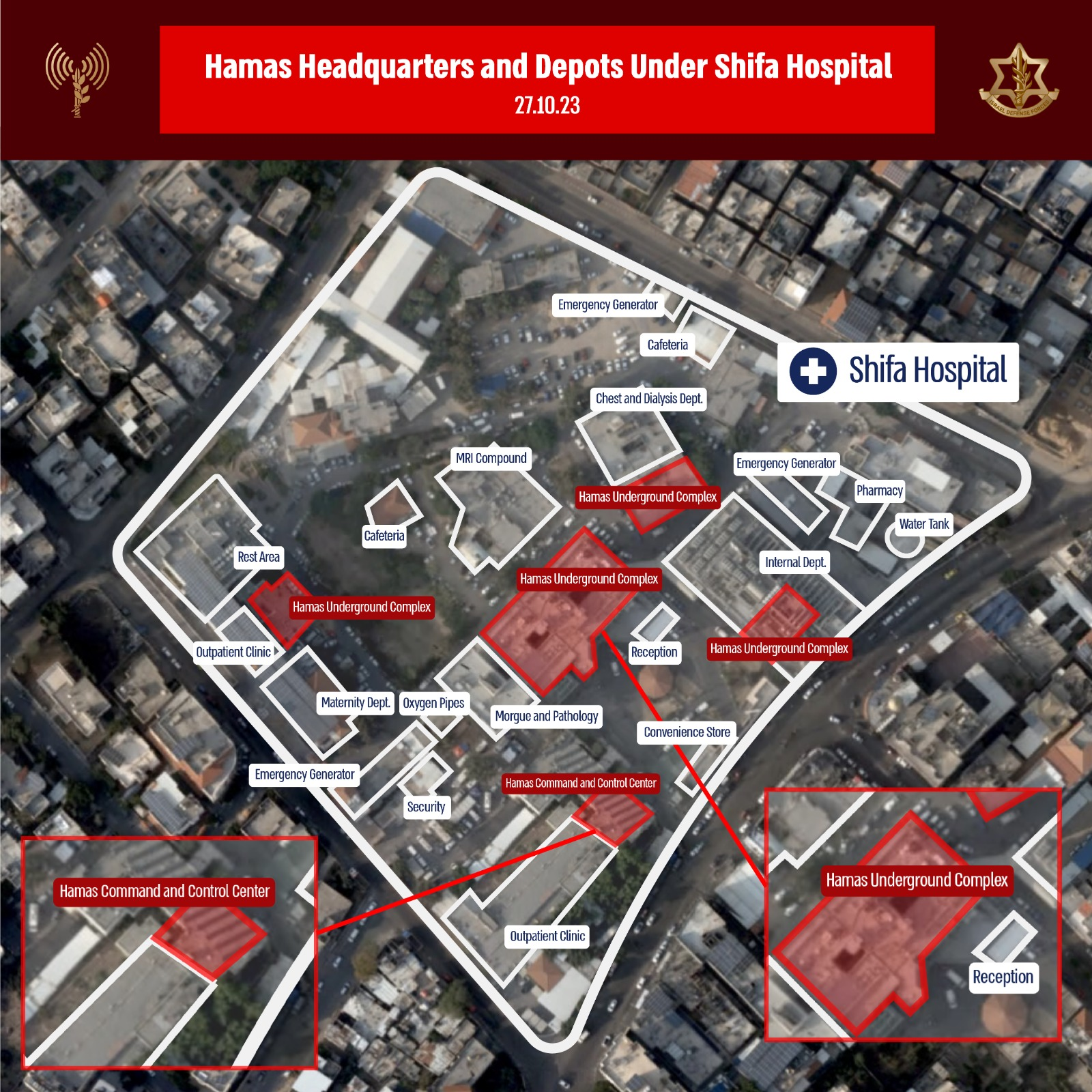
Mapa publicado por la Unidad del Portavoz de las FDI donde alega el uso militar del complejo hospitalario de al-Shifa

En tiempos de guerra, las instalaciones médicas se consideran bienes protegidos y su uso con fines militares es un crimen de guerra. La UE ha condenado a Hamás por utilizar «hospitales y civiles como escudos humanos».  Israel alegó que Hamás operaba un importante centro de mando y control debajo del hospital Al-Shiba. Según Amer Abu Awash, miembro de la fuerza Nukhba de élite de Hamás, gran parte de la infraestructura subterránea de Hamás está debajo de hospitales, colocados allí para que Israel «no los ataque».   Abu Awash hizo esta afirmación mientras estaba esposado y siendo interrogado por las FDI. 
Las afirmaciones de Israel han sido refutadas por el personal médico y por organismos internacionales.  Ghassan Abu Sittah, médico en al-Shifa, calificó la afirmación de Israel de que Hamás utiliza el hospital como una «excusa extravagante» para bombardearlo.  En respuesta a las acusaciones de las FDI, el médico noruego Mads Gilbert,  que trabajó tanto en al-Shifa como en al-Quds, afirmó que Israel tenía un historial bien documentado de ataques a instalaciones sanitarias civiles sin proporcionar nunca pruebas reales de que fueron utilizados con fines militares.   El 13 de noviembre, el académico israelí Neve Gordon  afirmó que Israel estaba «abusando de las leyes de la guerra» para justificar sus ataques a hospitales. 
El 5 de noviembre, durante la invasión de Gaza, las FDI publicaron vídeos en los que se afirmaba que combatientes de Hamás dispararon desde el hospital Sheikh Hamad. En respuesta, el funcionario catarí Mohammed El Emadi condenó la afirmación de Israel, afirmando que se hizo «sin pruebas concretas ni una investigación independiente» y era un «intento flagrante de justificar los ataques de la ocupación contra instalaciones civiles».  El video de las FDI también mostró una entrada a un complejo subterráneo, que según dijeron conducía a la red de túneles de Hamás.  Una investigación de Al-Jazeera encontró que la supuesta «entrada del túnel» era en cambio una trampilla para el depósito de agua del hospital, que ha existido desde la construcción del mismo.  En respuesta a las acusaciones de Israel, Hamás solicitó a las Naciones Unidas que formaran un comité internacional para inspeccionar hospitales y verificar las «falsas afirmaciones» de Israel de que los utiliza para disparar cohetes. 
El 14 de noviembre, CNN visitó lo que Israel describió como la casa de los comandantes de Hamás, situada entre una escuela y un hospital, y vio un túnel debajo que, según Israel, conducía en una dirección a la escuela y en la otra dirección al hospital. Al visitar el hospital, Israel mostró armas que dijeron haber encontrado en un arsenal allí, así como indicios no confirmados de que podrían haber rehenes allí.  Según The New York Times, los orígenes de las armas mostradas en el vídeo no pudieron verificarse de forma independiente.  Charles Lister, Director del Programa de Contraterrorismo y Extremismo del Instituto de Medio Oriente, afirmó que las imágenes de las FDI indicaban claramente que el sótano era un refugio antiaéreo.  Mohammed Zaqout, funcionario del Ministerio de Salud de Gaza responsable de los hospitales de Gaza, afirmó que el sótano era un refugio para mujeres y niños. 
En diciembre de 2023, The Washington Post analizó el material publicado por Israel, junto con imágenes satelitales y otro material disponible públicamente, y concluyó que las salas conectadas a una red de túneles no mostraban ninguna evidencia de haber sido utilizadas por Hamás, y que cada una de los edificios que el portavoz de las FDI, Daniel Hagari, había identificado como «directamente involucrados» en la actividad militar de Hamás no parecían estar conectados a ninguna red de túneles. El periódico afirmó que no se había publicado ninguna evidencia que demostrara que se pudiera acceder a una red de túneles desde cualquier parte del hospital.
Las FDI afirmaron que encontraron balas, granadas y una variedad de otras armas pequeñas en el Hospital Al-Shifa y otros hospitales de la Franja de Gaza. Sin embargo, la mayor parte de lo que las FDI han mostrado está explícitamente permitido estar presente en un hospital en una zona de guerra urbana, según las Convenciones de Ginebra de 1949, las armas pequeñas y las municiones pueden llegar con los combatientes heridos y ser difíciles de eliminar en un manera oportuna.

### Ataques indiscriminados con cohetes

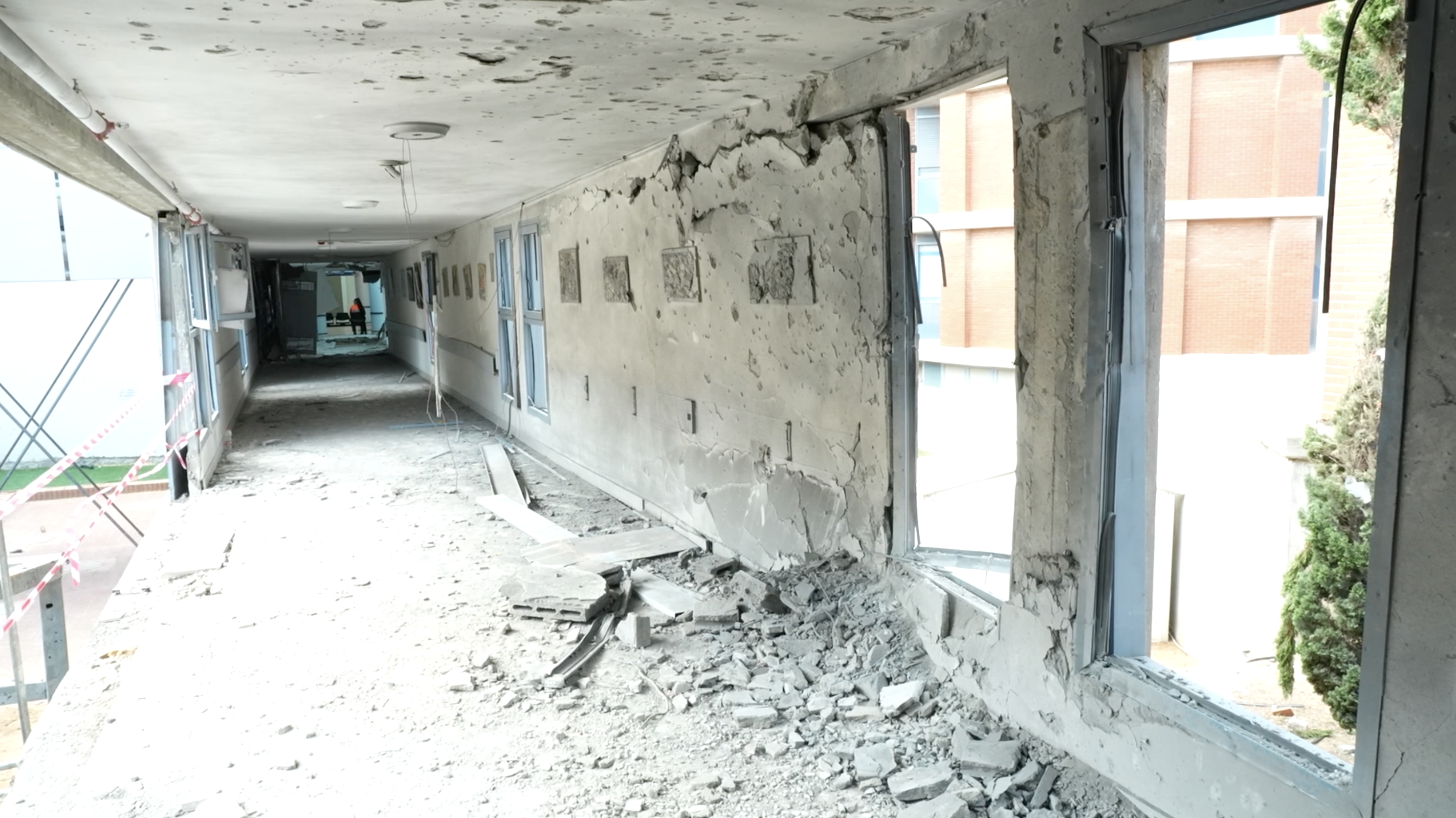
Secuelas del impacto de un cohete de Hamás contra la sala de maternidad del Centro Médico Barzilai, un hospital en el sur de Israel, durante el ataque liderado por Hamás contra Israel

El ataque del 7 de octubre incluyó al menos 3000 cohetes dirigidos hacia Israel, y se han disparado más de 8000 desde que comenzó la guerra.   Los cohetes alcanzaron lugares tan lejanos como Tel Aviv y las afueras de Jerusalén.  Human Rights Watch calificó los ataques con cohetes de indiscriminados.   Entre ellos se incluyen repetidos ataques directos contra instalaciones médicas, como el Centro Médico Barzilai en Ascalón, incluidas instalaciones pediátricas del Instituto de Desarrollo Infantil.  Organizaciones y académicos de derechos humanos han condenado los ataques indiscriminados con cohetes como un crimen de guerra.  

### Violencia y abuso sexuales
Según equipos forenses militares israelíes, durante los ataques a ciudades israelíes el 7 de octubre de 2023, hay informes de que militantes de Hamás supuestamente violaron, agredieron y mutilaron a mujeres y niñas israelíes.   Según algunos comunicados los cuerpos de las víctimas de los ataques de Hamás del 7 de octubre mostraban múltiples signos de violación y abuso, aunque sigue habiendo controversias y debate al respecto. El personal militar denunció múltiples casos de violación y «etapas graves de abuso». Hamás fue acusado de violencia de género, crímenes de guerra y crímenes de lesa humanidad.     Shelly Harush, la oficial de policía que dirigió la investigación, contó al Times el 2 de diciembre de 2023: «Ahora está claro que los delitos sexuales eran parte de la planificación y el propósito era aterrorizar y humillar a la gente». 
Hamás negó haber cometido agresión sexual alguna y pidió una investigación internacional imparcial sobre las acusaciones. También condenó «la coordinación de algunos medios de comunicación occidentales con las campañas engañosas sionistas que promueven mentiras y acusaciones infundadas destinadas a demonizar la resistencia palestina».
Según el periódico The Times of Israel rehenes retenidos por Hamás sufrieron abusos sexuales.  El 26 de marzo de 2024, Amit Soussana, en una entrevista en el New York Times, se convirtió en la primera y única rehén israelí en decir públicamente que Hamás había abusado sexualmente de ella mientras estaba en cautiverio.
Posteriormente, en junio de 2024, la Comisión de Investigación independiente de las Naciones Unidas publicó un informe de investigación jurídico y exhaustivo que concluyó, que a partir de las «pruebas documentadas», que «si bien la Comisión no pudo llegar a una conclusión definitiva con respecto a la violación», existía un patrón indicativo de violencia sexual por parte de las fuerzas palestinas durante el ataque, que estos incidentes no eran aislados y que Hamás y otros grupos militantes eran responsables de violencia de género «mediante asesinatos intencionales, secuestros y abusos físicos, mentales y sexuales». La Comisión afirmó que no había podido verificar de forma independiente las acusaciones de violación debido a la obstrucción de la investigación por parte de Israel. También determinó que algunas de las acusaciones eran falsas y que «no había pruebas creíbles» de que los militantes palestinos «recibieran órdenes de cometer violencia sexual», y por lo tanto no podía sacar conclusiones sobre el tema.
En enero de 2025, el exjefe de la división de casos de seguridad de la fiscalía del Distrito Sur de Israel dijo que no había ningún caso penal relacionado con violaciones supuestamente cometidas por miembros de Hamás debido a la falta de pruebas y de denunciantes.

### Niños soldados
Según el canal francés France 24, La Guardia Revolucionaria de Irán ha estado intentando reclutar voluntarios, incluidos niños, para luchar junto a Hamás contra Israel.  El uso y reclutamiento de niños menores de 15 años es un crimen de guerra.

## Acusaciones de genocidio

### Acusaciones de genocidio cometido por Israel

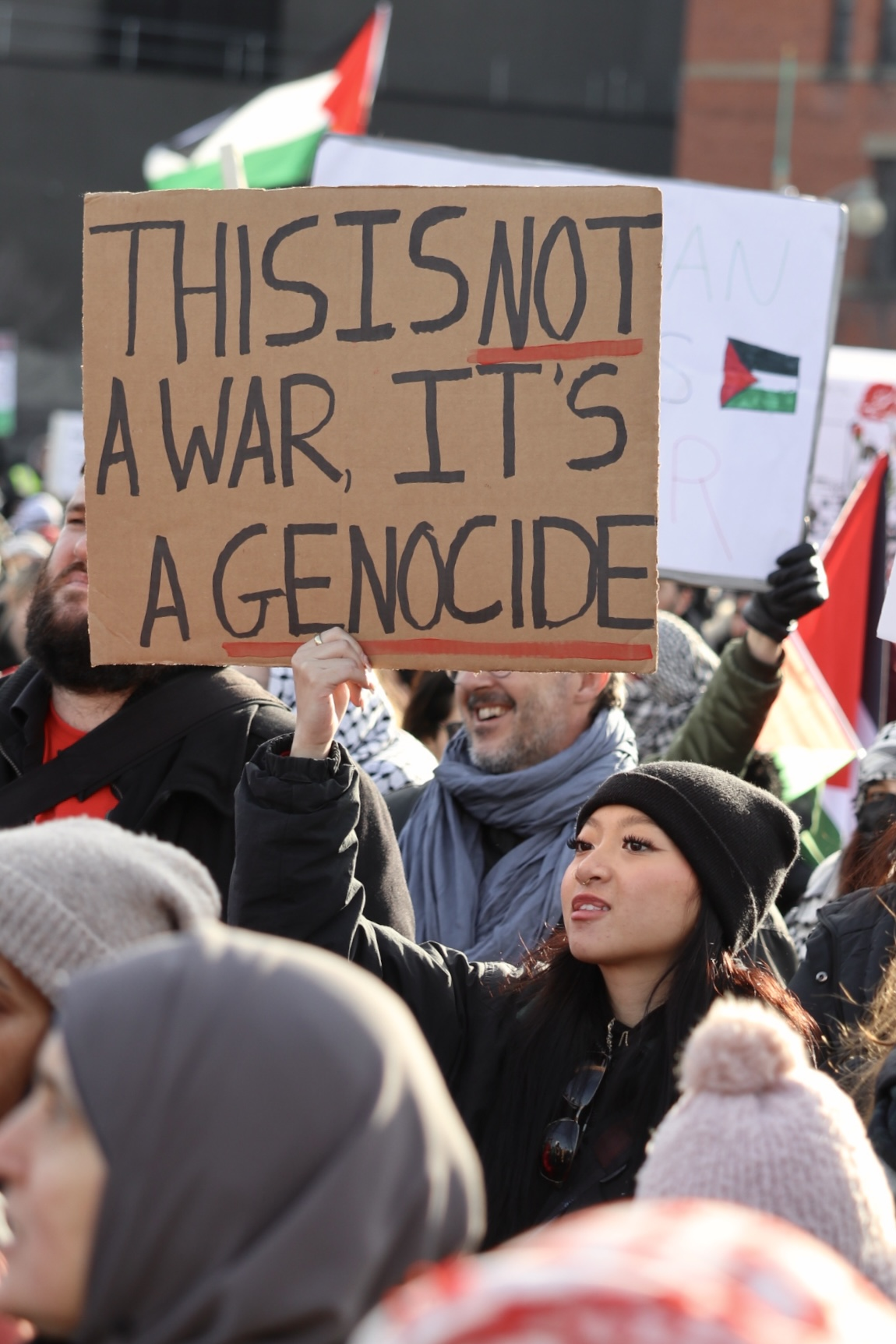
Marcha pro palestina en Ottawa (Canadá) el 25 de noviembre de 2023. En el cartel se puede leer «Esto no es una guerra, es un genocidio»

El 17 de octubre, 10 días después del inicio de la guerra, 880 estudiosos del derecho internacional y el genocidio firmaron una declaración pública que decía: «Como académicos y profesionales del derecho internacional, los estudios de conflictos y los estudios sobre el genocidio, nos vemos obligados a hacer sonar la alarma sobre la posibilidad de que las fuerzas israelíes perpetren el crimen de genocidio contra los palestinos en la Franja de Gaza». 
La declaración instó a los organismos de la ONU, incluida la Oficina de la ONU para la Prevención del Genocidio y la Responsabilidad de Proteger, así como a la Oficina del Fiscal de la Corte Penal Internacional a «intervenir de inmediato, llevar a cabo las investigaciones necesarias e invocar las advertencias necesarias para proteger a la población palestina del genocidio».
El 19 de octubre de 2023, en medio de la guerra en Gaza, 100 organizaciones de la sociedad civil y seis estudiosos del genocidio enviaron una carta a Karim Khan, Fiscal de la Corte Penal Internacional, pidiéndole que emitiera órdenes de arresto contra funcionarios israelíes para casos que ya estaban ante la Corte Penal Internacional; investigar los nuevos crímenes cometidos en los territorios palestinos, incluida la incitación al genocidio, desde el 7 de octubre; emitir una declaración preventiva contra crímenes de guerra; y recordar a todos los estados sus obligaciones según el derecho internacional.
La carta señalaba que los funcionarios israelíes, en sus declaraciones, habían indicado «una clara intención de cometer crímenes de guerra, crímenes contra la humanidad e incitación a cometer genocidio, utilizando un lenguaje deshumanizante para describir a los palestinos». Los seis especialistas en genocidio que firmaron el documento fueron Raz Segal, Barry Trachtenberg, Robert McNeil, Damien Short, Taner Akçam y Victoria Sanford.
El mismo día, abogados del Center for Constitutional Rights declararon que las tácticas de Israel eran «calculado para destruir a la población palestina en Gaza», y advirtió a la administración Biden que «Los funcionarios estadounidenses pueden ser considerados responsables por su fracaso en prevenir el genocidio en desarrollo de Israel, así como por su complicidad, al alentarlo y apoyarlo materialmente».
El 28 de octubre, Craig Mokhiber dimitió como director de la oficina del Alto Comisionado de las Naciones Unidas para los Derechos Humanos por la respuesta de la organización a la guerra en Gaza. En su carta de renuncia, describió la conducta militar de Israel y las acciones más amplias hacia los palestinos como «un caso de genocidio de manual».  

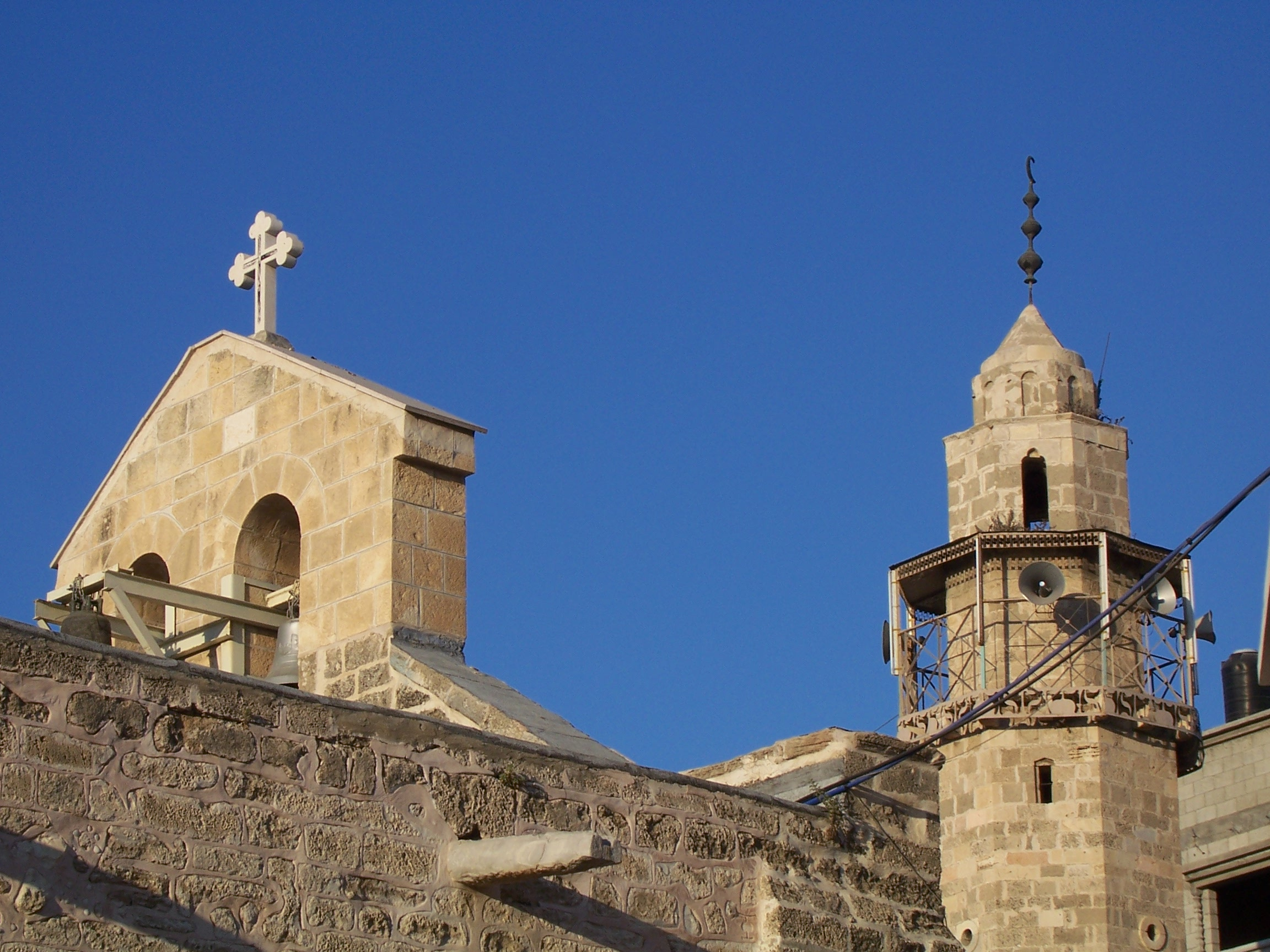
El campanario de la Iglesia de San Porfirio al lado del alminar de la mezquita Katib al-Wilaya, ambos edificios sufrieron daños en un ataque israelí

En respuesta a la destrucción de las universidades de Gaza por parte de Israel, Muhannad Ayyash, profesor de sociología en la Universidad Mount Royal, acusó a Israel de epistemicidio.  Ayyash afirmó que Israel buscaba «borrar la existencia palestina de la historia, y eso incluye atacar a los palestinos como grupo cultural, como grupo de personas que producen conocimiento». El 6 de diciembre, Israel destruyó los archivos municipales de la ciudad de Gaza, lo que llevó a la Universidad de Birzeit a afirmar que Israel estaba «arrasando deliberadamente todas las formas de vida». Israel bombardeó algunos de los sitios del patrimonio cultural más importantes de Gaza, incluida la Iglesia de San Porfirio y la Gran Mezquita.  
El 14 de noviembre, el Centro de Derechos Civiles de Nueva York presentó, en representación de organizaciones de Derechos Humanos palestinas, ciudadanos palestinos de Gaza y ciudadanos de Estados Unidos con familiares en la Franja, una demanda federal contra el presidente de Estados Unidos, Joe Biden y sus secretarios de Estado y de Defensa, Antony Blinken y Lloyd Austin, por su inacción para prevenir e incluso ayudar al Gobierno de Israel en «el genocidio que se está desarrollando» en la Franja de Gaza. En la demanda se alegaba que las acciones de Israel, incluidos los «asesinatos en masa», los ataques contra infraestructuras civiles y las expulsiones forzadas, equivalían a genocidio. Ese mismo día, el Partido de la Justicia y el Desarrollo, el partido gobernante en Turquía, presentó una demanda dirigida en última instancia a la Corte Penal Internacional contra el primer ministro israelí, Benjamín Netanyahu, a quien acusa de cometer genocidio. En una publicación en Twitter, el abogado que presentó la demanda, Metin Külünk, escribió «representando la conciencia de los ciudadanos de la República de Turquía, hemos presentado una demanda ante la Corte Penal Internacional de La Haya contra el Hitler del siglo XXI, el primer ministro israelí Netanyahu, que debe ser juzgado por el genocidio que cometió en la Franja de Gaza y por todos los crímenes contra la humanidad».
A comienzos de diciembre, tanto el emir de Catar como el presidente de Irán acusaron a Israel de estar cometiendo un genocidio en la Franja de Gaza. El 5 de diciembre, el jeque Tamim bin Hamad Al Thani, emir de Catar, criticó a la comunidad internacional por darle la espalda al pueblo palestino y acusó a Israel de cometer un genocidio en la Franja. Dos días después, el presidente de Irán, Ebrahim Raisi, declaró que «lo que está pasando en Palestina y en Gaza es, por supuesto, un genocidio y un crimen contra la humanidad». Francesca Albanese, relatora especial de la ONU sobre la situación de los derechos humanos en los territorios ocupados palestinos, declaró en una entrevista en El País: «Es muy probable que en Gaza se esté cometiendo genocidio».
El día 29 de diciembre el gobierno de Sudáfrica demandó a Israel por genocidio ante el máximo tribunal de Naciones Unidas. Según dicho comunicado «actos y omisiones de Israel (…) son de carácter genocida, ya que se cometen con la intención específica requerida (…) de destruir a los palestinos de Gaza como parte de un grupo nacional, racial y étnico más amplio».

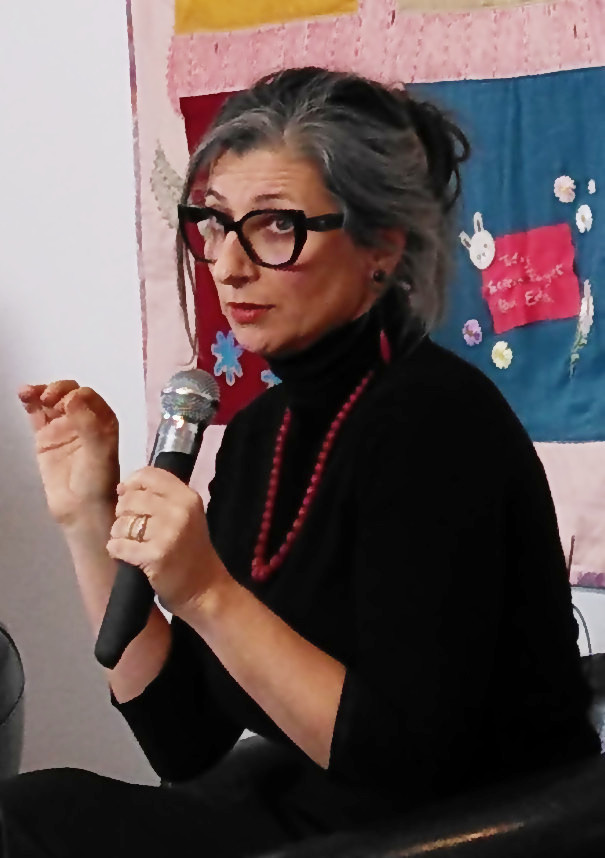
La relatora especial de las Naciones Unidas para los Territorios Palestinos ocupados quien informó al Consejo de Derechos Humanos de la ONU que las acciones de Israel en Gaza equivalían a un genocidio.

La relatora de la ONU para los Territorios Palestinos, Francesca Albanese, presentó en la 55.ª sesión del Consejo de Derechos Humanos de la ONU el informe Anatomía de un Genocidio de veinticinco páginas, donde expone que existen «motivos razonables» para concluir que Israel comete de forma intencionada al menos tres «actos genocidas» definidos como tales por la Convención para la Prevención y la Sanción del Delito de Genocidio de 1948. Afirmó que «hay motivos razonables para creer que se ha alcanzado el umbral que indica la comisión del crimen de genocidio contra los palestinos como grupo en Gaza. En concreto, Israel ha cometido tres actos de genocidio con la intención requerida: causar graves daños físicos o mentales a miembros del grupo; infligir deliberadamente al grupo condiciones de vida calculadas para provocar su destrucción física total o parcial; imponer medidas destinadas a impedir los nacimientos dentro del grupo».
Un informe presentado en noviembre por el comité especial de la ONU que investiga los presuntos abusos de Israel en los Territorios Ocupados, concluyó que las tácticas de guerra utilizadas por las FDI en la guerra en Gaza «encajan con las características de un genocidio». Según dicho informe «desde el principio de la guerra las autoridades israelíes han respaldado públicamente políticas que despojan a los palestinos de las necesidades más básicas para seguir viviendo» entre las que figuran la comida, el agua o el combustible. Consideran que el hambre se ha convertido en «arma de guerra» y que existe una voluntad de «infligir un castigo colectivo a la población palestina».
El 5 de diciembre de 2024, Amnistía Internacional publicó un informe, titulado: «"Es como si fuéramos seres infrahumanos": el genocidio de Israel contra la población palestina de Gaza», en el que detallaba actos genocidas como la «matanza de miembros de la población palestina de Gaza, lesión grave a su integridad física o mental» y «sometimiento intencional de ella a condiciones de existencia que habrían de acarrear su destrucción física». El 19 de diciembre, Human Rights Watch publicó un informe de 179 páginas donde concluye que Israel es responsable del crimen de genocidio al  infligir deliberadamente condiciones de vida que tenían por objeto provocar la destrucción de una parte de la población de Gaza, privando intencionalmente a los civiles palestinos de un acceso adecuado al agua, lo que probablemente ha causado miles de muertes. De igual manera, el director de Médicos Sin Fronteras explicó que «lo que nuestros médicos han visto sobre el terreno a lo largo de este conflicto coincide con las descripciones proporcionadas por un creciente número de expertos y organizaciones legales que afirman que está teniendo lugar un genocidio en Gaza».

### Acusaciones de genocidio cometido por militantes palestinos
Algunos líderes de opinión pro israelí consideran que Hamás alberga aspiraciones genocidas, por ejemplo, dicen que su Carta Fundacional de 1988 incluye un llamado a matar judíos.   ninguno de los artículos de dicha carta hacen un llamamiento de esa índole. Expertos jurídicos y de genocidio condenaron el ataque como una grave violación del derecho internacional y afirmaron que Hamás ejecutó estos actos con la intención de destruir al grupo nacional israelí.     Más de 100 académicos internacionales describieron las acciones como probablemente cumpliendo con la definición de genocidio, diciendo: «Como estos actos horrendos y generalizados parecen haber sido llevados a cabo con la 'intención de destruir, total o parcialmente' a un grupo nacional -los israelíes-, un objetivo declarados explícitamente por Hamás, constituyen muy probablemente un crimen internacional de genocidio, proscrito por la Convención sobre Genocidio y el Estatuto de Roma de la Corte Penal Internacional». 
La organización estodounidense Genocide Watch, apoyó estas acusaciones, diciendo que «Hamás atacó a israelíes simplemente porque eran israelíes. Fue la masacre de judíos más mortífera registrada desde el Holocausto. Irán, Hamás, Hezbolá y la Jihad Islámica Palestina han expresado su intención genocida de destruir la nación de Israel. Las masacres de Hamás constituyeron actos de genocidio». 
Algunos comentaristas han señalado la carta fundacional de Hamás, que contiene lenguaje antisemita, aboga por la destrucción de Israel y, según algunos de los investigadores, implica un llamado al genocidio de los judíos. Esto ha llevado a sugerir que los ataques del 7 de octubre fueron un esfuerzo por cumplir esta agenda.     

## Reacciones internacionales

### Gobiernos

##### Jefes de Estado

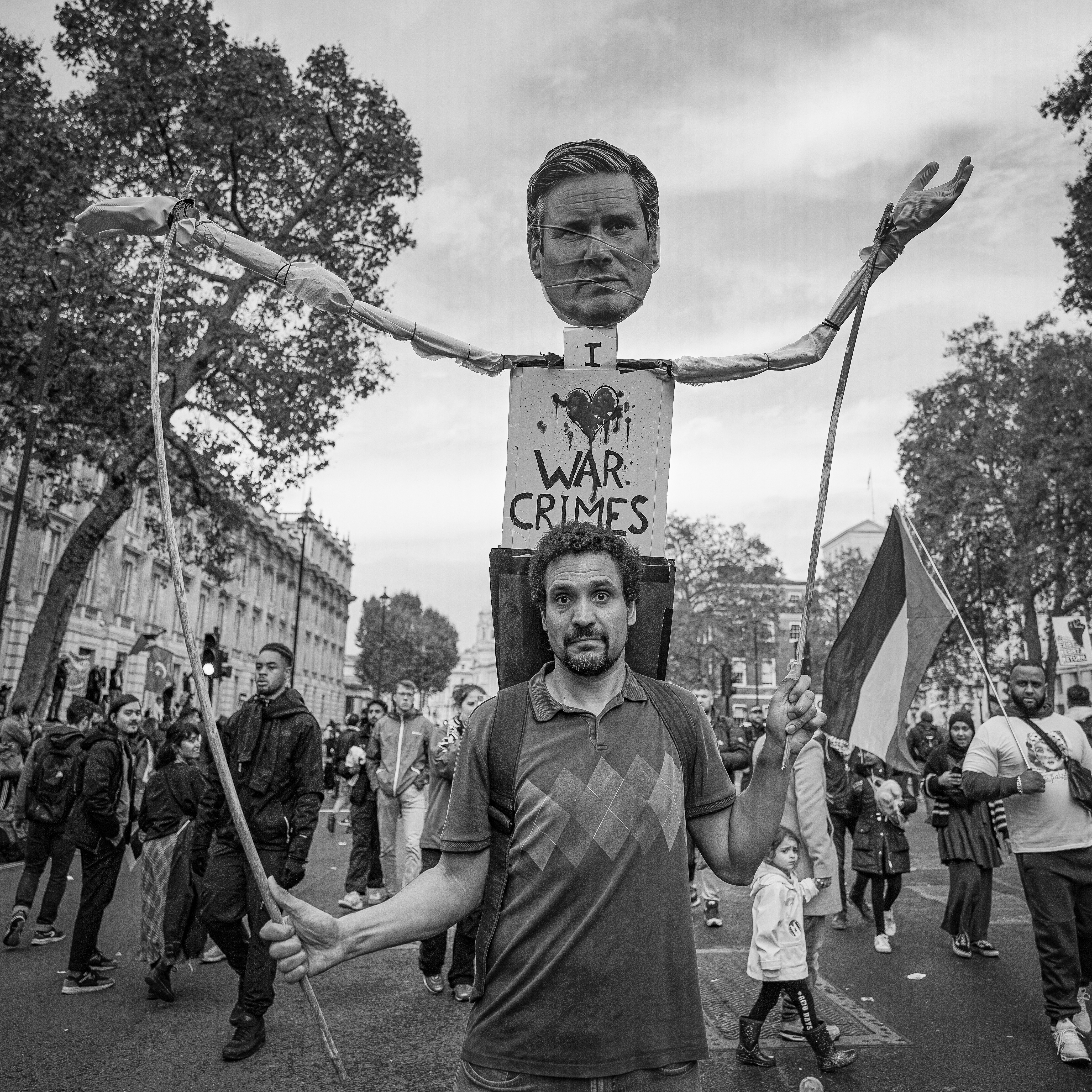
Manifestante que crítica al líder laborista Keir Starmer, 28 de octubre de 2023

Funcionarios gubernamentales de todo el mundo criticaron los crímenes de guerra de Israel. El presidente turco, Recep Tayyip Erdoğan, criticó a los países occidentales por su complicidad cuando Israel cometió crímenes de guerra. El presidente colombiano Gustavo Petro calificó la campaña de Israel de genocidio. El presidente egipcio Abdel Fattah al-Sisi y el rey Abdullah II de Jordania condenaron el castigo colectivo de Gaza. El presidente irlandés, Michael D. Higgins, exigió que la masacre del hospital Bautista Al Ahli fuera investigada como crimen de guerra. El presidente chileno Gabriel Boric condenó el «castigo colectivo» de Israel a la población civil de Gaza presidente sudafricano Cyril Ramaphosa condenó el castigo colectivo de Gaza.
El presidente brasileño, Luiz Inácio Lula da Silva, afirmó: «No es una guerra, es un genocidio». La vice primera ministra belga, Petra De Sutter, pidió sanciones contra Israel y una prohibición de la UE para los países responsables de crímenes de guerra. El 10 de noviembre, el primer ministro noruego, Jonas Gahr Støre, afirmó que las acciones de Israel violaban las leyes internacionales de guerra. El primer ministro español, Pedro Sánchez, describió las acciones israelíes en Gaza como «asesinatos indiscriminados» y afirmó que tenía «serias dudas» de que Israel estuviera siguiendo el derecho internacional. El presidente palestino Mahmoud Abbas calificó las acciones de Israel en Gaza como genocidio. El primer ministro irlandés Leo Varadkar afirmó que Israel estaba cometiendo un castigo colectivo. El primer ministro catarí, Mohammed bin Abdulrahman Al Thani, pidió una investigación internacional inmediata sobre los crímenes de guerra israelíes.
Una cumbre conjunta árabe-musulmana celebrada en Riad el 11 de noviembre de 2023 pidió a la Corte Penal Internacional que investigara los «crímenes de guerra y crímenes contra la humanidad que Israel está cometiendo» en los territorios palestinos y que pusiera fin de inmediato a los combates en Gaza. A la cumbre asistieron decenas de líderes, entre ellos el presidente iraní Ebrahim Raisi, el presidente turco Tayyip Erdogan, el emir Tamim bin Hamad Al Thani de Catar y el presidente sirio Bashar al-Assad, que fue admitido nuevamente en la Liga Árabe a principios de 2023. El Príncipe Mohammed bin Salman expresó su «condena y rechazo categórico de esta guerra bárbara contra nuestros hermanos en Palestina».

##### Ministros extranjeros
El ministro de Asuntos Exteriores de China, Wang Yi, afirmó que Israel estaba castigando colectivamente a Gaza. El ministro de Asuntos Exteriores de Indonesia, Retno Marsudi, describió las acciones israelíes en Gaza como crímenes contra la humanidad. Abdulla Shahid, ministro de Asuntos Exteriores de Maldivas, advirtió que la evacuación del norte de Gaza podría equivaler al «crimen de guerra de traslado forzoso». El ministro de Asuntos Exteriores iraní, Hossein Amirabdollahian, describió los acontecimientos como genocidio y un crimen contra la humanidad.
El ministro de Asuntos Exteriores ruso, Serguéi Lavrov, criticó la fuerza «indiscriminada» de Israel y las violaciones «flagrantes» del derecho internacional humanitario, afirmando que el conflicto corría el riesgo de crear una crisis que duraría «muchas décadas, si no siglos». El ministro de Asuntos Exteriores sirio, Faisal Mekdad, calificó las acciones israelíes de genocidio. En una declaración conjunta, los ministros de Relaciones Exteriores de nueve países árabes (Emiratos Árabes Unidos, Jordania, Baréin, Arabia Saudita, Omán, Catar, Kuwait, Egipto y Marruecos) describieron las acciones israelíes como un castigo colectivo. El ministro de Asuntos Exteriores de Omán, Sayyid Badr Albusaidi, pidió una investigación sobre crímenes de guerra sobre la acción israelí en Gaza. El ministro de Asuntos Exteriores de Catar, Mohammed bin Abdulrahman bin Jassim Al Thani, afirmó que el asedio al hospital Al-Shifa de Israel fue un «crimen de guerra y una flagrante violación de las leyes internacionales». Ayman Safadi, el ministro de Relaciones Exteriores de Jordania, afirmó que las acciones de Israel encajan dentro de la definición legal de genocidio.
El 9 de enero de 2024, David Cameron, el ministro de Asuntos Exteriores británico declaró que estaba «preocupado» porque Israel había violado el derecho internacional en Gaza. El 14 de febrero, el ministro de Asuntos Exteriores italiano, Antonio Tajani, calificó el ataque de Israel contra Gaza de desproporcionado. Pietro Parolin, el secretario de estado del Vaticano calificó la respuesta de Israel de desproporcionada. Citando a Giora Eiland, el máximo diplomático de la UE, Josep Borrell, afirmó que el objetivo de Israel parecía ser «convertir a Gaza en un lugar en el que sea temporal o permanentemente imposible vivir».
El 17 de marzo, el Ministerio de Asuntos Exteriores egipcio afirmó que Israel estaba aplicando un castigo colectivo mediante sus asedios, ataques indiscriminados a civiles y hambrunas.
Micheál Martin, el ministro de Asuntos Exteriores irlandés dijo que los ataques del 7 de octubre y las acciones de Israel en Gaza «representan una flagrante violación del derecho internacional humanitario a gran escala».

##### Otros funcionarios
Ione Belarra, ministra española de Derechos Sociales, acusó a la UE y a Estados Unidos de "ser cómplices de los crímenes de guerra de Israel". Belarra pidió además que Israel fuera denunciado ante la CPI por genocidio en la Franja de Gaza. El Partido de los Trabajadores del presidente brasileño Luiz Inácio Lula da Silva clasificó oficialmente las acciones israelíes en Gaza como genocidio. El Parlamento de Sri Lanka envió una carta al secretario general de la ONU, afirmando que los «bombardeos indiscriminados en hospitales de Israel equivalen a un crimen de guerra según el derecho internacional y la Convención de Ginebra». La diplomática catarí Sheikha Alya Ahmed Saif Al-Thani afirmó que el asedio del Hospital Al-Shifa fue un crimen de guerra. Los funcionarios estadounidenses expresaron alarma ante las afirmaciones israelíes de la «inevitabilidad» de las muertes de civiles, después de que utilizaron los bombardeos atómicos de Hiroshima y Nagasaki como ejemplos históricos.

### Naciones Unidas
Un grupo de expertos independientes de las Naciones Unidas afirmó que las Fuerzas de Defensa de Israel participaron en «ataques militares indiscriminados». Paula Gaviria Betancur, Relatora Especial de la ONU sobre los derechos humanos de los desplazados internos, afirmó que las órdenes de evacuación forzada de Israel constituían un crimen de lesa humanidad, relator especial de la ONU sobre el derecho a una vivienda adecuada, afirmó que la destrucción de viviendas e infraestructura civil por parte de Israel equivalía a un crimen de guerra y un crimen contra la humanidad. El jefe de Derechos Humanos de la ONU, Volker Türk, afirmó que tanto el castigo colectivo de Israel como la evacuación forzosa de los habitantes de Gaza eran crímenes de guerra.
Pedro Arrojo-Agudo, relator especial de la ONU sobre agua y saneamiento, afirmó que según el artículo 7 del Estatuto de Roma, cortar suministros básicos, como el agua, era un crimen contra la humanidad. Martin Griffiths afirmó que la crisis humanitaria en Gaza era intolerable y que «el derecho internacional humanitario parece haber sido invertido». Philippe Lazzarini calificó el asesinato de trabajadores de las Naciones Unidas por parte de Israel como un «flagrante desprecio del derecho internacional humanitario». Los relatores especiales de las Naciones Unidas sobre ejecuciones extrajudiciales y tortura firmaron una declaración conjunta instando a una investigación de crímenes de guerra. La ACNUDH declaró que tenía «serias preocupaciones» sobre el cumplimiento por parte de Israel del derecho internacional. Tlaleng Mofokeng, relator especial sobre salud, afirmó que Israel había violado protecciones médicas especiales en una «guerra implacable» contra la salud.
Relatores especiales de Naciones Unidas condenaron, el día 19 de octubre, la «inacción de la comunidad internacional» ante los crímenes de guerra cometidos por Israel tanto en la Franja de Gaza, controlada por Hamás, como en Cisjordania. En su declaración manifestaron que «Estamos haciendo sonar la alarma: hay una campaña en curso por parte de Israel que resulta en crímenes contra la humanidad en Gaza (...) No hay justificaciones ni excepciones para tales crímenes. Estamos consternados por la inacción de la comunidad internacional ante el belicismo beligerante». Además, advirtieron de que «existe el riesgo de genocidio contra el pueblo palestino». Condenaron las órdenes de evacuación y traslados forzosos de población emitidas por Israel y el asedio total de Gaza que, según expresaron, es una «violación del derecho internacional humanitario».
El 24 de octubre, el secretario general de las Naciones Unidas, Antonio Guterres, afirmó que había habido «claras violaciones» del derecho humanitario en Gaza y pidió un alto el «fuego humanitario inmediato» para poder entregar alimentos, agua, medicinas y combustible que se necesitan desesperadamente. También hizo un llamamiento «a todos a alejarse del abismo antes de que la violencia se cobre aún más vidas y se extienda aún más». Guterres hizo estas declaraciones durante una reunión del Consejo de Seguridad de la ONU.
En marzo de 2024, Betancur afirmó que el mundo «debe abandonar la ficción de que Israel respetará los principios del derecho internacional humanitario y de los derechos humanos en sus operaciones militares». Por su parte la relatora especial de la ONU para los Territorios Palestinos Ocupados, Francesca Albanese, aseguró que «la rendición de cuentas es más necesaria que nunca» ya que actualmente se cuenta con suficientes pruebas sobre los crímenes llevados a cabo por Israel en la Franja de Gaza desde el inicio de la guerra el 7 de octubre de 2023: «la colosal cantidad de pruebas sobre los crímenes internacionales cometidos por Israel en Gaza en los últimos seis meses podría mantener a la Corte Internacional de Justicia (CIJ) ocupada durante las próximas cinco décadas, especialmente al ritmo actual de los procedimientos».
Según la UNRWA, su personal se ha enfrentado a «torturas, malos tratos, abusos y explotación sexual» a manos de las autoridades israelíes. La organización también acusó a Israel de obtener confesiones forzadas de su personal de estar involucrado con Hamás mediante la utilización de la tortura.
El 10 de junio de 2025, una comisión independiente de la ONU concluyó en un informe que Israel había cometido crímenes de guerra y crímenes contra la humanidad en su guerra en Gaza, y en concreto señalaron que Israel era culpable del crimen de exterminio (que puede ser equiparable al de genocidio) por los bombardeos intencionados de escuelas y mezquitas en los que se refugiaban civiles.

## Demandas e investigaciones

### Investigaciones
La Oficina de Asuntos Exteriores, Commonwealth y Desarrollo del Reino Unido abrió una investigación sobre las violaciones israelíes del derecho internacional humanitario. Los documentos judiciales citados por Amnistía Internacional indicaron que la oficina del Reino Unido no pudo determinar si Israel cumplía el derecho internacional, pero concluyeron que había «serias preocupaciones» sobre violaciones legales. En febrero de 2024, el Departamento de Estado de los Estados Unidos anunció que estaba investigando el ataque aéreo del 31 de octubre de 2023 al campo de refugiados de Jabalia y el posible uso de fósforo blanco por parte de Israel en el Líbano. Alice Jill Edwards, la Relatora Especial de las Naciones Unidas sobre la Tortura, afirmó que estaba investigando la tortura y el maltrato de detenidos palestinos por parte del ejército israelí.
Tras la publicación de un vídeo por Al Jazzera que mostraba un ataque aéreo Israelí que mataba a cinco hombres palestinos aparentemente desarmados mientras caminaban por un camino de tierra en Gaza, las FDI anunciaron que el incidente estaba siendo investigado por su organismo de «investigación de hechos» por posibles crímenes cometidos por sus fuerzas. Un funcionario del Departamento de Estado de Estados Unidos dijo: «Israel tiene la obligación de investigar acusaciones creíbles de violaciones del derecho internacional».
El vienes 5 de abril de 2024, el Consejo de Derechos Humanos de las Naciones Unidas adoptó una resolución en la que pedía que Israel rinda cuentas por posibles crímenes de guerra y crímenes contra la humanidad cometidos en la Franja. Veintiocho países votaron a favor, trece se abstuvieron y seis (entre ellos Estados Unidos, Argentina y Alemania) votaron en contra. El texto también exhorta a la comunidad internacional a poner fin a la venta y transferencia de armas a Israel.

### Denuncias contra Israel ante la Corte Internacional de Justicia
El 29 de diciembre, Sudáfrica presentó un caso ante la Corte Internacional de Justicia (CIJ), acusando a Israel de incumplir sus obligaciones bajo la Convención sobre el Genocidio de 1948 en su ataque contra el grupo palestino Hamás en Gaza. Sudáfrica alega que Israel estaba violando sus obligaciones bajo el tratado, redactado a raíz del Holocausto, que tipifica como delito intentar destruir a un pueblo en su totalidad o en parte. Además, Sudáfrica pidió a la CIJ que tomara medidas provisionales ordenando a Israel que detuviera su campaña militar en Gaza, que dijo que eran «necesarias en este caso para proteger contra daños mayores, graves e irreparables a los derechos del pueblo palestino». Posteriormente esta denuncia fue apoyada por la Organización para la Cooperación Islámica (OCI) —que incluye a países como Arabia Saudita, Irán, Pakistán y Marruecos—, Malasia, Turquía, Jordania y Malasia.
El 26 de enero de 2024, la Corte Internacional de Justicia dictaminó de manera provisional que había plausibilidad de que se estuviese cometiendo un genocidio y ordenó una serie de medidas cautelares mientras se produjese la investigación oficial, entre las que se encontraban la exigencia a Israel de que se asegurase de que sus tropas no cometiesen actos de carácter genocida, que se previniese y castigase la incitación al genocidio, que se evitase la destrucción de las posibles pruebas de genocidio, y que se permitiese «la entrega de la ayuda humanitaria esencial precisada con urgencia por los palestinos». Sin embargo, la Corte no impuso como exigencia la solicitud de Sudáfrica de imponer un alto el fuego inmediato. Todas las medidas fueron adoptadas por una mayoría de 15 jueces a favor y 2 en contra, salvo por las referentes a la mayor entrada de ayuda humanitaria y a la persecución y el castigo de la incitación al genocidio, que fueron aprobadas por 16 votos a favor (incluido el del juez israelí) y 1 en contra.
El 13 de febrero Sudáfrica presentó una solicitud urgente a la Corte Internacional de Justicia para que considere si la decisión de Israel de extender sus operaciones militares en dirección a Rafah, al sur de la Franja de Gaza, que es el último refugio para los palestinos supervivientes, instando a considerar si requiere que la corte use su poder para evitar mayores violaciones de los derechos humanos de los palestinos.
El 6 de marzo de 2024, Sudáfrica solicitó a la CIJ que ordenara medidas adicionales contra Israel debido a la situación de hambruna masiva a la que se enfrentaban los habitantes de Gaza.

### Denuncias contra Alemania ante la Corte Internacional de Justicia
El 1 de marzo de 2024, Nicaragua inició un procedimiento contra Alemania ante la Corte Internacional de Justicia (CIJ) en virtud, entre otras cosas, de la Convención sobre Genocidio, en relación con el apoyo de Alemania a Israel en la guerra entre Israel y Gaza. Además solicitó la aplicación de medidas provisionales de protección, incluida la reanudación de la financiación alemana suspendida de la UNRWA y el cese de los suministros militares a Israel.
El 30 de abril la CIJ rechazó la petición de Nicaragua de dictar medidas cautelares contra las exportaciones de armas de Alemania a Israel, debido a que no se cumplen las condiciones legales. «Las circunstancias no son tales como para requerir el ejercicio de su poder en virtud del artículo 41 del estatuto para indicar medidas provisionales». Además el tribunal considera «especialmente importante recordar a todos los Estados» sus obligaciones internacionales en relación con la transferencia de armas a las partes en un conflicto armado, con el fin de «evitar el riesgo de que dichas armas puedan utilizarse» para violar la Convención de Ginebra o la Convención contra el Genocidio. Sin embargo, esta decisión del tribunal no significa que haya desestimado el caso, por lo que las partes todavía podrán presentar sus argumentos sobre el fondo del caso en el que Nicaragua acusa a Alemania de participar en el genocidio.
Por su parte el presidente de la Corte, Nawar Salam, sostuvo que la CIJ continúa «profundamente preocupada por las condiciones de vida catastróficas de los palestinos en la Franja de Gaza, sobre todo en vista de la privación prolongada y generalizada de alimentos y otros insumos básicos a la que es sometida [su población]». 

### Demandas ante la Corte Penal Internacional
El 9 de noviembre, tres grupos palestinos de derechos civiles presentaron una demanda contra Israel ante la Corte Penal Internacional. Los grupos acusaron a Israel de crímenes de guerra, apartheid y genocidio, y pidieron a la CPI que emitiera órdenes de arresto para altos funcionarios israelíes. Ese mismo día, el presidente de Colombia, Gustavo Petro, informó que Colombia secundaría la denuncia que había presentado Argelia ante el Tribunal Penal Internacional (TPI) contra el primer ministro israelí, Benjamín Netanyahu, por crímenes de guerra cometidos contra el pueblo palestino: «Colombia va a coadyuvar la denuncia de la república de Argelia interpuesta ante la Corte Penal Internacional por crímenes de guerra contra el señor Benjamin Netanyahu ante la masacre de niños y civiles del pueblo palestino que ha producido».
El 14 de noviembre, Human Rights Watch pidió a la CPI que investigara los ataques israelíes a hospitales y ambulancias. Un grupo de abogados que representan a víctimas de ataques israelíes presentaron una demanda ante la CPI, acusando a Israel de genocidio. La ministra de Asuntos Exteriores sudafricana, Naledi Pandor, pidió a la CPI que acelere su investigación de los crímenes de guerra, los crímenes de lesa humanidad y el genocidio israelíes y afirmó que se deberían emitir órdenes de arresto contra Benjamin Netanyahu.
El 16 de noviembre, el presidente sudafricano Cyril Ramaphosa declaró que Sudáfrica había remitido a Israel ante la CPI por crímenes de guerra. El 17 de noviembre, Karim Khan declaró que la CPI había recibido una solicitud conjunta de Sudáfrica, Bangladés, Bolivia, Comoras y Yibuti para investigar presuntos crímenes de guerra israelíes. El 18 de noviembre, el presidente turco, Recep Tayyip Erdogan, afirmó que los funcionarios israelíes deberían ser juzgados ante la CPI. El 20 de diciembre, Democracy for the Arab World Now proporcionó al fiscal de la CPI una lista de 40 oficiales al mando israelíes que deberían ser acusados de crímenes de guerra.
El 22 de diciembre, Reporteros Sin Fronteras presentó una denuncia ante la CPI contra Israel por «probables crímenes de guerra». El 6 de enero, un grupo de 100 abogados chilenos presentaron una denuncia ante la CPI acusando a Netanyahu de cometer crímenes de guerra. El 18 de enero, las cancillerías de México y Chile remitieron a Israel ante la CPI por posibles crímenes de guerra.
En abril de 2024, el gobierno de Israel expresó su preocupación de que la CPI pronto emitiera órdenes de arresto contra Netanyahu y otros altos funcionarios israelíes por presuntas violaciones del derecho internacional humanitario en la guerra en la Franja de Gaza. El 3 de noviembre la Fiscalía del Tribunal Penal Internacional (TPI) condenó los intentos de «interferir, bloquear, intimidar o influir de forma inapropiada» en las labores de sus trabajadores y pidió frenar todas las amenazas que puedan socavar la «imparcialidad e independencia» de la corte. El fiscal de la CPI, Karim Khan, afirmó en un comunicado que «todos los intentos de impedir, intimidar o influir indebidamente en los funcionarios [de la CPI] cesen de inmediato» y aseguró que amenazar al tribunal «puede constituir un delito contra la administración de justicia bajo el artículo 70 del Estatuto de Roma». En respuesta a estas acusaciones, Netanyahu denunció una supuesta maniobra del TPI para evitar que pueda ejercer su «legítimo derecho a la defensa» y calificó de «escándalo histórico» que el Tribunal pueda tomar medidas contra funcionarios, políticos y militares israelíes. Por su parte el Ministerio de Asuntos Exteriores, UE y Cooperación de España afirmó que «apoya plenamente el trabajo» del Tribunal Penal Internacional, «libre de amenazas e interferencias». La Comisión Europea apoyó «la protección de la independencia del TPI y la integridad del Estatuto de Roma. Las amenazas contra el tribunal y sus cargos son inaceptables».
El 20 de mayo de 2024, Karim Khan, fiscal jefe de la Corte Penal Internacional comunicó que ha solicitado órdenes de detención contra él, y contra los líderes de Hamás por crímenes de guerra y crímenes contra la humanidad. Las órdenes de detención aún tienen que ser aprobadas por los jueces del tribunal y se dictarían contra Yahya Sinwar, Mohamed Deif e Ismail Haniya, así como contra Netanyahu y su ministro de defensa, Yoav Galant. Israel desconoce la jurisdicción de la corte en su país y en Gaza, de modo que, de emitirse estas órdenes, las personas no podrían ser detenidas donde se encuentran, ni tampoco en EE. UU., pero si viajan a Europa o a cualquiera de los 124 países miembros del tribunal serían arrestadas de inmediato para ser puestas a disposición del tribunal.
El 21 de noviembre de 2024, la Corte Penal Internacional emitió órdenes de arresto internacional contra el primer ministro Benjamín Netanyahu, el exministro de Defensa del país, Yoav Galant, y el líder del barzo armado de Hamás, Mohamed Deif, por presuntos crímenes de guerra relacionados con la guerra de Gaza. En concreto,

El tribunal ha encontrado una base razonable para creer que Netanyahu (...) y Galant (...) tienen ambos responsabilidad criminal por los siguientes crímenes como coperpetradores, al cometer los actos junto con otros: el crimen de guerra de uso del hambre como arma de guerra, y los crímenes contra la humanidad de asesinato, persecución y otros actos inhumanos (...). El tribunal también encontró una base razonable para creer que Netanyahu y Galant tienen ambos responsabilidad criminal como cargos civiles superiores por el crimen de guerra de dirigir ataques intencionadamente contra la población civil. (...) El tribunal dictaminó que la supuesta conducta de Netanyahu y Galant afecta a las actividades de los cuerpos gubernamentales y las fuerzas armadas israelíes contra la población civil palestina, y más específicamente contra los civiles de la Franja de Gaza. (...) Los supuestos crímenes contra la humanidad forman parte de un amplio y sistemático ataque contra la población civil de la Franja de Gaza. (...) Hay base razonable para creer que ambos individuos negaron de manera consciente e intencionada a la población civil de la Franja de Gaza el acceso a artículos indispensables para su supervivencia, tales como comida, agua, medicinas y suministros médicos, así como combustible y electricidad, desde al menos el 8 de octubre de 2023 hasta el 20 de mayo de 2024. (...) Hay base razonable para creer que Netanyahu y Galant tienen responsabilidad criminal por el crimen de guerra de uso del hambre como arma de guerra. (...) Limitando de manera intencionada o evitando el acceso de suministros médicos y medicinas a la Franja de Gaza (...) ambos individuos son también responsables de infligir un gran sufrimiento por actos inhumanos a personas que necesitan tratamiento. (...) Hay base razonable para creer que su conducta privó a una porción significativa de la población civil de la Franja de Gaza de sus derechos fundamentales, incluidos el derecho a la vida y a la salud, y que la población fue objeto de estas medidas por motivos políticos o nacionales.

Por otra parte, la petición de orden detención contra los dirigentes de Hamás se ha fundamentado en los siguientes cargos:

- «Exterminio como crimen de lesa humanidad, contrario al artículo 7(1)(b) del Estatuto de Roma;
- Asesinato como crimen de lesa humanidad, contrario al artículo 7(1)(a), y como crimen de guerra, contrario al artículo 8(2)(c)(i).
- La toma de rehenes como crimen de guerra, en contra de lo dispuesto en el artículo 8(2)(c)(iii).
- La violación y otros actos de violencia sexual como crímenes de lesa humanidad, en contra de lo dispuesto en el artículo 7(1)(g), y también como crímenes de guerra, en contra de lo dispuesto en el artículo 8(2)(e)(vi) en el contexto del cautiverio.
- La tortura como crimen de lesa humanidad, contrario al artículo 7(1)(f), y también como crimen de guerra, contrario al artículo 8(2)(c)(i), en el contexto del cautiverio.
- Otros actos inhumanos como crimen de lesa humanidad, contrario al artículo 7(l)(k), en el contexto del cautiverio.
- Trato cruel como crimen de guerra, contrario al artículo 8(2)(c)(i), en el contexto del cautiverio.
- Ultrajes a la dignidad personal como crimen de guerra, contrario al artículo 8(2)(c)(ii), en el contexto del cautiverio.»

Declaración del Fiscal de la CPI Karim A.A. Khan KC: Solicitudes de órdenes de detención en la situación en el Estado de Palestina.

### Demanda de CCR contra Joe Biden
El 13 de noviembre de 2023, el Centro de Derechos Constitucionales (CCR), con sede en Nueva York, demandó a Joe Biden por supuestamente no cumplir con sus deberes, definidos en las leyes nacionales e internacionales, de impedir que Israel cometa genocidio en Gaza. La denuncia, presentada en nombre de los palestinos en Gaza y Estados Unidos, alegaba que los «asesinatos en masa» de Israel, los ataques contra infraestructuras civiles y las expulsiones forzadas equivalían a genocidio. El CCR dijo que Estados Unidos y otros países tenían el deber de hacer todo lo posible para detener las matanzas. «Como el aliado más cercano y el más fuerte partidario de Israel, siendo su mayor proveedor de asistencia militar por un amplio margen y siendo Israel el mayor receptor acumulativo de asistencia exterior estadounidense desde la Segunda Guerra Mundial, Estados Unidos tiene los medios disponibles para tener un efecto disuasorio sobre Israel. Los funcionarios israelíes ahora persiguen actos genocidas contra el pueblo palestino en Gaza», argumenta la denuncia.
La demanda, presentada ante un tribunal federal de California, pedía al tribunal que prohibiera a Estados Unidos proporcionar armas, dinero y apoyo diplomático a Israel. También buscaba una declaración de que el presidente, el secretario de Estado, Antony Blinken, y el secretario de Defensa, Lloyd Austin, debían "tomar todas las medidas a su alcance para impedir que Israel cometa actos genocidas contra el pueblo palestino de Gaza". El experto en genocidio William Schabas dijo en una declaración en la demanda que, en su opinión, existía un «grave riesgo de genocidio» y que Estados Unidos estaba «incumpliendo su obligación» en virtud de la Convención sobre el Genocidio de 1948 y el derecho internacional.
El 31 de enero de 2024 se desestimó el caso. El juez dijo que la Constitución de los Estados Unidos limitaba sus acciones, que hubiera preferido haber emitido la orden judicial e instó al presidente Biden a repensar la política estadounidense, también afirmó que «es plausible que la conducta de Israel equivalga a un genocidio»

### Demanda ante el Tribunal Federal de Australia
El 5 de diciembre de 2023, los grupos palestinos de derechos humanos Al-Haq, el Centro Al Mezan de Derechos Humanos y el Centro Palestino de Derechos Humanos (PCHR) iniciaron acciones legales ante el Tribunal Federal de Australia. Estos grupos de derechos humanos buscan acceso a todos los permisos que permiten la exportación de armas y municiones a Israel concedidos por el ministro de Defensa desde el 7 de octubre de 2023. La solicitud cuenta con el apoyo del Centro Australiano para la Justicia Internacional (ACIJ).

### Organizaciones humanitarias
El 6 de diciembre, Oxfam declaró que la comunidad internacional, y en particular los aliados de Israel, eran «cómplices de la muerte masiva, el desplazamiento forzado, el hambre y las privaciones infligidos a más de dos millones de personas».

### Demanda contra soldados
En abril de 2025, uno de los principales abogados especialistas en derechos humanos del Reino Unido, Michael Mansfield, presentó una demanda por crímenes de guerra y/o crímenes de lesa humanidad contra diez soldados británicos que han servido para el ejército israelí en la guerra de Gaza. En concreto, estos soldados están acusados del asesinato de civiles y trabajadores humanitarios; ataques indiscriminados contra zonas civiles, incluidos hospitales; ataques contra lugares protegidos por su interés histórico o religioso; y del traslado forzoso de civiles.
El 28 de mayo, la fiscalía de Perú abrió una investigación penal contra un soldado israelí acusado de un delito de genocidio perpetrado en la Franja de Gaza. Según la Fundación Hind Rajab el militar denunciado es ingeniero de combate y habría participado directamente en la «destrucción metódica y sistemática de barrios civiles en la Franja de Gaza durante la ofensiva militar».
El 21 de julio, las autoridades belgas arrestaron e interrogaron a dos soldados israelíes por acusaciones creíbles de crímenes de guerra cometidos durante la invasión israelí de Gaza tras una denuncia presentada por la Fundación Hind Rajab y Global Legal Action Network (GLAN). Los arrestos tuvieron lugar en el festival de música Tomorrowland en la ciudad de Boom, donde los sospechosos fueron identificados y detenidos en una operación policial coordinada.